# Encyclopédie

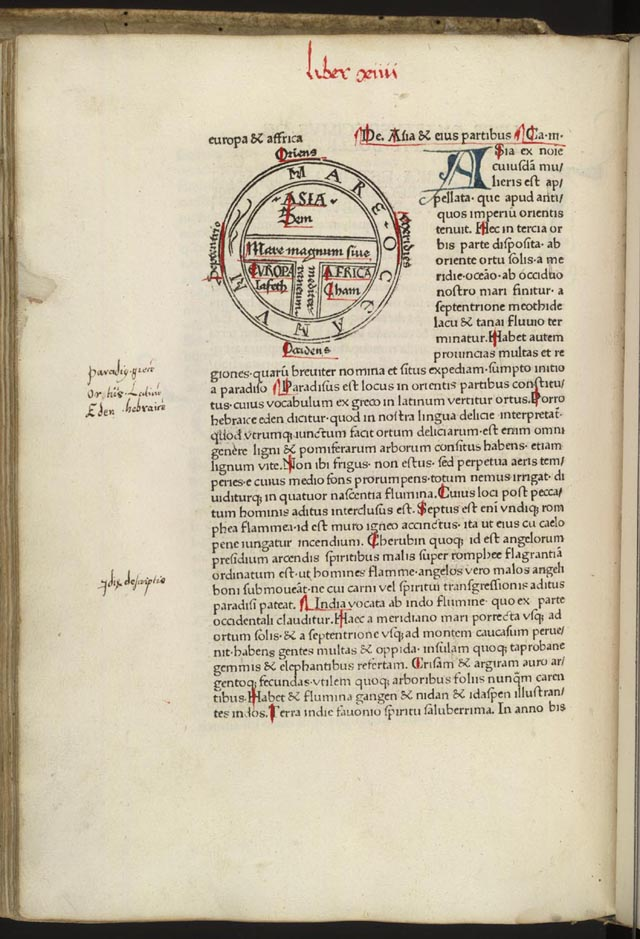
Première édition imprimée des Étymologies d'Isidore de Séville (1472).

Vous lisez un « bon article » labellisé en 2013.
Une encyclopédie est un ouvrage de référence (livre, ensemble de livres ou document numérique) visant à synthétiser toutes les connaissances pour édifier le savoir et à en montrer l'organisation de façon à les rendre accessibles au public, dans un but d'éducation, d'information ou de soutien à la mémoire culturelle. Basé sur des autorités ou des sources valides et souvent complété par des exemples et des illustrations, ce genre d'ouvrage privilégie un style concis et favorise la consultation par des tables et des index. Le terme a pris son sens moderne avec l'Encyclopédie ou Dictionnaire raisonné des sciences, des arts et des métiers (1751-1772).
En principe, une encyclopédie est différente d'un dictionnaire, car ce dernier a pour objet le sens et l'emploi des mots d'une langue, et est donc intraduisible en tant que tel, alors que l'encyclopédie traite des choses ou réalités du monde et de la culture. Cette distinction n'est toutefois pas rigide, car un dictionnaire doit nécessairement aussi « traiter des choses dans la mesure où cela est nécessaire pour déterminer la signification et l'usage des mots », et bien des dictionnaires modernes accentuent leur caractère encyclopédique, tel Le Petit Larousse, afin d'offrir le maximum de renseignements en un seul volume. Quand ils sont suivis de la préposition (de, du ou des), dictionnaire et encyclopédie peuvent l'un et l'autre désigner un livre de proportions modestes portant sur un domaine restreint (par exemple : La Grande Encyclopédie des fées, Dictionnaire de géographie).
Les finalités ont varié au fil du temps : « Au Moyen Âge comme dans l'Antiquité, en Chine comme dans l'Islam classique, l'encyclopédie moralise, instruit, éduque, intègre socialement ; après le XVIIe siècle, elle ne veut plus qu'informer ». Souvent inféodées à des impératifs religieux ou étatiques, les encyclopédies n'ont réussi que tardivement à s'astreindre à « un exposé critique et impartial des faits et des idées », même si des biais idéologiques ou culturels parviennent encore à s'imposer de façon plus ou moins consciente.
La question de l'organisation interne a soulevé des passions et est liée à la conception que l'auteur se fait du savoir et de la façon dont son ouvrage devrait être utilisé. L'organisation dominante a d'abord été purement thématique, en fonction des disciplines. Le classement alphabétique, qui apparaît dans un dictionnaire au Xe siècle, ne s'imposera définitivement dans une encyclopédie qu'au XVIIIe siècle. Organisation thématique et classement alphabétique peuvent être utilisés de façon croisée en intégrant un ou plusieurs volumes d'index à un ouvrage thématique donné.

## Développement du sens moderne

### Diversité des formes
Quoique le terme « encyclopédie » soit apparu assez tardivement, et que son sens se soit modifié par rapport au sens initial, l'idée de constituer un abrégé des connaissances existe depuis longtemps et a pris diverses formes. Celles-ci ont évolué en fonction des besoins du public, de la quantité de savoir disponible et de la complexité de l'organisation sociale. Cela a donné, à travers les siècles, divers genres d'ouvrages à visée encyclopédique, qui ont fusionné au début du XVIIIe siècle pour créer le concept moderne d'encyclopédie.
- Le dictionnaire repose sur l'idée que la langue est le premier moyen de connaissance du réel et que la découverte du monde est étroitement liée à la maîtrise du vocabulaire. Cette idée est à la base des ouvrages de Varron et des Étymologies d'Isidore de Séville.
- La compilation vise à satisfaire la curiosité et l'appétit de connaissances d'un public cultivé. L'Histoire naturelle de Pline en est le modèle le plus ancien qu'on ait conservé.
- Le manuel s'adresse à des étudiants et propose un tour complet des savoirs caractérisant une formation complète. Le prototype en est le curieux ouvrage de Martianus Capella (vers 420), qui a inspiré une nombreuse descendance.
- Le florilège rassemble des citations organisées de façon thématique. Il visait à répondre aux besoins de personnes appelées à une fonction publique importante : juges, avocats, hauts fonctionnaires, prédicateurs, etc. Le florilège a été beaucoup pratiqué en Chine, sous la forme du leishu[5]. En Europe, la Polyanthea (1503) en est le modèle le plus accompli[5].

Des ouvrages qui, à leur époque, ne pouvaient pas se présenter comme des « encyclopédies » sont donc maintenant considérés comme tels, de façon rétrospective.

### Étymologie

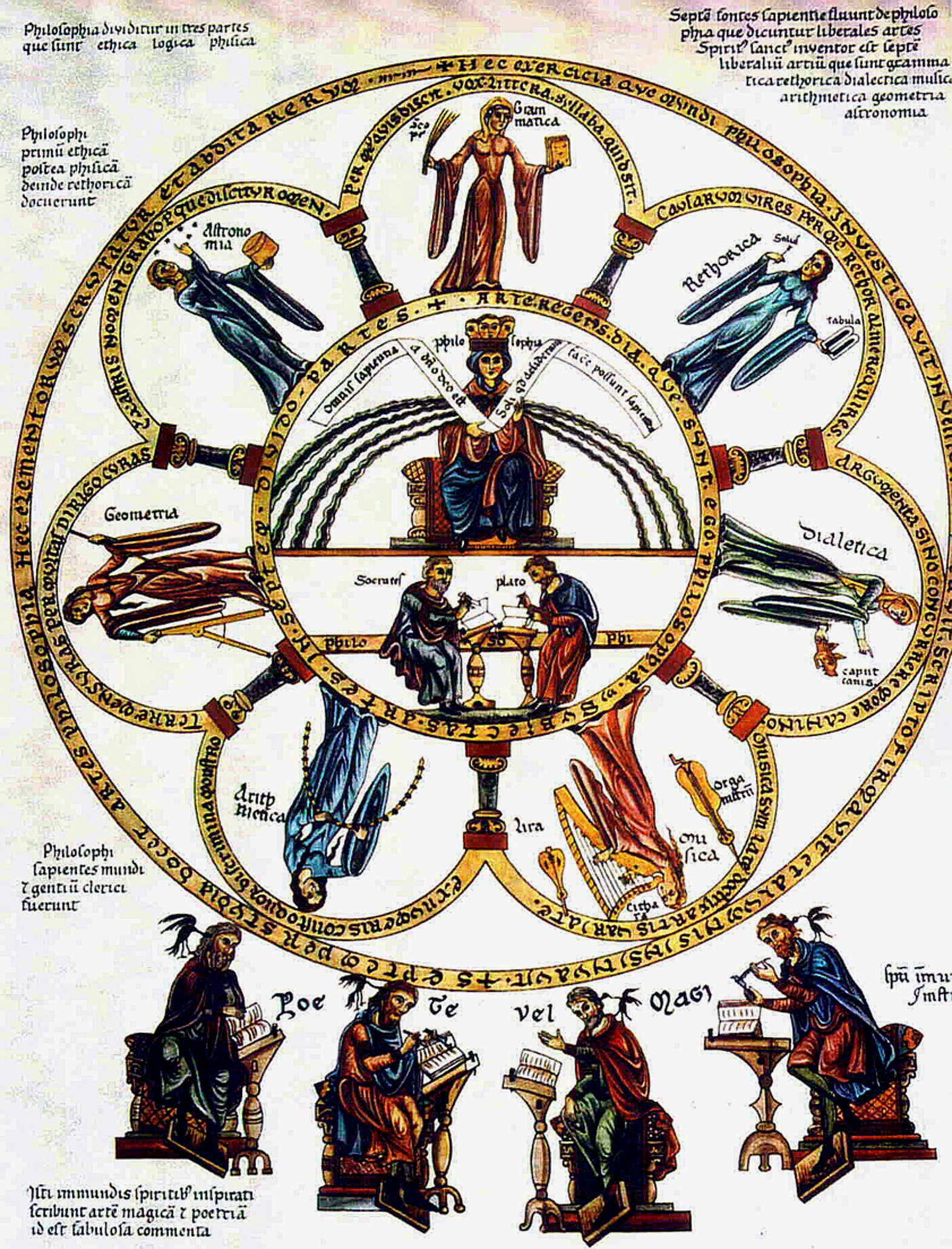
Représentation des sept arts libéraux dans l'Hortus deliciarum (vers 1170).

Le mot « encyclopédie » vient de encyclopædia, forme latinisée à la Renaissance de l’expression grecque de Plutarque, ἐγκύκλιος παιδεία. Le terme enkyklios signifie « circulaire, qui embrasse un cercle entier », et par extension « périodique, quotidien, général, ordinaire », tandis que paideía signifie « éducation ». Une enkyklios paideia signifiait donc « l'ensemble des savoirs qui constituent une éducation complète », selon le sens que lui donnait Quintilien. Ainsi, l'architecte Vitruve se félicite que ses parents l'aient instruit dans « un art qui ne peut avoir d'importance qu'autant qu'il renferme, comme dans un cercle, et la connaissance de la littérature, et celle des autres sciences ». L'image du cercle était utilisée en grec ancien pour signifier la couverture d'un domaine dans sa totalité ou un processus récurrent durant un temps déterminé.
À la Renaissance, les humanistes ont repris cette expression en l'appliquant à un ouvrage imprimé et en lui donnant le sens littéral de « cercle des connaissances », l'image du cercle étant symboliquement associée à l'unité fondamentale des parties constituantes. L'expression a été d'abord abrégée en κυκλωπαιδεία (cyclopédie), terme qui apparaît pour la première fois dans le sous-titre de la Margarita philosophica (1508), un manuel universitaire, et qui est repris par Johann Turmair dans le titre d'un ouvrage publié en 1517. Il sera dès lors souvent employé jusqu'à la parution de la Cyclopaedia de Chambers (1728).
La première occurrence du mot en français apparaît en 1532 chez Rabelais, qui fait dire à un de ses personnages que Panurge lui a « ouvert le vrai puits et abîme d'encyclopédie ». Joachim du Bellay le reprend dans son manifeste de 1549 : « Ce rond de sciences que les Grecs ont nommé Encyclopédie ».
Le sens moderne du mot ne sera toutefois fixé qu'avec la parution de l'Encyclopédie ou Dictionnaire raisonné des sciences, des arts et des métiers (1751), qui répond aux exigences de rigueur attendues d'un ouvrage de référence scientifiquement à jour, couvrant tous les domaines du savoir et organisé en vue d'une consultation aussi facile que possible.
Cependant, l'idéal d'unité du savoir incarné dans la métaphore du « cercle » restera actif jusqu'au milieu du XXe siècle, comme l'attestent les multiples tentatives éditoriales d'éviction de l'ordre alphabétique en faveur d'une organisation thématique (voir ci-dessous).

### Dictionnaire et encyclopédie
Alors que le dictionnaire désigne un mode d'organisation du langage en ordre alphabétique, l'encyclopédie se propose « un but plus élevé » et a « l'ambition intellectuelle d'embrasser tous les savoirs ».
Avec ces deux termes, si proches et si différents dans leurs connotations, nous avons affaire à « deux modèles et deux conceptions de la représentation sémantique, qui renvoient à une représentation générale du savoir et/ou du monde ». Le modèle en forme de dictionnaire renvoie à un savoir sur une langue, au moyen duquel les termes se différencient les uns des autres par des traits sémantiques qu'il serait possible, en principe, de hiérarchiser dans un arbre binaire, du type chien - canidé - mammifère - animal. Le savoir encyclopédique, pour sa part, renvoie à notre connaissance du monde et est susceptible de s'accroître indéfiniment, tout en respectant toutefois les limites du genre, qui ne vise pas simplement à accumuler, mais à synthétiser et à articuler entre elles les diverses connaissances, de façon à réaliser, selon l'expression d'un encyclopédiste, « le compendium de l'intelligence humaine ».

### Évolution des titres
Au début, les ouvrages de type encyclopédique portaient le plus souvent un titre métaphorique. Celui-ci pouvait être une variation sur le mot « florilège », comme dans Liber floridus (« livre fleuri ») ou Hortus deliciarum (« jardin des délices »), ou insistait sur la richesse que représentait le savoir, décrit comme un « trésor » chez Brunetto Latini ou une « perle » dans la Margarita philosophica de Gregor Reisch. Le titre peut également mettre en valeur la structure des connaissances, comme dans l'image de « l'arbre de la science ». Une autre image joue sur l'abondance des informations et présente l'ouvrage comme la « source des merveilles de l'univers ». Le titre peut aussi insister sur l'adéquation du livre à la réalité et le présenter comme une « image du monde » ou un « miroir majeur ». La dimension spectaculaire est mise en valeur chez Theodore Zwinger, qui a compilé un important « théâtre de la vie humaine ».
À partir de la seconde moitié du XVIe siècle, les titres se font moins imagés et se limitent à des termes techniques, à mesure que le classement alphabétique se généralise dans les ouvrages de référence. On voit alors s'imposer les termes « dictionnaire », lexicon (anglais) et lexikon (allemand), en concurrence avec « cyclopédie » et « encyclopédie », qui contiennent une idée de totalité et de formation de l'esprit. La langue allemande a longtemps privilégié le titre Konversationslexikon, car ce genre d'ouvrage aide à la conversation des personnes cultivées ; voir par exemple le Bonniers konversationslexikon.

## Histoire

### Antiquité

#### Prémices
L'histoire de l'encyclopédie est celle du rapport des sociétés au savoir. La volonté de rassembler les connaissances, qui s'exprimait dans les sociétés orales par des mythes transmis de génération en génération, a pu prendre une forme stable et visible avec l'invention de l'écriture.
Dès la fin du IVe millénaire av. J.-C., on trouve à Sumer « une sorte d'encyclopédie du matériel culturel dont les données [sont] disposées thématiquement ». Elles comportent des listes d'animaux, de pierres, de plantes, d'oiseaux. Quelque 600 ans plus tard, des tablettes proto-encyclopédiques existaient aussi à Ebla, proposant des listes étendues, classées en fonction de la première lettre des mots. Il existe de nombreuses copies de ces ouvrages, appelés « listes lexicales » par les historiens.
En Égypte antique, on trouve également des listes thématiques que l'on peut considérer comme des proto-encyclopédies. L'Onomastique du Ramesseum, rédigé vers 1750 av. J.-C., est une liste de mots groupés par catégories. Un autre ouvrage du même genre, mais plus développé, est l'Onomastique d'Aménopé, rédigé vers 1100, qui compte 610 éléments organisés de façon thématique et qui, selon l'anthropologue Jack Goody, contiendrait plus de 2 000 informations distinctes visant à fournir « un catalogue systématique de l'univers ». Ce lointain ancêtre du dictionnaire encyclopédique avait pour vocation « non pas d'apprendre à écrire aux enfants, mais de proposer un programme d'instruction de l'humanité fondé sur l'organisation du monde ».

#### Grèce antique

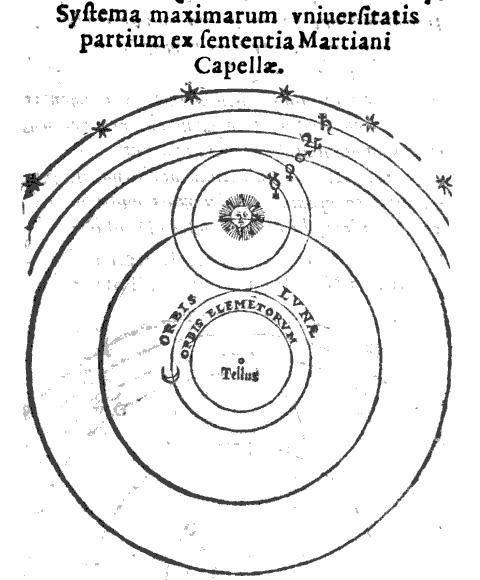
Modèle géo-héliocentrique élaboré par Héraclide du Pont (340 av. J.-C.), dont Copernic a pris connaissance grâce à l'encyclopédie de Martianus Capella (420).

En Grèce, une intense activité de réflexion et de recherche scientifique était en cours dès le VIIe siècle av. J.-C. avec les philosophes présocratiques. Elle a pris de l'ampleur avec Platon (428-348), dont le Timée fournit un exposé sous forme dialoguée des sciences de l'époque : astronomie, cosmogonie, physique et médecine. Cet ouvrage peut être considéré comme « une encyclopédie méthodique ».
Aristote (384-322) a produit une quantité de traités sur un large éventail de sujets (poétique, rhétorique, logique, science politique, physique, psychologie, biologie, éthique…), manifestant un esprit encyclopédique sans équivalent. Toutefois, ces brouillons ne seront diffusés que 275 ans après sa mort, soit vers 50 av. J.-C. : « La perte ou l'altération partielle de cet énorme corpus, encyclopédique au sens le plus pur du terme, puis sa récupération progressive, largement due à l'Islam, a influé sur l'histoire des encyclopédies en Occident pendant deux millénaires. »
Héraclide du Pont (388-310), qui a été un disciple de Platon, de Speusippe et d'Aristote, aurait été un des premiers auteurs à composer, en plus de ses travaux philosophiques, des ouvrages sur les principaux arts libéraux : grammaire, rhétorique, dialectique, musique et géométrie.
Parmi bien d'autres savants polyvalents, il faut citer le nom de Callimaque de Cyrène (vers 310-240) qui, en plus d'être poète et grammairien, a touché à une grande variété de sujets. Ératosthène, également de Cyrène (276-194), a laissé des travaux de mathématiques, d'astronomie et de géographie de grande valeur, notamment une mesure de la circonférence terrestre étonnamment précise. On a aussi retenu le nom de Posidonios (135-51), qui était à la fois géographe, historien et mathématicien, mais son œuvre est complètement perdue.
La volonté de savoir s'est aussi traduite par la construction de bibliothèques. La Bibliothèque d'Assurbanipal érigée à Ninive au VIIe siècle av. J.-C. contenait 30 000 tablettes d'argile. Celle d'Alexandrie, fondée en 288 av. J.-C., fut la plus importante bibliothèque de l'Antiquité ; elle comptait déjà 490 000 rouleaux à l'époque de Ptolémée II Philadelphe et attira pendant des siècles les savants du monde méditerranéen.
De l'énorme quantité de savoir alors accumulée, seule une infime partie a été traduite en latin. Les Romains, en effet, ne s'intéressaient guère aux questions théoriques et se contentaient des applications pratiques sans chercher à en approfondir les fondements mathématiques, géométriques ou astronomiques. C'est seulement à la faveur de l'épanouissement de la civilisation arabe au XIIe siècle que l'on a traduit en latin les ouvrages scientifiques majeurs de Hippocrate, Euclide, Aristote, Archimède, Apollonios de Perga, Ptolémée et Galien. Les encyclopédies ont constitué un maillon essentiel dans la transmission de ce savoir.

#### Rome antique

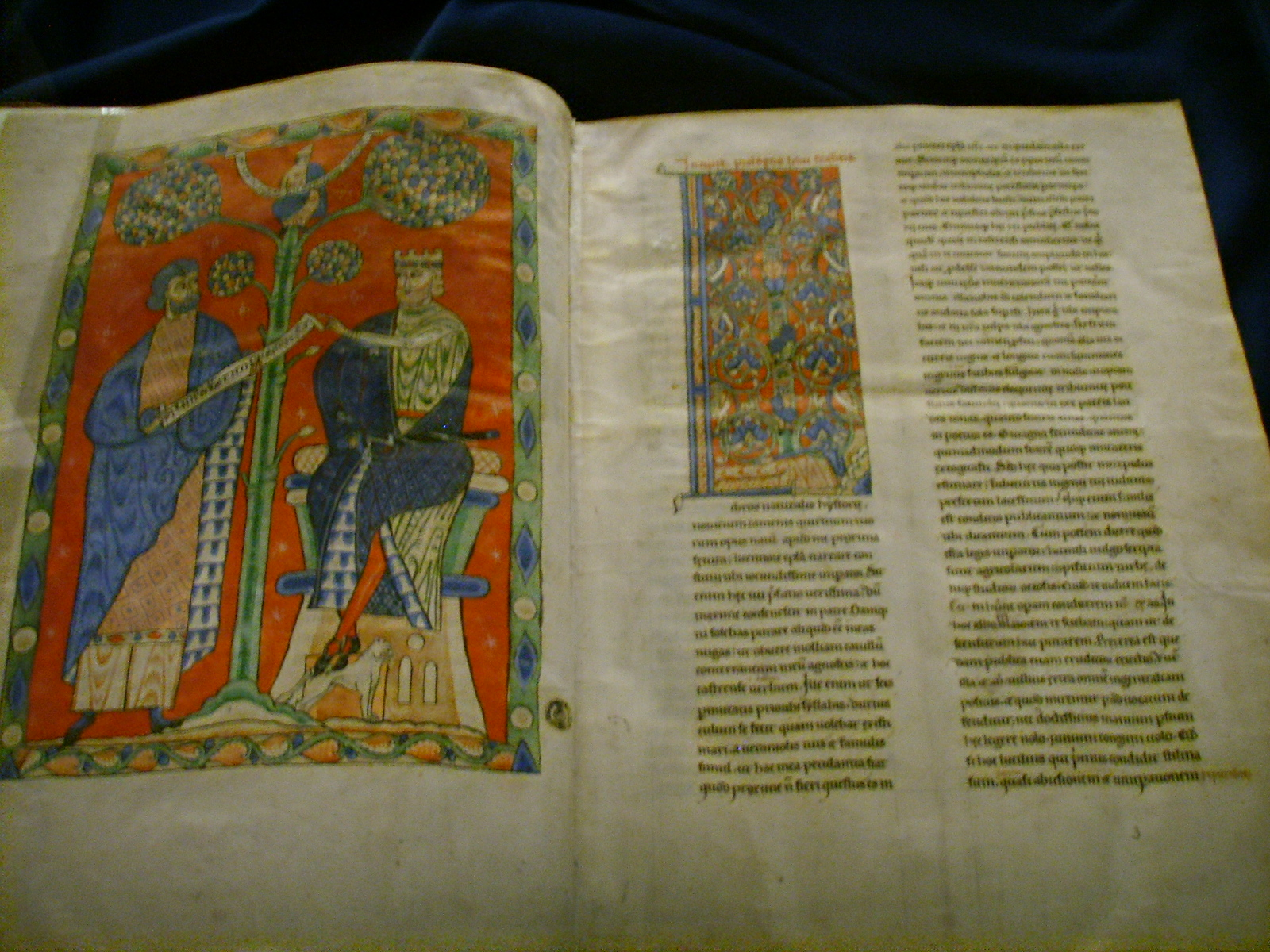
Pline, Historia naturalis, manuscrit enluminé du XIIIe siècle.

Dans la Rome antique, le comportement encyclopédique s'est d'abord développé en tant que volonté d'appropriation du patrimoine intellectuel de la Grèce, qui avait été définitivement vaincue par les armées romaines en 146 av. J.-C.. La première tentative encyclopédique est celle de Varron (116-27 av. J.-C.), dont les Antiquitatum rerum humanarum et divinarum libri XLI n'ont subsisté qu'à l'état de fragments. Pour cet auteur, l'étymologie est la clé du savoir et l'origine d'un mot nous renseigne sur la vérité cachée qu'il contient, donnant comme preuve que le terme verbum (« mot ») vient de veritas (« vérité »). Sur les 41 livres, 25 sont consacrés aux affaires humaines et le reste aux dieux. Cet ouvrage a disparu, mais il nous est en partie connu par les nombreuses citations qui en ont été tirées.
Vers le début du Ier siècle de notre ère, Aulus Cornelius Celsus a rédigé une encyclopédie en 26 livres, De Artibus, couvrant l'agriculture, l'art militaire, la rhétorique, la philosophie, la jurisprudence et la médecine. Ce dernier domaine est particulièrement développé et est la seule section de cet ouvrage à avoir été conservée, du moins en partie.
Pline l'Ancien (23-79 ap. J.-C.), écrivain et naturaliste romain mort dans l'éruption du Vésuve, est l'auteur d'une monumentale encyclopédie intitulée Histoire naturelle. Cet ouvrage de 37 volumes répertorie environ 20 000 faits et cite 500 auteurs consultés. Pline a compilé le savoir de son époque sur des sujets aussi variés que la cosmologie, l'astronomie, la géographie, l'histoire naturelle, la botanique, la pharmacopée, la médecine, la minéralogie, l'architecture, la peinture et la sculpture. C'est le seul ouvrage de cet auteur qui nous soit parvenu, et un des rares ouvrages de langue latine à être parvenus jusqu'au XXIe siècle dans leur intégralité. Extrêmement populaire durant tout le Moyen Âge, il a été jusqu'au XVIIIe siècle la référence en matière de connaissances scientifiques et techniques et a alimenté de nombreux travaux encyclopédiques,. L'objectif de Pline n'était cependant pas de viser la diffusion du savoir mais plutôt de faire une œuvre moralisatrice valorisant les savoirs anciens face à ceux introduits de Grèce et d'Orient, ce qui s'éloigne de l'acception moderne de l'encyclopédie. 
Dans les Nuits attiques (IIe siècle), Aulu-Gelle discute au fil de la plume d'un vaste éventail de sujets : littérature, arts, philosophie, histoire, droit, géométrie, médecine, sciences naturelles, météorologie et géographie.
Le Polyhistor (aussi appelé Les merveilles du monde) est un ouvrage de l'écrivain romain Solin, du IIIe ou IVe siècle, qui présente les curiosités du monde par pays. L'ouvrage est perdu, mais de nombreux éléments en ont été maintes fois recopiés dans les encyclopédies médiévales.
Nonius Marcellus rédige au début du IVe siècle le De compendiosa doctrina, compilation de traités sur la langue et diverses techniques, arrangée en ordre alphabétique.
Vers la fin du IVe siècle, Servius rédige un très abondant commentaire sur l'œuvre de Virgile, couvrant un vaste éventail de sujets, et que l'on peut considérer comme une encyclopédie organisée selon l'ordre du texte du poète.
Martianus Capella, avocat vivant en Algérie, est l’auteur du De nuptiis Philologiae et Mercurii (Noces de Philologie et de Mercure), rédigé entre 410 et 429. Ce manuel sous forme de récit allégorique synthétise en 9 livres les connaissances de l’époque : philologie, grammaire, dialectique, rhétorique, géométrie, arithmétique, astronomie et harmonie. Cet ouvrage sera surtout populaire à l’époque carolingienne, où il servira de référence pour l’organisation des études dans le domaine littéraire (le trivium) et en mathématique (le quadrivium). Il est encore lu à la Renaissance et inspirera notamment Copernic.

### Moyen Âge

#### Haut Moyen Âge

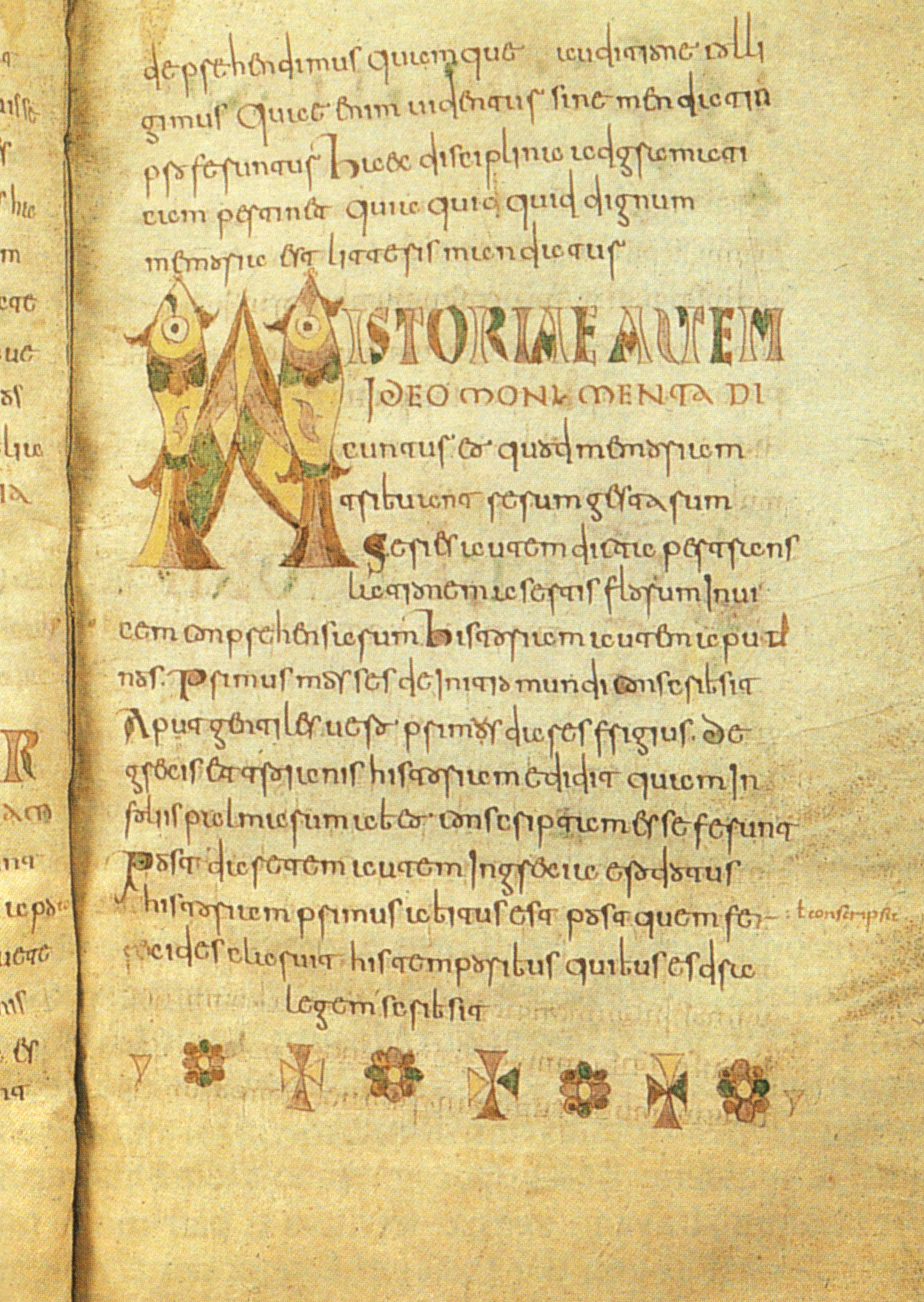
Manuscrit MS4856 des Étymologies d'Isidore de Séville, en écriture onciale de la fin du VIIIe siècle (Bibl. Royale Albert Ier, Bruxelles).

Le projet encyclopédique connaît une réorientation radicale avec Augustin d'Hippone qui propose de le centrer sur le relevé systématique des données contenues dans la Bible. Ce qui reste du savoir antique doit donc être intégré aux enseignements de la religion, sous peine de disparaître. Les écrits de la Bible renouvellent ainsi la structure des encyclopédies, dans lesquelles il fallait dorénavant représenter objectivement la Nature en respectant « l'ordre de la Création, l'ordre voulu par Dieu et sur lequel l'homme ne doit pas intervenir ».
Cassiodore (485-580) rédige les Institutiones divinarum et saecularium litterarum, comportant deux livres, afin d'instruire les moines de son monastère dans les diverses disciplines des arts libéraux, soit (le trivium) et (le quadrivium).
Isidore de Séville est considéré comme l'auteur de la première encyclopédie du Moyen Âge : Étymologies. Cet ouvrage rédigé vers 630 est constitué de vingt livres et 448 chapitres. Suivant la tradition implantée par Varron, il propose une analyse étymologique des mots. Par cette œuvre, Isidore essaie de rendre compte de l'ensemble du savoir antique et de transmettre à ses lecteurs une culture classique en voie de disparition. Son livre aura une immense renommée et connaîtra plus de dix éditions entre 1470 et 1530, signe d'une popularité continue jusqu'à la Renaissance. Grâce à ses nombreuses citations, cet ouvrage contribuera à la survie durant le Moyen Âge de nombreuses œuvres latines et grecques disparues, parce que considérées comme païennes. Il contenait aussi un certain nombre d'illustrations. L'organisation particulière de ce livre vaudra à Isidore de Séville d'être considéré comme le saint patron des informaticiens.
Raban Maur rédige vers 842 le De rerum naturis, appelé aussi De universo. Cet ouvrage, qui comporte 22 livres, reprend pour l'essentiel celui d'Isidore de Séville, mais en l'amputant considérablement et en le réorganisant pour conformer l'exposé à une vision religieuse du monde. À cette fin, l'ouvrage suit un ordre hiérarchique strict allant du Créateur à ses créatures et aux choses créées. Il sera extrêmement populaire durant toute l'époque carolingienne.
La Souda est une encyclopédie grecque rédigée à Byzance au Xe siècle et attribuée à Suidas. Elle contient 30 000 entrées classées dans l'ordre alphabétique. Cet ouvrage contribuera à diffuser le classement alphabétique dans les pays occidentaux, ce qui entraînera au XIIIe siècle l’apparition des index.

#### Moyen Âge classique

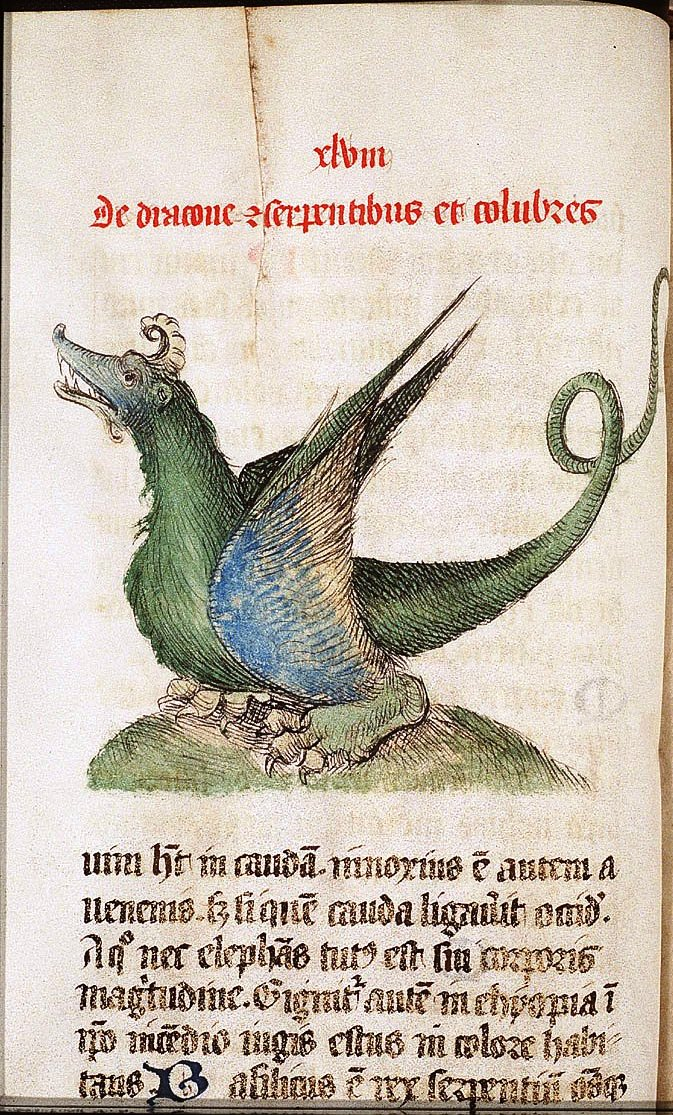
Page du Liber floridus (1120).

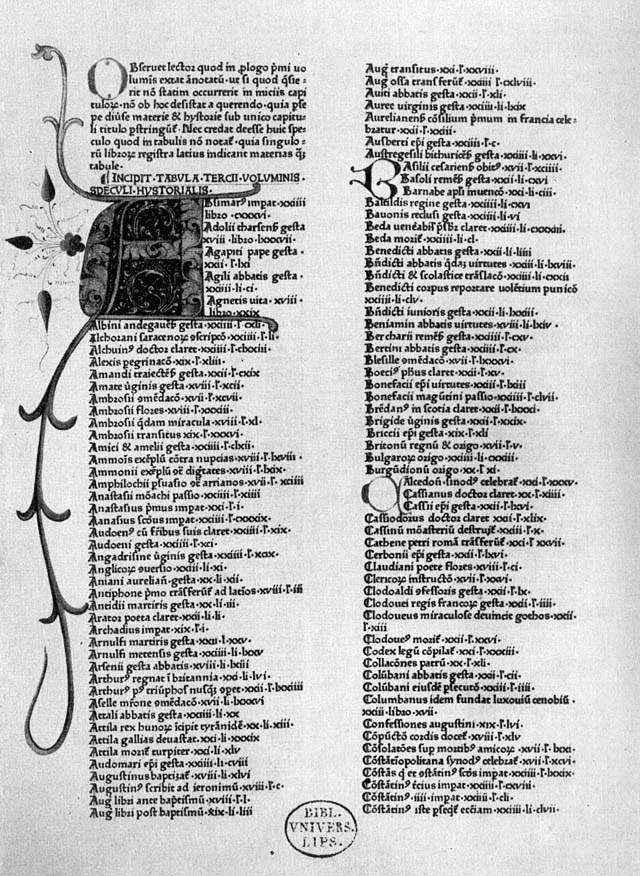
Vincent de Beauvais : Speculum majus.

Les encyclopédies se multiplient au XIIe siècle en raison de l’accroissement de la curiosité scientifique. Elles empruntent aux compilations latines antérieures mais aussi aux ouvrages arabes, alors beaucoup plus avancés (voir ci-dessous). Un souci de l'expérience se fait jour et des notions inconnues dans la Rome antique, comme celle de l'aiguille aimantée, font leur apparition. On note aussi un grand intérêt pour le merveilleux, selon une veine déjà très présente dans le Polyhistor quelques siècles plus tôt.
Honoré d'Autun publie vers 1110 l'ouvrage le plus important de cette époque, Imago mundi, traité de géographie, astrologie, astronomie et histoire, qui sera traduit en français, italien et espagnol. Dans le Liber floridus (1120), Lambert compile, dans un désordre total, des données empruntées à quelque 192 œuvres, en accordant une attention spéciale aux questions de géographie, d'histoire et d'astrologie, accompagnées d'illustrations qui témoignent d'une grande recherche iconique. Vers la même époque, Theophilus produit Schedula diversum artium, premier ouvrage décrivant en détail les techniques employées dans divers métiers : verre, vitraux, papeterie, métallurgie, pierres précieuses). Hugues de Saint-Victor (1096-1141) propose dans le Didascalicon un nouveau classement des sciences et une méthode de lecture de la Bible. Entre 1159 et 1175, la première femme encyclopédiste, l'abbesse Herrade de Landsberg, réalise pour ses moniales le Hortus deliciarum (Jardin des délices), ouvrage remarquable par ses nombreuses illustrations de type allégorique.
Le XIIIe siècle est considéré comme l’âge d’or de l’encyclopédisme médiéval. C'est en effet à cette époque que se diffusent largement les ouvrages de l'antiquité traduits du grec ou de l'arabe en latin. On voit aussi apparaître les universités et se développer la scolastique.
Arnold de Saxe écrit le De floribus rerum naturalium, compilation des connaissances formée de cinq parties, composée probablement entre 1220 et 1230, qui inspirera Albert le Grand. Guillaume d'Auvergne publie le De universo creaturarum (1231). Gautier de Metz compose un poème en dialecte lorrain intitulé L’Image du monde (1246) dans lequel il reprend l'ouvrage d'Honoré d'Autun, en y ajoutant des éléments fantaisistes. Thomas de Cantimpré publie le Liber de natura rerum (1256), qui sera traduit en néerlandais et en allemand (Das Buch der Natur), un siècle plus tard. Brunetto Latini rédige en français Li Livres dou Trésor (Livre du trésor), première encyclopédie médiévale à rompre avec le latin ; son auteur a été le maître de Dante, qui l'a placé dans son Enfer. Barthélemy l'Anglais est l'auteur du Liber de proprietatibus rerum, rédigé entre 1230 et 1240.
Vincent de Beauvais produit le Speculum Majus. Cet ouvrage, achevé en 1258, est la plus importante compilation de connaissances du Moyen Âge. Il se compose de trois parties bien équilibrées : le Speculum Naturale (ou Miroir de la nature), qui résume les connaissances d'histoire naturelle de l'époque et situe la place de l'homme dans la nature, offrant une mosaïque de citations d'auteurs latins, grecs, arabes et même hébraïques dont Vincent donne les sources ; le Speculum Doctrinale (ou Miroir de la Doctrine), sorte de manuel pour étudiants, qui couvre les arts mécaniques, la scolastique, la tactique militaire, la chasse, la logique, la rhétorique, la poésie, la géométrie, l'astronomie, l'anatomie, la chirurgie, la médecine et le droit ; le Speculum Historiale (ou Miroir de l'Histoire), qui présente le récit des évènements historiques depuis la Création jusqu'aux années 1250. Cet ouvrage sera souvent réédité jusqu'au début du XVIIe siècle et traduit en français, en espagnol, en allemand et en néerlandais. Avec ses 4 500 000 mots, il restera la plus considérable encyclopédie du monde occidental jusqu'au milieu du XVIIIe siècle.
En 1295, le philosophe catalan Raymond Lulle rédige L'Arbre de la science (Arbor scientiae), dans lequel il propose une classification des savoirs basée sur la métaphore organique de l'arbre. Les connaissances y sont hiérarchisées depuis le monde physique élémentaire jusqu'au monde divin.

### Monde arabo-persan et ottoman

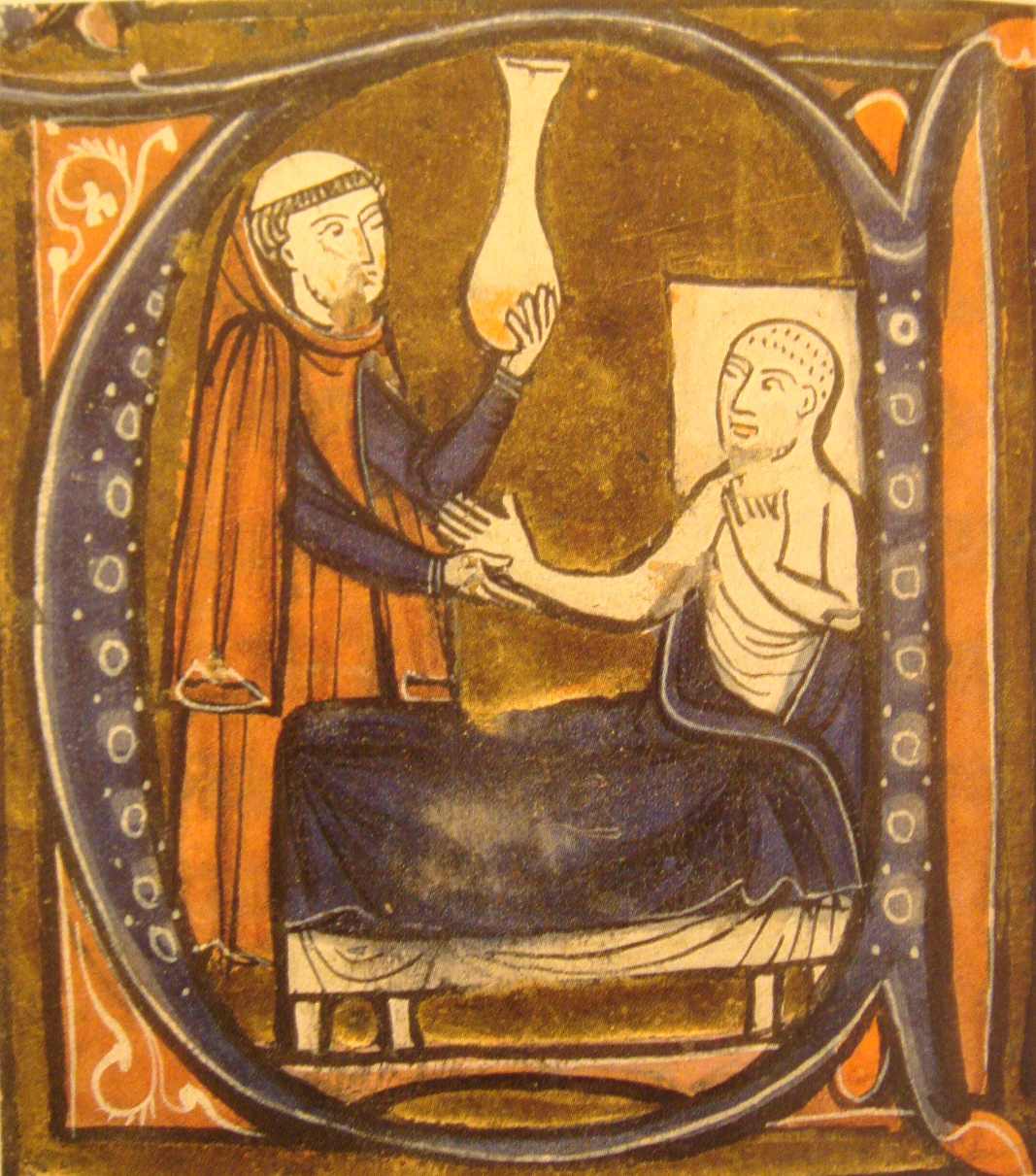
Al-Razi, dans le « Recueil des traités de médecine » de Gérard de Crémone, 1250-1260.

Le mouvement encyclopédique dans le monde islamique a connu deux périodes privilégiées. La première se situe entre les IXe et XIe siècles, autour de Bagdad, et prend appui sur le riche héritage de la science grecque. En effet, les ouvrages d'Aristote, d'Euclide, de Ptolémée, d'Hippocrate, de Galien, d'Archimède et bien d'autres avaient été introduits dans le monde musulman par des chrétiens hérétiques de Syrie (monophysites, nestoriens), et des Juifs persécutés par Byzance, qui s'étaient réfugiés dans les territoires voisins, emportant avec eux leur bibliothèque. Des textes grecs qui avaient été traduits en syriaque par Serge de Reshaina et Sévère Sebôkht ont ainsi par la suite été traduits en arabe, notamment par Hunayn ibn Ishaq. La deuxième époque se situe entre les XIIIe et XVe siècles, en Égypte et en Syrie, où sont réalisées d'importantes compilations dans les domaines littéraire, géographique et historique.
On peut distinguer trois genres d'ouvrages encyclopédiques : (a) des inventaires des sciences, dans la tradition d'Aristote, qui jouissait d'un prestige sans égal chez les lettrés musulmans ; (b) des manuels à l'usage des princes, tel le Sirr al-asrar ou Secret des secrets, qui traite d'une quantité de sujets et aura une immense influence ; (c) des recueils de sagesse et de connaissances variées à l'usage de l'administration (adab) et pouvant aussi servir à la conversation des élites. Les métiers et techniques sont généralement ignorés.
Job d'Édesse (en syriaque Ayyub Urhāyā) est un chrétien philosophe, savant et traducteur du syriaque en arabe qui a vécu à Bagdad. Son Livre des trésors (ktabā d-simātā) est une sorte d'encyclopédie en six livres couvrant la métaphysique, la médecine, les sciences naturelles, les mathématiques et l'astronomie, dont la rédaction se situe vers 817. C'est une synthèse des domaines de recherche alors enseignés à Bagdad et qui reposait sur les méthodes de sciences naturelles mises en place par Aristote et la philosophie grecque.
Al-Jahiz est un savant qui a vécu au IXe siècle à Bassorah en Irak. Dans le Livre des animaux, il présente 350 espèces en s'inspirant d'Aristote. Son ouvrage Du rond et du carré serait un embryon d'encyclopédie.
Également établi en Irak, Ibn Qoutayba (828-889) rédige des manuels et des ouvrages à caractère encyclopédique, notamment Les Sources des informations (Kitab ʿUyūn al-aḫbār) et Les Célébrités (Kitab al-maʿārif), qui présentent des notices sur les personnages célèbres de l’histoire arabo-musulmane.
Le philosophe et savant Al-Kindi (801-873), qui a étudié à Bagdad, a laissé 290 volumes couvrant divers domaines, incluant les mathématiques et la psychologie. Dans ces traités, il propose une tentative de classification systématique des sciences, en s'inspirant à la fois de la source grecque et des apports arabes.
Le califat de Cordoue entreprend de marquer sa puissance par une intense activité culturelle. Le poète Ibn Abd Rabbih y rédige vers 900 le Collier unique (al iqd al-farid), qui aborde en 25 chapitres des questions variées, allant de l'art de gouverner aux connaissances religieuses, en passant par les généalogies, l'histoire des califes et l'art épistolaire.
Al-Fârâbî, qui était nourri des écrits de Platon et d'Aristote, rédige vers 950 une Énumération des sciences (Ihsa al-'Ulum) dans laquelle il subordonne les disciplines religieuses (grammaire, théologie et jurisprudence) aux sciences théoriques (logique, métaphysique, éthique). Cet ouvrage sera traduit en latin et se répandra dans le monde occidental.
La plus importante encyclopédie de l'époque est le Rasâ’il al-Ikhwân al-Safâ’, une œuvre anonyme collective rédigée probablement dans la seconde moitié du Xe siècle par Abu Sulayman al-Maqdisi et les Ikhwan al-Safa (Frères de la pureté), établis à Bassorah en Irak. Cette société secrète réformiste shi'ite, qui cherchait à réconcilier le Coran avec la philosophie grecque et le néo-platonisme, présente le savoir comme le chemin de l'illumination de la raison. Leur encyclopédie se compose de 52 traités scientifiques. C'est le premier exemple connu d'encyclopédie réalisée par un collectif d'auteurs.
Abu Bakr Mohammad Ibn Zakariya al-Razi (865-925) est un lettré persan auteur du Kitab al-Hawi fi al-Tibb, remarquable somme médicale en 22 volumes, qui sera traduite en latin au XIIIe siècle, sous le titre Liber Continens.
Le Persan Muhammad ibn Ahmad al-Khwarizmi, mort en 976, est l'auteur de l'encyclopédie Mafātīḥ al-ʿulūm. Cet ouvrage en langue arabe couvre un large éventail de savoirs, qui vont de la théologie à la linguistique de l'arabe, en passant par le droit, l'histoire et ce qu'on nommera plus tard les « sciences humaines ».
Le lettré persan le plus remarquable est Avicenne (Ibn Sīnā) (980-1037), dont les nombreux traités couvrent tout le savoir de l'époque.
En Égypte, Al-Nowaïri (1272-1332) est l'auteur de Nihayal al-arab fi fonoun al-adab (Tout ce qu'on peut désirer savoir sur les belles-lettres), un ouvrage comptant environ 9 000 pages réparties en cinq livres : (a) géographie, (b) l'homme, (c) la zoologie, (d) la botanique et (e) l'histoire. Au siècle suivant, son compatriote Ahmad al-Qalqashandi publiera le Subh al-A’sha, qui constitue une mine de renseignements sur l'époque.
Ibn Khaldoun rédige en 1377 au Caire les Muqaddima, ou Al-Muqaddima (Introduction à l’histoire universelle), œuvre à caractère encyclopédique englobant l’ensemble des connaissances du XIVe siècle à partir de sources grecques, byzantines et musulmanes. Les sujets traités sont la géographie, la philosophie, l’histoire, l’économie, la sociologie, la politique, l’urbanisme, et la médecine.
En Iran, Dawani (1427-1502) rédige le Unmudhaj al-ulum (Programme des sciences) sous forme de questions et réponses.
Vers le milieu du XVe siècle, Ahmed Bican rédige à Constantinople le Dürr-i meknûn (« Les Perles cachées »), ouvrage écrit en turc, qui couvre toutes sortes de sujets et fait une large place au merveilleux (métamorphoses, apocalypse, sciences occultes, etc.).
La dernière grande encyclopédie du monde islamique est celle de Al-Suyūtī (1445-1505), auteur de 561 traités. Depuis un certain temps déjà, les travaux scientifiques étaient de plus en plus mal perçus par un clergé musulman attaché à la pureté du dogme et prompt à brûler des livres, ce qui amène les écoles coraniques à se concentrer exclusivement sur la théologie.
La toute-puissance de ces écoles sera renforcée par l'interdiction de l'imprimerie promulguée dès 1485 par le sultan Bajazed II. En 1515, un second décret du sultan Selim 1er punit de mort toute personne convaincue d'utiliser une presse pour imprimer des livres, étouffant ainsi toute possibilité de diffusion massive du savoir dans l'immense empire ottoman. Des ouvrages encyclopédiques seront certes encore rédigés sous forme manuscrite, telle la grande encyclopédie bibliographique Kashf al-zunun, par Hadjdji Khalifa (mort en 1657), mais sans jouir d'une diffusion importante. L'imprimerie sera finalement introduite au Moyen-Orient au début du XIXe siècle et le premier journal n'y sera publié qu'en 1824.

### Diaspora juive
Entre le IXe et le XIIIe siècle, une culture juive très active s'épanouit en Espagne, alors musulmane. Les principaux foyers en sont à Grenade, Cordoue, Tolède et Barcelone. Cette situation change à partir du XIVe siècle, quand les Juifs sont progressivement chassés du pays, à mesure que progresse la reconquête du pays par les chrétiens.
Abraham bar Hiyya Hanassi, mort en 1136, rédige à Barcelone son ouvrage Fondements de la raison et donjon de la foi. Cet ouvrage comporte des chapitres de mathématiques, géométrie, astronomie, etc..
À Tolède, Juda ben Salomon ha-Cohen ibn Matka (XIIIe siècle) rédige un Exposé de l'intelligence, qui traite de logique, de physique et de métaphysique.
Shem Tov Falaquera (c. 1225 - c. 1295) rédige en hébreu un ouvrage encyclopédique intitulé De'ot haFilosofim (Opinions des philosophes).
Dans la Provence, voisine de l'Espagne, vers la fin du XIIIe siècle, Gershom ben Salomon compile une encyclopédie inspirée de Falaquera, intitulée Porte des cieux.
À partir de 1276, Lévi ben Abraham de Villefranche, né à Villefranche-de-Conflent et vivant en Provence, écrit deux encyclopédies pour un large public: une, assez brève, en prose rimée, intitulée Broches et porte-bonheur, et ensuite une plus détaillée et en prose, intitulée Chapelet de la grâce. Pour des raisons peu claires, ce travail lui vaut d'être persécuté par les autorités juives dans les années 1303-1305.
Vers 1330, Levi ben Gershom (qui selon certains est peut-être le fils du Gershom ben Salomon mentionné ci-dessus) rédige Les Portes du ciel, qui présente de façon détaillée les sciences naturelles, l'astronomie et la théologie.

### Inde
L'Inde ne semble pas avoir produit d'encyclopédie généraliste à une époque ancienne, mais plutôt des ouvrages encyclopédiques portant sur des domaines particuliers. Ainsi, le Caraka Saṃhitā est une somme médicale ancienne qui faisait partie de l'Ayurveda. Elle est attribuée à Charaka, mais a vraisemblablement été produite par divers auteurs entre 175 av. J.-C. et 120 apr. J.-C.
Le grand astronome et mathématicien Varahamihira (505-587) a produit un ouvrage encyclopédique intitulé Brihat-Samhita, qui couvre un large éventail de sujets : astrologie, mouvement des planètes, éclipses, pluie, nuages, architecture, récoltes, parfums, mariage, pierres précieuses, perles et rituels. Cet ouvrage qui compte 106 chapitres est connu comme « la grande compilation ».
Lorsque Bagdad est devenu la métropole intellectuelle du monde arabe, de nombreux ouvrages indiens y ont été traduits du sanskrit en arabe et y ont influencé la tradition scientifique.

### Extrême-Orient

#### Chine

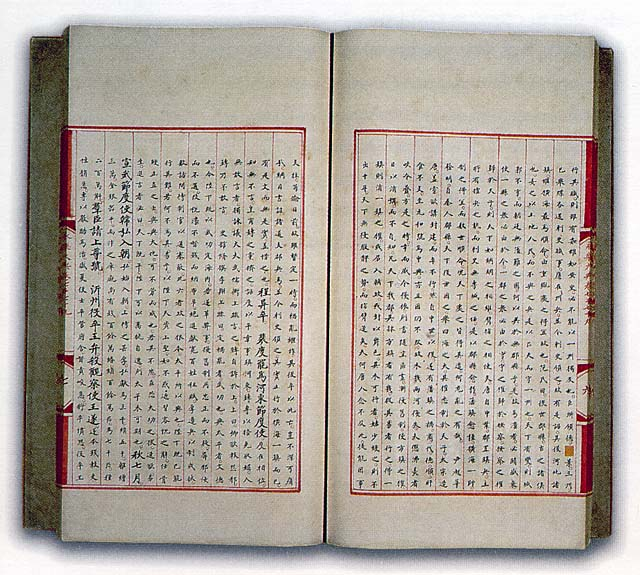
Page manuscrite de la colossale Encyclopédie de Yongle (vers 1403).

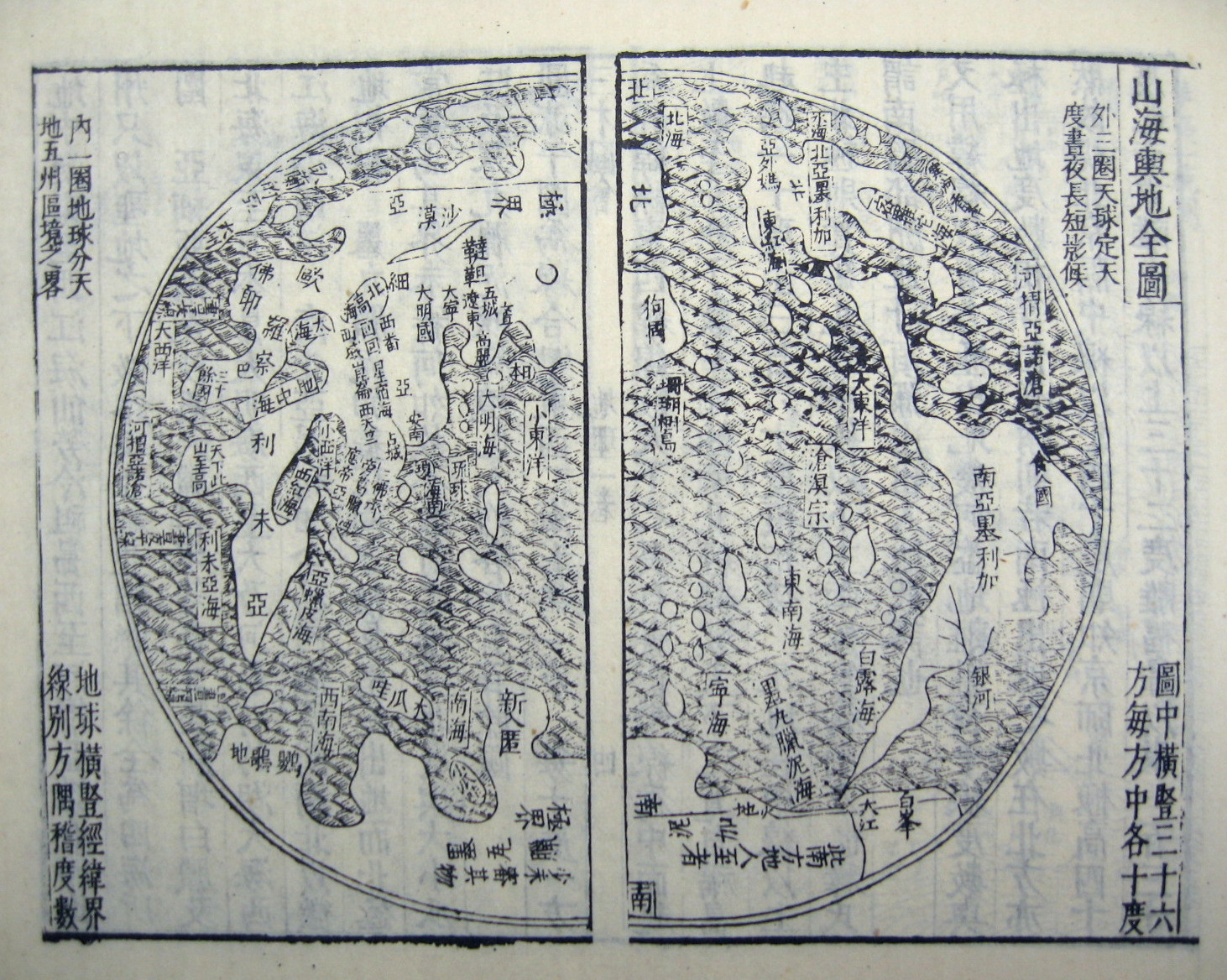
Carte du monde dans le Sancai Tuhui (1607).

La plupart des encyclopédies chinoises doivent leur existence au patronage de l'empereur et étaient destinées à l'empereur lui-même ou à ses fonctionnaires.
Le concept d'encyclopédie prend une forme particulière en Chine en raison de la nature même de l'écriture chinoise. Comme celle-ci est de type idéographique, l'apprentissage d'un mot représenté par un idéogramme est inséparable de la réalité qu'il sert à désigner. Une encyclopédie est appelée un leishu, littéralement livre (shu) de catégories (lei) et englobe tout ouvrage classant du matériel écrit. Ce sont d'abord essentiellement des anthologies des grands textes classiques confucéens, bouddhistes et taoïstes. L'organisation interne en est de type thématique : le ciel (astronomie, présages célestes) ; la Terre (géographie, antiquité) ; l'Homme (empereur, fonctionnaires, personnages importants) ; les arts et les sciences (animaux, plantes, techniques, agriculture et médecine). Bien évidemment, le genre du leishu a profondément évolué au fil des siècles, tout autant que l'idée d'« encyclopédie » dans la tradition occidentale.
Certains de ces ouvrages ne couvraient que quelques domaines, comme l'histoire ou la littérature. D'autres englobaient la totalité du savoir que devait maîtriser un candidat aux examens de l'administration. Pour faire face à la croissance considérable du nombre de candidats, qui atteint les 400 000 au XIIIe siècle, de nombreux professeurs compilent et publient leur propre encyclopédie. Avec le temps, ces ouvrages ont cherché à inclure la totalité du savoir existant et à recopier dans les « catégories » des ouvrages entiers, plutôt que de simples extraits. Sur les quelque 600 ouvrages de ce genre, 200 ont été conservés.
Rien ne nous est parvenu des ouvrages de la haute Antiquité chinoise en raison du fait que, au IIIe siècle av. J.-C., l'empereur Qin Shi Huang fit brûler les ouvrages des savants anciens, ainsi que les savants vivants qui auraient pu les avoir appris par cœur.
Parfois considéré comme une encyclopédie, le Er ya est le plus ancien dictionnaire qu'on ait conservé ; rédigé au IIe siècle av. J.-C., il est attribué par la légende à Confucius lui-même.
Le Huang lan (Ce qu'a examiné l'empereur) est aujourd'hui considéré comme le premier ouvrage du genre encyclopédique en Chine. Composé vers 220 à la demande de l'empereur Cao Pi, il comptait 1 000 chapitres. Il est aujourd'hui disparu.
La première encyclopédie chinoise conservée est le Yiwen Leiju (Florilège arrangé par catégories), réalisé durant la dynastie Tang. Divisée en 47 sections (« catégories »), elle couvre une grande variété de sujets, avec de nombreuses citations d'œuvres anciennes. Sa transcription par le calligraphe Ouyang Xun s'est terminée en 624 ; elle a connu plusieurs éditions imprimées à partir de 1515. On a conservé, de la même époque, le Fayuan Zhulin (Forêt de pierres précieuses dans le jardin de Dharma), en 100 volumes, compilé en 668 par Dao Shi, et qui contient des textes bouddhistes anciens.

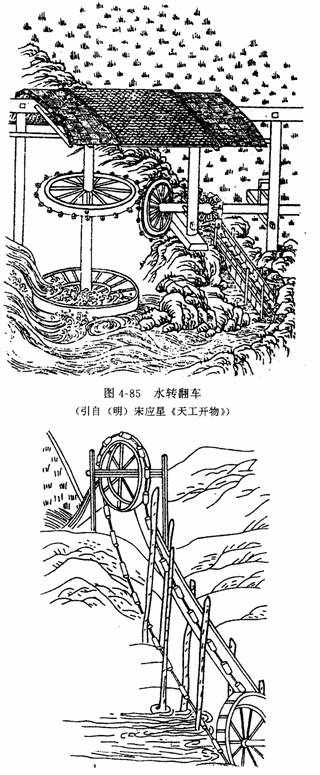
Deux types de pompes hydrauliques, illustrées dans le Tiangong Kaiwu, dû à Song Yingxing (1587–1666).

Les Quatre grands livres des Song est une importante compilation réalisée entre le Xe et le XIe siècle. Son premier livre s'appelle le Taiping Yulan, volumineuse anthologie de poèmes, de citations et de proverbes compilée entre 977 et 983. Il compte plus de 1 000 chapitres classés en 55 catégories. En 1013, le Cefu Yuangui, comptant 1 000 volumes, s'ajoutera aux trois collections existantes.
Même s'il n'a pas laissé une encyclopédie en tant que telle, Shen Kuo (1031-1095) se distingue par les avancées qu'il a réalisées dans de nombreux domaines et par les écrits qu'il a laissés en astronomie, mathématiques, cartographie, géologie, météorologie, agronomie, zoologie, botanique, pharmacologie et hydraulique ; esprit universel, il était également versé en musique. Son contemporain Su Song (1020-1101) était un autre grand esprit encyclopédique.
Le Yü-hai (Océan de jade) a été compilé en 1267 par Wang Yonglin, qui est aussi l'auteur de livres savants et de manuels. Cet ouvrage a été imprimé en 1738 en 240 volumes et réimprimé en 6 volumes en 1987. Il contient un index et une table des matières.
L'Encyclopédie de Yongle est un ouvrage colossal rédigé sous la dynastie Ming entre 1402 et 1408. Elle a mobilisé 2 100 savants sous la direction de l'empereur Yongle (qui régna de 1402 à 1424) et contient 22 877 chapitres pour un total de 370 millions de mots sur 11 000 volumes. Cet ouvrage a mobilisé 100 calligraphes, qui en firent deux copies. Le classement des matières n'y est pas organisé par thèmes, mais par rimes. Trop coûteux à imprimer, il est resté sous forme manuscrite et deux copies en ont été faites au XVIe siècle à des fins de conservation. Il n'en reste que 865 chapitres.
Le Bencao gangmu est un recueil de médecine terminé en 1578 par Li Shizhen. Il répertorie les plantes, animaux et minéraux à usage thérapeutique. L'auteur aurait consacré 30 ans à la rédaction de cet ouvrage, qui synthétise 800 travaux antérieurs.
Le Sancai Tuhui, publié en 1609, est dû à Wang Qi et Wang Siyi, tous deux natifs de Shanghai. Il couvre les trois « mondes » que sont le ciel, la terre et l'humanité. Cet ouvrage compte 106 chapitres et 14 catégories : astronomie, géographie, biographies, histoire, biologie, etc. Il contient de nombreuses illustrations. Des reproductions en sont encore disponibles aujourd'hui en Chine. Il a fait l'objet d'une adaptation japonaise, le Wakan Sansai Zue (Encyclopédie illustrée sino-japonaise) en 1712.
Le Tiangong Kaiwu ou Exploitation des œuvres de la nature, publié en 1637, est dû à Song Yingxing (1587-1666). Il ne s'agit pas d'un lei shu à proprement parler, mais d'un ouvrage scientifique original couvrant un large éventail de sujets : agriculture, sériciculture, sel, sucre, céramique, métallurgie, transports, papier, poudre à canon, art militaire, mercure, etc. Cet ouvrage était accompagné de nombreuses illustrations de type technique. Le grand sinologue et historien britannique Joseph Needham considère Song Yingxing comme le « Diderot de la Chine ».
Au XVIIe siècle, la Chine découvre les connaissances venant d'Occident à travers une collection d'ouvrages scientifiques que Nicolas Trigault a recueillis à travers l'Europe et envoyés à la mission jésuite de Pékin. Avec l'aide du lettré chinois Paul Siu Koang-ki, le jésuite allemand Johann Schall en entreprend la traduction vers le chinois. Ensemble, ils font publier vers 1650 une Encyclopédie des choses mathématiques et scientifiques en 100 volumes. Le travail se poursuit avec Ferdinand Verbiest, qui compte sur la supériorité de la science occidentale, notamment en astronomie et en mathématiques, pour convertir le public, mais il échouera dans ses efforts pour réformer le système d'enseignement.
La Qinding Gujin tushu jicheng ou Grande Encyclopédie impériale illustrée des temps passé et présent a été publiée en 1726. Elle compte 10 040 chapitres, soit 5 020 fascicules en 750 000 pages. Elle comporte des illustrations. Contrairement aux précédentes encyclopédies, qui étaient soit manuscrites soit tirées à peu d’exemplaires, celle-ci a été imprimée à l'aide de jeux de caractères de cuivre mobiles, peut-être sous l'influence des jésuites, et tirée à 64 exemplaires.
Le Siku Quanshu est un vaste recueil commandé par l’empereur Qianlong, désireux de surpasser la grande Encyclopédie de Yongle et d'éradiquer de son empire les textes anti-mandchous. Un comité de 361 érudits travailla entre 1773 et 1782 à recueillir pour cette somme quelque 3 461 textes couvrant tous les domaines du savoir académique : littérature classique, histoire et géographie, philosophie, arts et sciences. Au total, l'ouvrage compte 79 000 chapitres en 36 000 volumes, pour un total de huit cents millions de mots. Sept copies manuscrites en furent effectuées, dont une seule, celle de la Cité interdite, nous est parvenue intacte. Celle-ci a été reproduite par photolithographie dans les années 1980 et est maintenant disponible en ligne.

#### Japon
Alors que les encyclopédies chinoises étaient importées au Japon depuis des temps anciens, une proto-encyclopédie est compilée au Japon en 831 sous les ordres de l'empereur Shigeno no Sadanushi, le Hifuryaku, comptant 1 000 rouleaux, dont il ne reste que des fragments. La première encyclopédie proprement japonaise est l'œuvre du poète Minamoto no Shitagō (911-983), auteur du Wamyō ruijushō, dictionnaire organisé en catégories sémantiques.
En 1712, s'inspirant du Sancai Tuhui, encyclopédie illustrée chinoise, Terajima Ryōan publie le Wakan Sansai Zue ou Livre illustré des trois royaumes au Japon et en Chine. Rédigé en chinois, qui était alors la langue du savoir, cet ouvrage contient des articles qui sacrifient au goût du public pour le merveilleux, tels ceux sur « le pays des immortels » et sur « le pays des peuples à longue jambe ». Toutefois, son organisation et la présence d'explications alternatives pour rendre compte de certains phénomènes annoncent les encyclopédies modernes.

#### Viêt Nam
Lê Quý Đôn publie en 1773 la première encyclopédie vietnamienne. Intitulée Vân Đài Loại Ngữ, celle-ci comptait neuf grandes sections : philosophie, physique, géographie, traditions, culture et société, langage et rhétorique, littérature, règles de conduite, techniques et outils. Lors d'une ambassade à Pékin en 1760, Lê Quý Đôn avait lu en traduction chinoise divers ouvrages scientifiques européens. Il s'y était aussi lié d'amitié avec un savant coréen qui participa par la suite à la rédaction de l'importante encyclopédie coréenne Tongguk Munhon pigo (1770).

#### Corée
Le Tongguk Munhon pigo (« Compilation de documents de référence sur la Corée ») a été rédigé en 1770 par un groupe de savants sous la direction de Kim Ch'in, à la demande du roi Yongjo. Imprimée à une centaine d'exemplaires, cette encyclopédie compte 13 sections : astronomie, géographie, cérémonies, musique, affaires militaires, justice, revenu de la terre, autres revenus et dépenses, administration, commerce, sélection des fonctionnaires, écoles et organisation du gouvernement. Une deuxième édition, réalisée entre 1782 et 1807, est restée à l'état de manuscrit. Une troisième édition sera publiée et imprimée entre 1903 et 1907 sous le titre Chungbo munhon pigo.

### Renaissance

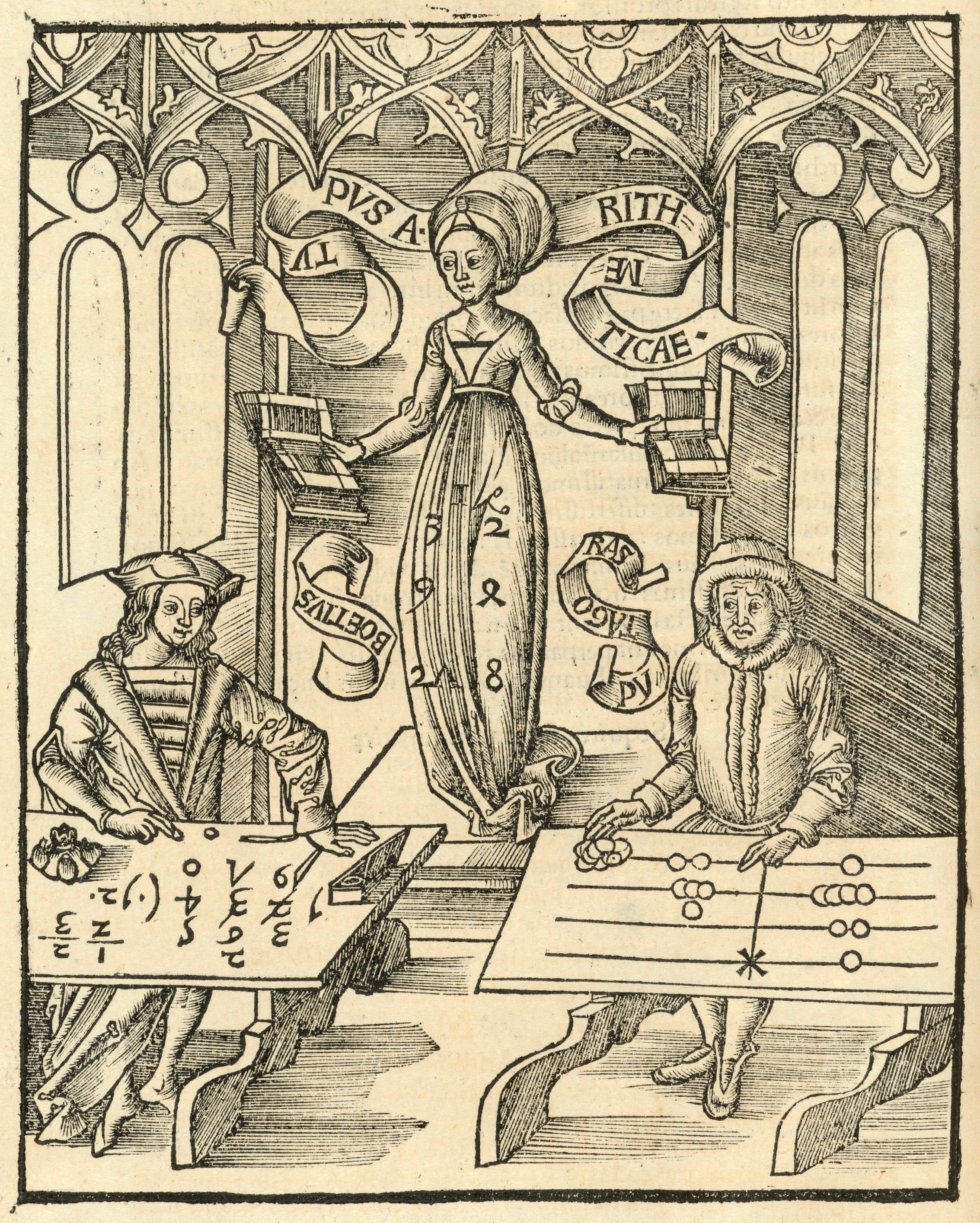
Illustration tirée de la Margarita Philosophica (1503).

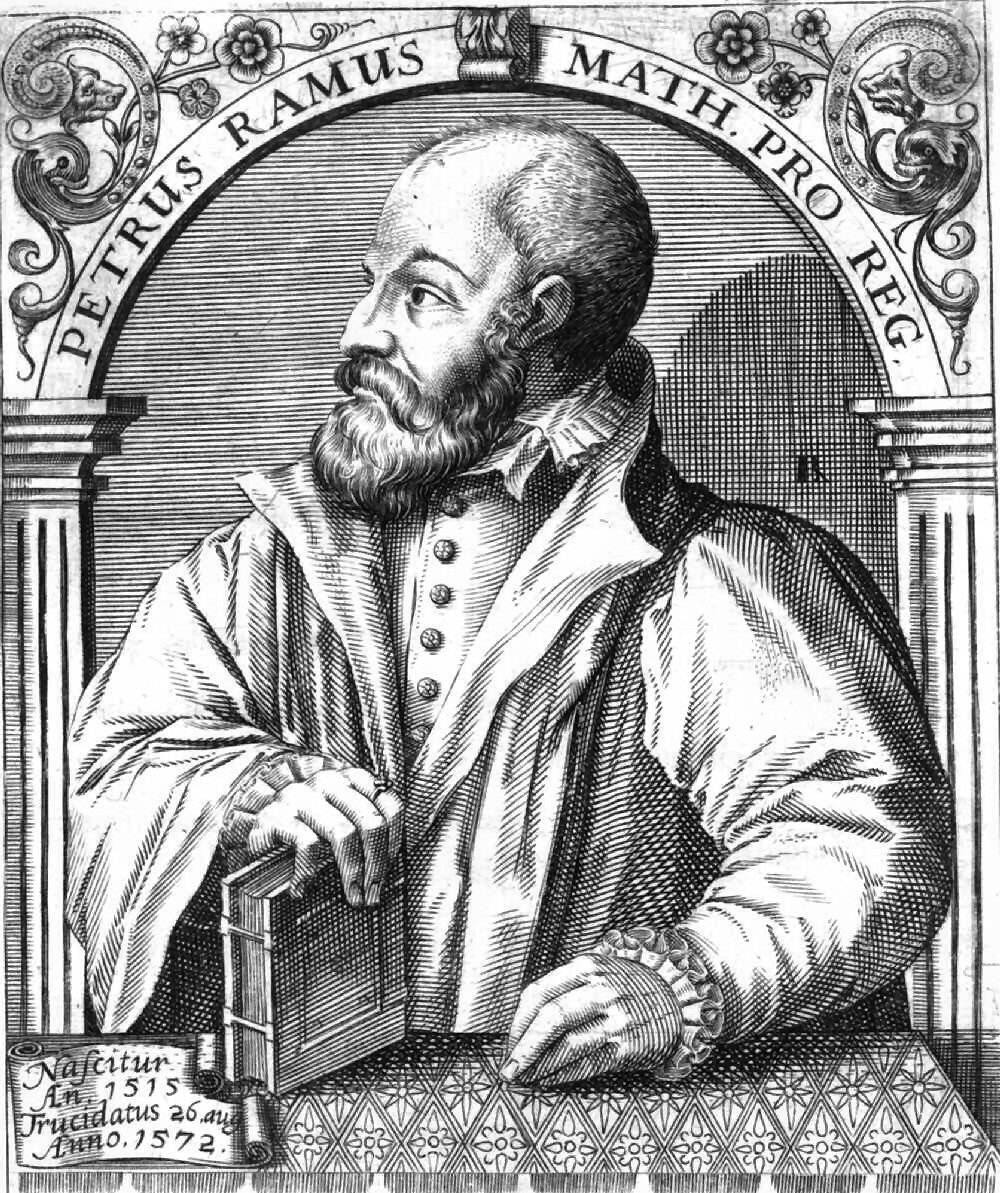
Pierre de La Ramée (1515-1572).

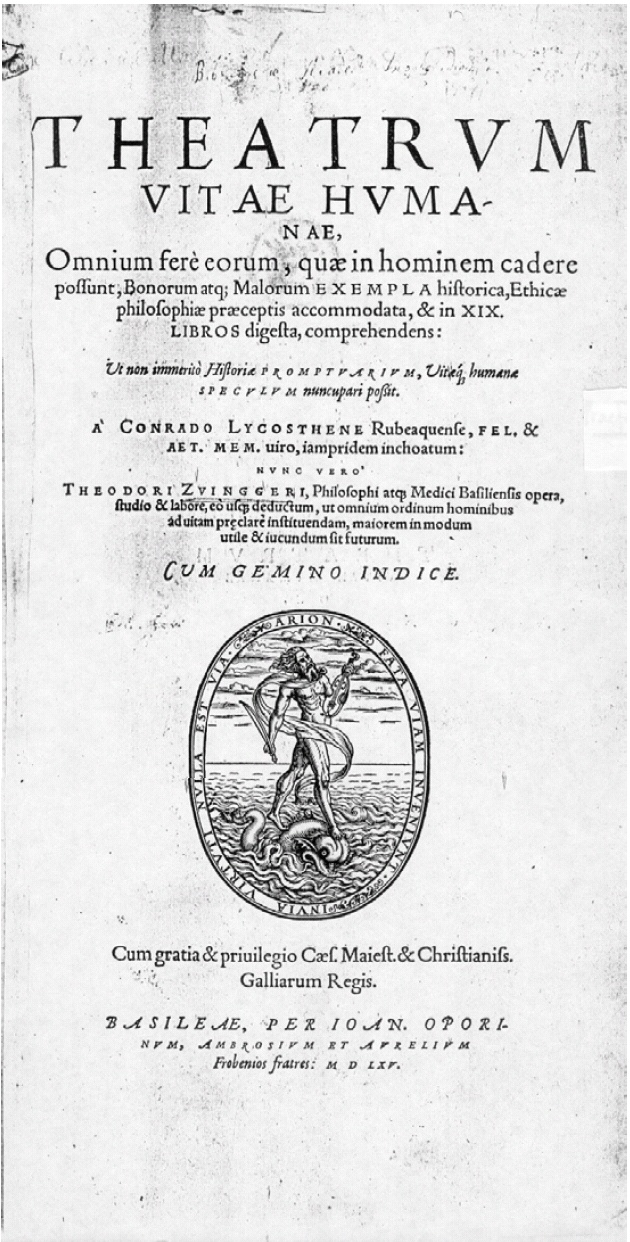
Couverture du livre de Theodor Zwinger (1565).

La découverte du savoir antique augmente considérablement le bassin de connaissances disponibles, sans toutefois changer fondamentalement la nature des encyclopédies de l'époque, qui ne sont pas vues comme des ouvrages où le savoir est actualisé en fonction des connaissances du temps, mais où il est préservé ou redécouvert ; le savoir, en effet, est toujours considéré à cette époque comme une réalité intemporelle, immuable et provenant de sources ou d'autorités extérieures. Toutefois, avec l'introduction du terme « encyclopédie », certains travaux mettent l'accent sur l'aspect pédagogique plutôt que sur l'importance de la compilation. On explore aussi diverses techniques d'organisation des informations afin de faciliter la consultation.
Au début du XVe siècle, l'humaniste italien Domenico Bandini rédige une Fons memorabilium universi (« Source des merveilles de l'univers »), premier ouvrage utilisant un système de références croisées.
Domenico Nani Mirabelli publie la Polyanthea (1503), gros in-folio comportant un florilège de citations, de symboles, de traités spécialisés, d'anecdotes et de fables tirées de sources grecques et latines, le tout regroupé sous des entrées classées en ordre alphabétique. Chaque mot est accompagné de son équivalent en grec et d'une définition. Cet ouvrage, retravaillé et augmenté par divers continuateurs, connaîtra plus de quarante éditions entre 1503 et 1681, avec une dernière édition en 1735.
Giorgio Valla, humaniste et mathématicien, rédige le De expetendis et fugiendis rebus, ouvrage couvrant un large éventail de sujets et dont une part importante porte sur les sciences mathématiques, la physiologie et la médecine. Il est publié à titre posthume en 1501. Dans son Commentariorum urbanorum libri XXXVIII (Rome, 1506), Raffaele Maffei (1451-1522) accorde, lui aussi, une place prépondérante aux domaines scientifiques, notamment la géographie et les biographies. Cet ouvrage marque une étape supplémentaire dans la sécularisation du savoir encyclopédique.
En Allemagne, Gregor Reisch publie la Margarita philosophica, première encyclopédie imprimée (1504), qui synthétise le « cercle des connaissances » en arts et en sciences, tels qu'ils étaient couverts par l'enseignement universitaire de son époque. Ce livre contient de nombreuses illustrations et un index détaillé. La structure reprend le modèle questions-réponses du catéchisme, popularisé par la Somme théologique : un élève (Discipulus) pose des questions et le maître (Magister) répond. Selon l'auteur, une lecture attentive de cet ouvrage devrait permettre à un étudiant de se dispenser de fréquenter l'Université.
Johann Turmair, dit Johannes Aventinus, publie en 1517 une Encyclopedia orbisque doctrinarum, hoc est omnium artium, scientiarum, ipsius philosophiae index ac divisio. Il est le premier à utiliser le terme encyclopedia dans le titre d’un livre.
En France, Guillaume Budé traduit le terme latin encyclopædia par encyclopédie, mais la première occurrence imprimée de ce terme apparaît dans le Pantagruel de François Rabelais en 1532. L'encyclopédie est le savoir complet que possède Panurge, à l’exemple de son compagnon Pantagruel. Au chapitre VIII, Gargantua avait tracé le programme pédagogique que devait suivre Pantagruel afin que son père puisse admirer en lui « un abîme de science ». La volonté d'accumuler un savoir universel est typique du bouillonnement intellectuel qui marque cette époque.
Le grand imprimeur et humaniste Charles Estienne réalise le Dictionarium historicum, geographicum et poeticum (1553), dictionnaire en ordre alphabétique couvrant le vocabulaire latin courant ainsi que les noms de lieux et de personnes. Cet ouvrage sera constamment réimprimé jusqu'en 1686.
Pierre de La Ramée propose dans sa Dialectique (1555) une méthode pour organiser les diverses composantes du savoir en les organisant visuellement et en évitant les répétitions, méthode fortement influencée par sa lecture de Raymond Lulle.
En Belgique, le savant et mathématicien Joachim Sterck van Ringelbergh, aussi appelé Joachimus Fortius Ringelbergius (1499-1531) est l'auteur de divers traités ainsi que de Lucubrationes vel potius absolutissima kyklopaideia (Bâle, 1541), première réflexion moderne sur le concept d'encyclopédie.
L'Espagnol Jean Louis Vivès (1492-1540) rédige à Bruges son De Disciplinis, dans lequel il fait une critique serrée du système d'enseignement hérité de la scolastique, et qui avait servi de modèle aux encyclopédies médiévales. Il enchaîne avec une proposition de réforme, en insistant sur l'importance de l'étude du grec et du latin dans la formation. Au lieu de s'en remettre à l'autorité de la religion, il insiste sur la légitimité d'un questionnement basé sur la raison. Avec son ami Érasme, il est une des grandes figures de la Renaissance.
En 1559, l'aventurier Paul Scalich publie à Bâle une assez médiocre Encyclopædia, seu Orbis disciplinarum, tam sacrarum quam prophanarum Epistemon. Il s'agit d'un dialogue d'une centaine de pages entre un maître et un étudiant, touchant à toutes sortes de sujets.
L'érudit et médecin suisse Theodor Zwinger publie à Bâle le Theatrum vitæ humanæ, 1565-1587, vaste compilation totalisant quelque 4 376 pages grand format. Au lieu d'un ordre alphabétique, l'auteur donne une grande place aux tableaux systématiques, suivant l'exemple de Pierre de La Ramée, afin de montrer les relations entre les sujets. En outre, l'ouvrage contient un index détaillé des sujets et un autre pour les exempla ou anecdotes moralisantes. Par son étendue, cet ouvrage est représentatif de l'ambition encyclopédique de la Renaissance, qui cherchait à accumuler le plus d'information possible et à éviter que se répète la catastrophe qu'avait été, au cours du Moyen Âge et des invasions barbares, la disparition de la majeure partie du savoir de l'Antiquité gréco-romaine.

### Époque moderne

#### XVIIesiècle

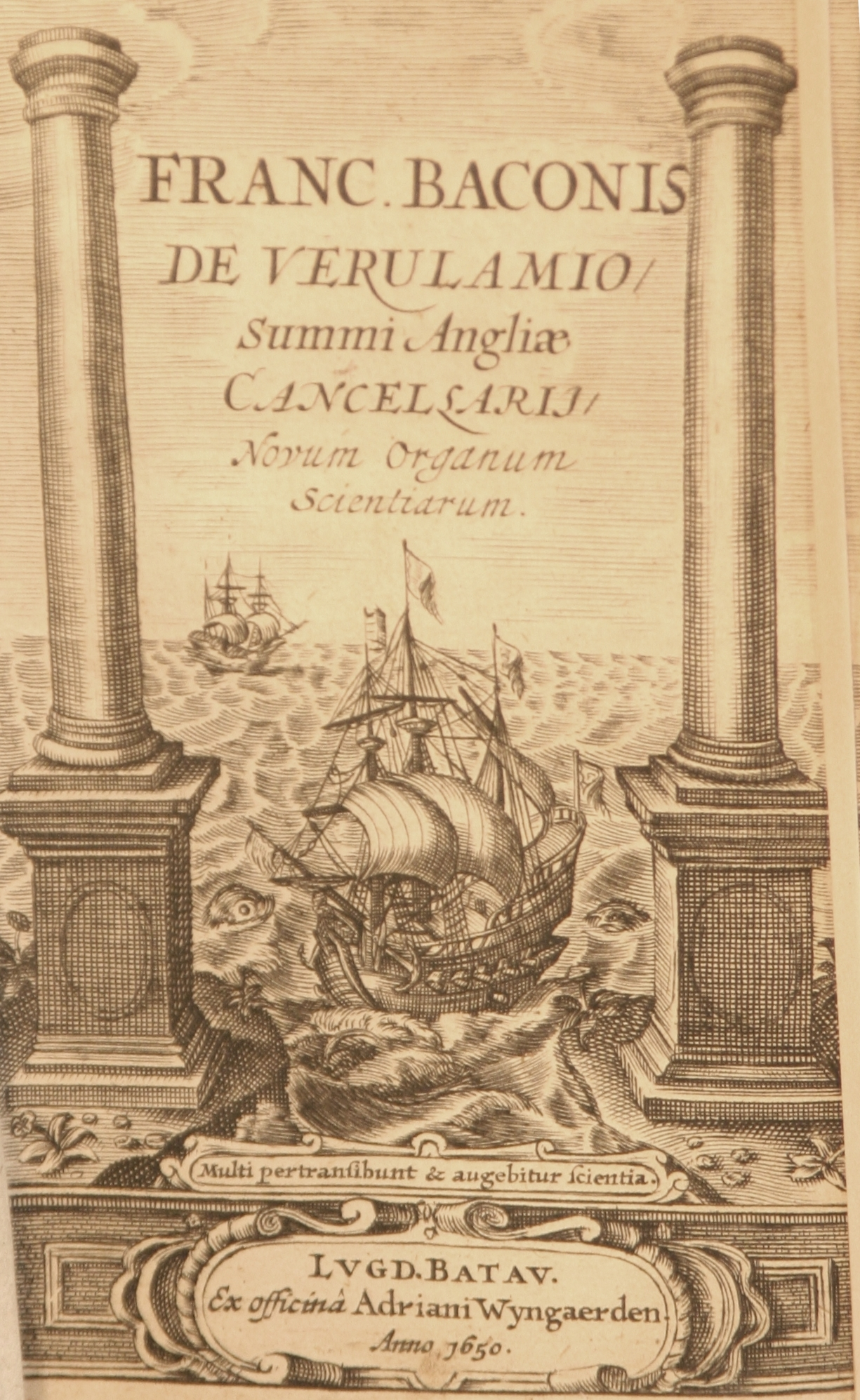
Page de titre du Novum Organum de Francis Bacon. Cet ouvrage aura un impact majeur sur la réflexion encyclopédique.

Une attitude nouvelle se fait jour vis-à-vis du savoir. Celle-ci se manifeste à la fois dans la création d'académies (Paris, Londres, Florence, etc.) et dans un esprit plus critique et une part plus grande accordée à la raison et à l'expérience. Cette révolution scientifique donne lieu à des découvertes importantes en optique (Huygens), en astronomie (Galilée, Newton), en anatomie (Hooke), en électricité (Hauksbee) et en physique de l'atmosphère (Pascal).
Ce nouvel état d'esprit est manifeste chez Francis Bacon, qui entreprend avec le Novum Organum (1620) une encyclopédie devant compter six volumes, mais dont les deux premiers seulement ont été achevés. Critiquant le manque de rigueur des travaux qui l'ont précédé, Bacon plaide pour que l'étude des sciences repose sur une démarche expérimentale. Il insiste sur le fait qu'une encyclopédie doit être impartiale et fondée sur des données avérées. Il réfléchit aussi sur la façon d'organiser les sujets et propose, dans Instauratio magna (1620), une division de la matière encyclopédique en 130 sections regroupées en trois parties : la nature extérieure (astronomie, géographie, espèces minérales, végétales et animales) ; l'homme (anatomie, physiologie, actions volontaires et involontaires, pouvoirs) ; l'action de l'homme sur la nature (médecine, chimie, les cinq sens et les arts qui s'y rattachent, les émotions, les facultés intellectuelles, le transport, l'arithmétique, etc.). Dans le discours préliminaire de l'Encyclopédie, d'Alembert reconnaîtra sa dette envers cet ouvrage.
En Allemagne, le philosophe et pédagogue Johann Heinrich Alsted publie une importante Encyclopædia, septem tomis distincta (2 volumes, 1630), qui répertorie les connaissances en sept grandes classes. Comportant 48 tableaux synoptiques et un index, c'est la dernière des grandes encyclopédies systématiques rédigées en latin. Elle sera développée dans une deuxième édition pour devenir la Scientiarum omnium encyclopædiæ (Lyon, 1649, 4 vol.). Son influence sera considérable.
Daniel Georg Morhof (1639-1690) rédige le Polyhistor literarius, philosophicus, et practicus dont le premier volume paraît à Lübeck, en 1688 et les deux autres en 1708. Cet ouvrage, qui connaîtra plusieurs éditions, étonne par les disproportions de son organisation, qui consacre environ 1 000 pages à la dimension littéraire, la moitié à la section philosophie, et seulement 124 pages aux domaines pratiques. Morhof accorde cependant une attention spéciale aux bibliothèques et au catalogage des livres.
Le jésuite allemand Athanase Kircher (1601-1680), célèbre pour son esprit encyclopédique, publie Ars magna sciendi sive combinatorica (1669).
En Hongrie, János Apáczai Csere publie une encyclopédie en 12 volumes, la Magyar encyclopædia (Utrecht, 1653-1655), qui repose essentiellement sur des sources étrangères, notamment les travaux de Descartes et de Pierre de La Ramée.
En Suisse, Jean-Jacques Hofmann (1635-1706) rédige le Lexicon universale (2 volumes, Bâle, 1677), traitant principalement d'histoire ancienne, de géographie et de biographies. Il s'y ajoutera deux volumes en 1683, couvrant les autres branches du savoir de l'époque.
En France, Charles Sorel publie entre 1634 et 1644 un ouvrage intitulé La Science universelle, en quatre volumes. Conformément au désir de rationalité qui se répand à son époque, et dans la ligne des prescriptions de Francis Bacon, Sorel veut séparer « la véritable science » de toutes les impostures et « donner une doctrine qui soit appuyée sur la raison et l'expérience ». Prenant au sens littéral la définition donnée au terme « encyclopédie » par les humanistes, il cherche à ordonner les connaissances de façon parfaitement logique, persuadé que tout s'enchaîne à partir d'un principe premier, dans l'espoir d'aboutir à « un cercle et enchaînement de toutes les sciences et de tous les arts ». En accord avec ce postulat, son « encyclopédie » est rédigée en texte suivi, sans même un index.
Ce livre inspirera peut-être celui d'un certain Sieur Saunier, qui a compilé une Encyclopédie des beaux esprits, contenant les moyens de parvenir à la connaissance des belles sciences (Paris, 1657) ; l'ouvrage, qui fait moins de 400 pages, se manipule aisément et n'est pas de nature à rebuter les courtisans. Les gens du monde recherchaient en effet des livres permettant de briller dans les salons littéraires. C'est dans le même esprit que Jean de Magnon, historiographe du roi Louis XIV, se lance dans la rédaction d'une encyclopédie en vers, La Science universelle en vers héroïques. En raison de la mort prématurée de l'auteur, seul a été rédigé le premier volume (1663), comptant 11 000 vers et consacré à la théologie et au péché originel.

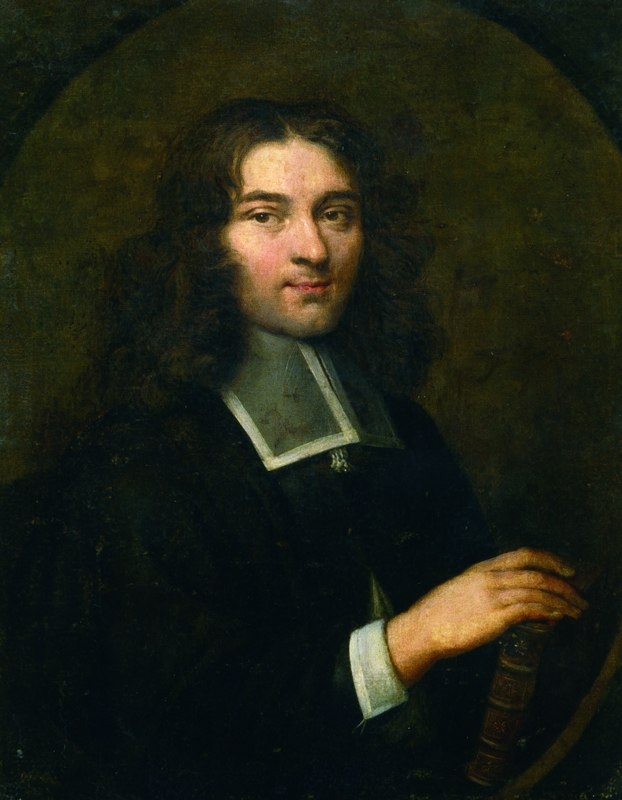
Portrait de P. Bayle par Louis Elle le Jeune.

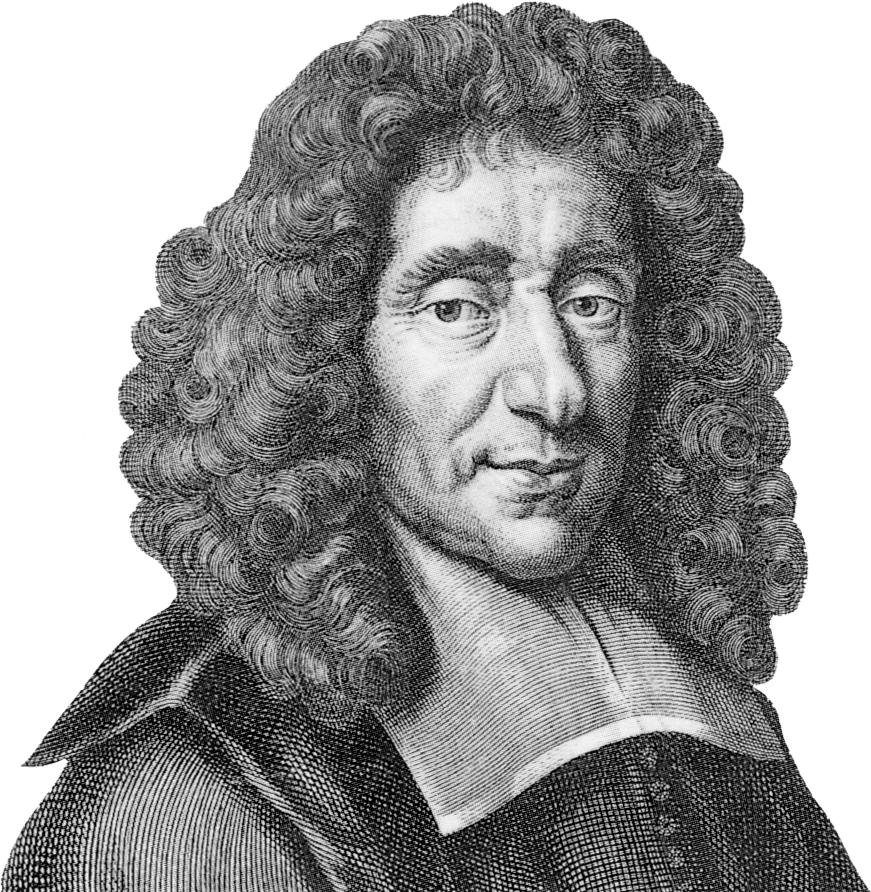
Antoine Furetière rédige le Dictionnaire universel.

Certains ne font que rééditer des ouvrages antérieurs ou les plagier sans vergogne. C'est ainsi que paraît ainsi à Amsterdam, en 1663, un livre en espagnol intitulé Vision deleytable y sumario de todas las sciencias (« Vision délectable et résumé de toutes les sciences »), qui est la traduction d'un livre italien de Domenico Delfino paru en 1556, lequel avait plagié l'ouvrage original en espagnol d'Alfonso de la Torre, Vision delectable, publié à Burgos en 1435. Ce dernier, enfin, était basé, tant dans sa structure que dans son approche allégorique, sur l'ouvrage de Martianus Capella rédigé vers 420. Preuve de l'intérêt du public pour des ouvrages encyclopédiques, même s'ils n'en ont que l'apparence.
Les dictionnaires historiques deviennent aussi très populaires, comme l'atteste la traduction-appropriation du Dictionarium historicum de Charles Estienne par D. de Juigné-Broissinière sous le titre Dictionnaire théologique, historique, poétique, cosmographique et chronologique (Paris, 1643), ou son adaptation à Londres par Nicolas Lloyd (1670). Mais ces ouvrages pâlissent en comparaison du Grand Dictionnaire historique ou Le mélange curieux de l'histoire sacrée et profane (Lyon, 1674) de Louis Moréri. Contenant principalement des articles historiques et biographiques, cet ouvrage est le premier à présenter dans un ordre alphabétique rigoureux un éventail de sujets. Surtout, il répond aux attentes d'un public de plus en plus désireux de lire des livres savants en langue vernaculaire. Constamment réédité et augmenté, il atteindra dix volumes in-folio dans sa vingtième et dernière édition en 1759. Son influence dans les pays voisins sera considérable. Il sera traduit en Espagne, en Allemagne et en Angleterre, où il servira aussi de base à l'ouvrage de Jeremy Collier intitulé The great historical, geographical, genealogical and poetical dictionary (2 volumes, 1701-05).
En réponse à l'ouvrage de Moréri dont il veut corriger les erreurs, Pierre Bayle publie en 1697 le Dictionnaire historique et critique, autre œuvre majeure qui connaîtra plusieurs éditions et préfigure l'Encyclopédie. Doté d'un esprit rigoureusement scientifique, Bayle s'attache à dénoncer les mensonges de la tradition historique et à traquer les superstitions sous toutes leurs formes. Pour éviter les poursuites, il devra s'installer à Rotterdam. Son livre sera constamment augmenté par divers contributeurs et réédité, jusqu'à comprendre 16 volumes dans la onzième édition (1820-24). Il s'en fera diverses traduction en anglais et en allemand.
Les exigences se font plus grandes aussi en matière de dictionnaire de langue, comme en témoigne la parution du Dictionnaire universel (1690) d'Antoine Furetière (1619-1688). Cet ouvrage de 40 000 articles en deux volumes marque un jalon dans l’histoire des dictionnaires et des encyclopédies : pour la première fois, les termes populaires et de métiers sont inclus dans un dictionnaire et les articles sur les sciences, les arts et le lexique sont organisés selon un ordre alphabétique uniforme. La publication de cet ouvrage vaudra à son auteur d'être exclu de l'Académie française, qu'il avait devancée. Peu après, Thomas Corneille rédige le Dictionnaire des termes des arts et des sciences (1694 et 1696) en complément du dictionnaire de l’Académie, puis un Dictionnaire universel géographique et historique en 1708.

#### XVIIIesiècle

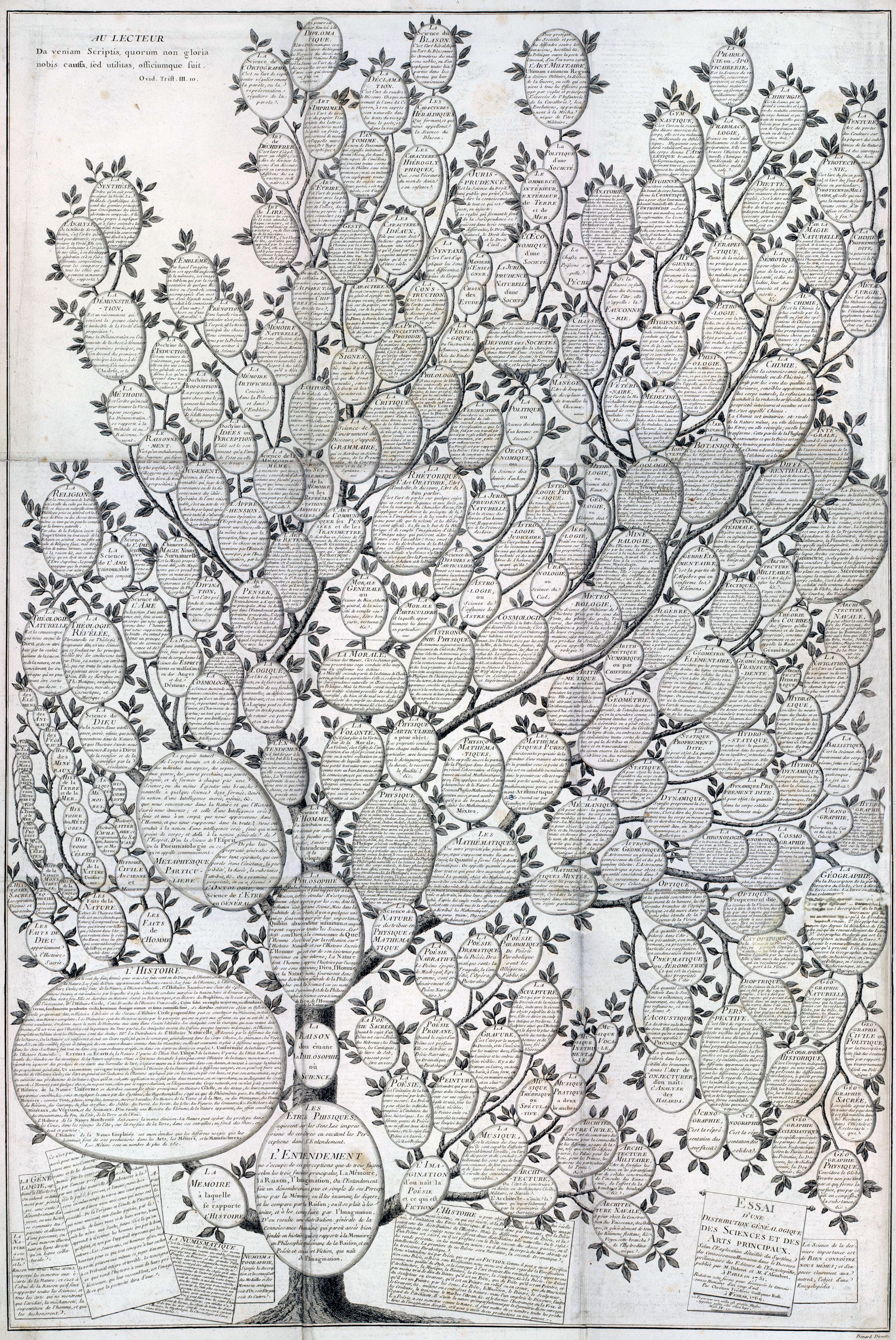
Système figuratif représentant l'embranchement des connaissances humaines — XVIII.

Le projet encyclopédique gagne en force au siècle des Lumières, en même temps que se développent les sciences.
En Italie, Vincenzo Coronelli (1650-1718) a consacré 30 années de sa vie à la rédaction d'une innovatrice Biblioteca universale sacro-profano. Première grande encyclopédie organisée en ordre alphabétique, cet ouvrage devait compter 300 000 articles répartis en 45 volumes, mais seuls les sept premiers ont été réalisés, couvrant les entrées A-Caque (1701-1706). Dans son plan, l'auteur avait réservé les volumes 41 et 42 pour les ajouts et corrections, tandis que les volumes 43-45 étaient réservés aux index. En outre, chaque volume devait avoir son propre index, dont la consultation était facilitée par la numérotation de tous les articles. Coronelli innove aussi en mettant en italique les titres de livres, une pratique qui deviendra universelle.
En Angleterre, John Harris (1666-1719), publie en 1704, à Londres, le Lexicon Technicum, première encyclopédie conçue et rédigée en langue anglaise. Elle est également organisée en ordre alphabétique et servira de modèle à la Cyclopaedia. Elle est accompagnée de planches et de nombreux diagrammes. Des notes bibliographiques accompagnent les principaux articles. Premier auteur d’encyclopédie à faire appel à des experts, Harris recrute notamment le naturaliste John Ray et Isaac Newton.

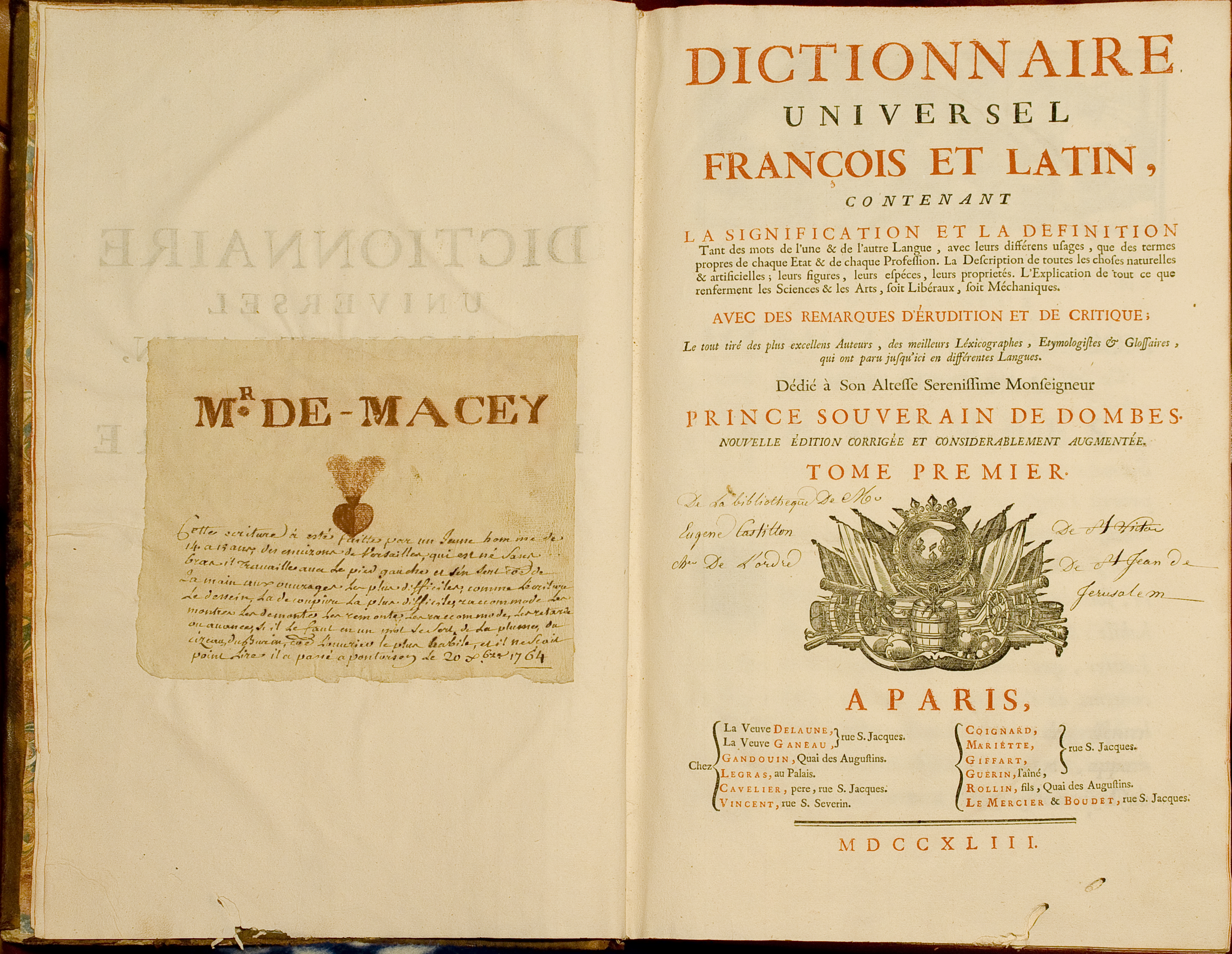
Le Dictionnaire de Trévoux (1763).

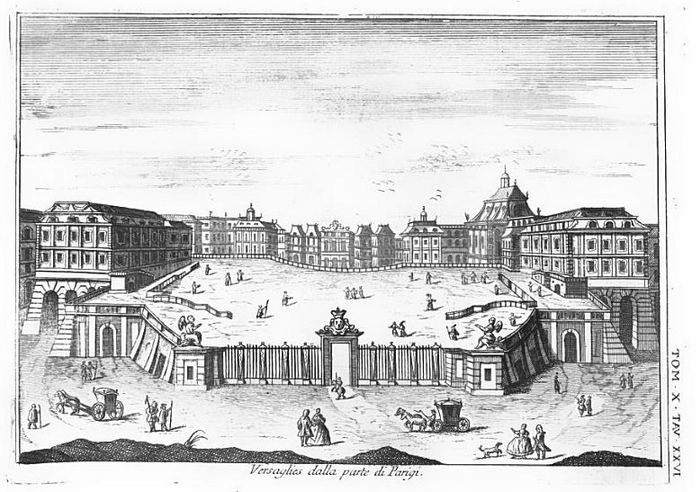
Planche du Nuovo Dizionario (1751). L'article sur le château de Versailles compte vingt pages de texte serré sur deux colonnes.

En France, le Dictionnaire de Trévoux reprend celui de Furetière et l'augmente considérablement au cours de ses six éditions successives entre 1704 et 1771. À celles-ci, il faut ajouter une version abrégée en trois volumes publiée en 1762. Le Trévoux compte jusqu'à huit volumes dans sa dernière édition, auxquels s'ajoute un volume de glossaire latin-français spécifiquement pour cette édition. Il intègre un nombre considérable de sources historiques, philosophiques et littéraires.
En Allemagne, la Reales staats- und Zeitungs-Lexikon, plus connue sous le nom de son préfacier Johann Hübner, s'adressait au public cultivé plutôt qu'aux scientifiques, ainsi que l'indique l'ajout apporté au titre de la 4e édition : Reales-, Staats-, Zeitungs-und Conversations-Lexikon (1709), et la notion d'ouvrage utile à la conversation se maintiendra jusqu'à nos jours. Cette encyclopédie, qui couvre la géographie, la théologie et la politique, a connu 31 éditions jusqu'en 1828. Elle a été traduite en hongrois. Il s'y est ajouté en 1712 un supplément couvrant les sciences, les arts et le commerce, lequel a été réédité à plusieurs reprises.
Johann Theodor Jablonski (1654-1731) rédige un Allgemeines Lexicon des Künste und Wissenschaften (Königsberg, 1721) en 2 volumes. L'ouvrage aura beaucoup de succès et sera augmenté dans des éditions subséquentes, en 1748 et 1767.
La Cyclopaedia d'Ephraïm Chambers est publiée à Londres en 1728. Également en ordre alphabétique, cet important ouvrage sera souvent réédité et inspirera le projet de traduction, puis d'encyclopédie nouvelle, qu'un éditeur parisien proposera à Diderot en 1746. Il sera traduit à Venise en 1748 sous le titre Dizionario universale delle arti e delle scienze. L'ouvrage de Chambers perfectionne le système des renvois croisés et a eu une influence majeure sur l'histoire des encyclopédies. L'auteur a reconnu avoir fait des emprunts à ses prédécesseurs, notamment au Dictionnaire de Trévoux.
Le Nuovo dizionario, scientifico e curioso, sacro e profano de Gianfrancisco Pivati, publié à Venise (12 vol., 1746-1751) est la première encyclopédie d'importance en italien. Les illustrations en sont très soignées (voir ci-contre).
En Russie, l'historien et géographe Vassili Tatichtchev rédige le premier dictionnaire encyclopédique de la langue russe, le Leksikon rossiiskoi istoricheskoi, geographicheskoi, politicheskoi i grazhdanskoi, publié à Saint-Pétersbourg. L'ouvrage, qui devait compter 6 volumes, s'arrête avec le troisième, à l'article Klyuchnik.
À Leipzig, l'éditeur Johann Heinrich Zedler publie le très volumineux Universal Lexicon (1731-1754). D'abord prévu en 32 volumes in-folio, cet ouvrage finit par en compter 68 sur deux colonnes, ce qui en fait l'une des plus grandes encyclopédies jamais publiées en Europe. D'une très grande précision dans les détails, elle est aussi la première encyclopédie à inclure des notices biographiques de personnes vivantes.

#### L'Encyclopédie de Diderot et d'Alembert

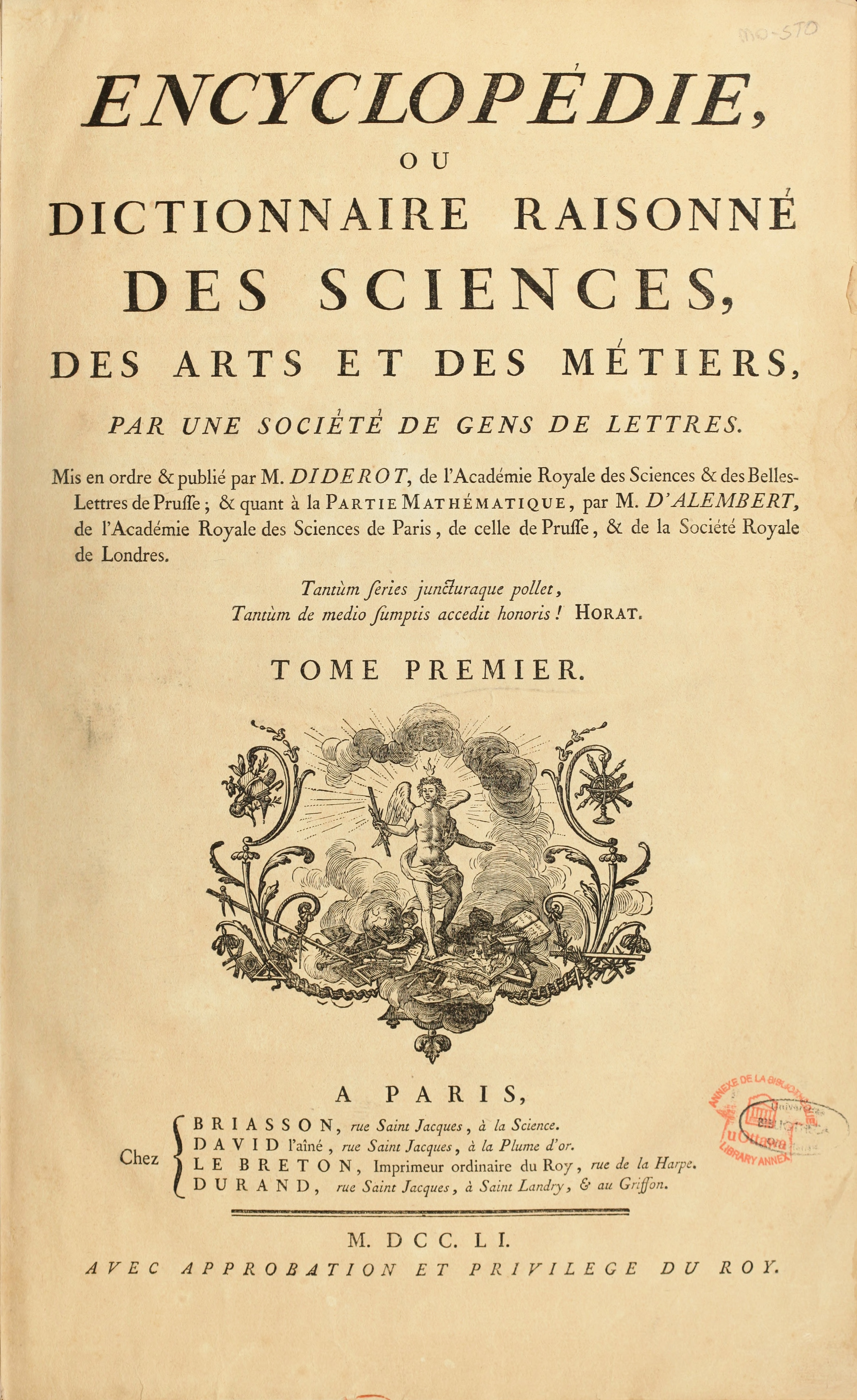
Couverture du 1er volume de l'Encyclopédie, 1751.

Denis Diderot et Jean le Rond d'Alembert réalisent entre 1751 et 1772 l'Encyclopédie ou Dictionnaire raisonné des sciences, des arts et des métiers, comprenant 17 volumes de texte et 11 d'illustrations, avec un total de 71 818 articles. La double vocation de cet ouvrage est de répertorier les connaissances et les savoirs de son siècle et aussi d'ouvrir une réflexion critique, de « changer la façon commune de penser ». Diderot décrit ainsi les objectifs de son entreprise en 1751 : 

« Le but d'une encyclopédie est de rassembler les connaissances éparses sur la surface de la terre ; d'en exposer le système général aux hommes avec qui nous vivons, et de le transmettre aux hommes qui viendront après nous ; afin que les travaux des siècles passés n'aient pas été inutiles pour les siècles qui succéderont ; que nos neveux devenant plus instruits, deviennent en même temps plus vertueux et plus heureux ; et que nous ne mourions pas sans avoir bien mérité du genre humain. »

La page suivant la page de titre comporte une table dépliable en double in-folio, présentant le système figuré traduit de Bacon, soit ce que l'on nommerait aujourd'hui une ontologie des matières ou des domaines. C'est un système hiérarchique, allant du général au spécifique. L'objectif initial était de pouvoir indiquer en début de chaque entrée de l'encyclopédie à quel domaine cette entrée se rattachait, mais cet objectif n'a pas toujours été suivi dans les faits.
Ensuite, vient le Discours préliminaire de d'Alembert, qui situe son entreprise dans la lignée des grands savants de l'époque : Bacon, Descartes, Newton, Pascal, Harvey, Leibniz. Il rejette l'idée selon laquelle « en multipliant les secours & la facilité de s’instruire, [les ouvrages encyclopédiques] contribueront à éteindre le goût du travail & de l’étude » et estime, au contraire, « qu’on ne sauroit trop faciliter les moyens de s’instruire ». De plus, afin de rompre avec une tradition savante qui ignorait encore largement la description des métiers et des objets de la vie courante, d'Alembert explique que des dessinateurs ont été envoyés dans les ateliers et que Diderot a rédigé ses articles techniques en se basant « sur les connaissances qu’il a été puiser lui-même chez les ouvriers, ou enfin sur des métiers qu’il s’est donné la peine de voir, et dont quelquefois il a fait construire des modèles pour les étudier plus à son aise. »
Rassemblant une masse de données jusqu'alors sans égale, cet ouvrage sera reçu avec enthousiasme par le public et jusque dans l'entourage même du roi Louis XV, qui en avait pourtant interdit la publication, comme le relate une anecdote de Voltaire reprise dans la préface de La Grande Encyclopédie.
Dans l'article « encyclopédie », Diderot insiste sur la dimension collective de son projet et l'esprit de générosité qui l'anime : « Ouvrage qui ne s'exécutera que par une société de gens de lettres & d'artistes, épars, occupés chacun de sa partie, & liés seulement par l'intérêt général du genre humain, & par un sentiment de bienveillance réciproque ». De fait, plus de 160 encyclopédistes ont contribué à ce projet. Rompant avec les encyclopédies antiques et médiévales, qui étaient l'œuvre d'un seul homme, l'Encyclopédie marque l'entrée dans l'ère des travaux collectifs.
Rédigée à un moment charnière dans l'histoire des idées en Occident, cette encyclopédie prend naturellement parti dans les combats politiques, religieux et scientifiques de son temps. En particulier, dans les articles sur l'astronomie, d'Alembert fournit des preuves de l'héliocentrisme, représentation du monde encore mal acceptée à cette époque ; il critique sévèrement l'Inquisition dans le Discours préliminaire en raison de la condamnation de Galilée en 1633 et milite pour la séparation de l'Église et de la science. L'Encyclopédie fournit un savoir et une critique du savoir, du langage et des préjugés véhiculés par les habitudes, les interdits, les dogmes et les autorités. Elle témoigne de la liberté de penser, du goût d'inventer et de la nécessité de douter. Ces prises de position audacieuses lui occasionneront d'innombrables ennuis et une réputation sulfureuse. Encore en 1800, dans une adresse au roi d'Angleterre, l'éditeur de la Britannica rappelle que l'ouvrage français « a été accusé à juste titre de propager l'anarchie et l'athéisme », et présente sa propre encyclopédie comme un contrepoison.

#### Après l'Encyclopédie

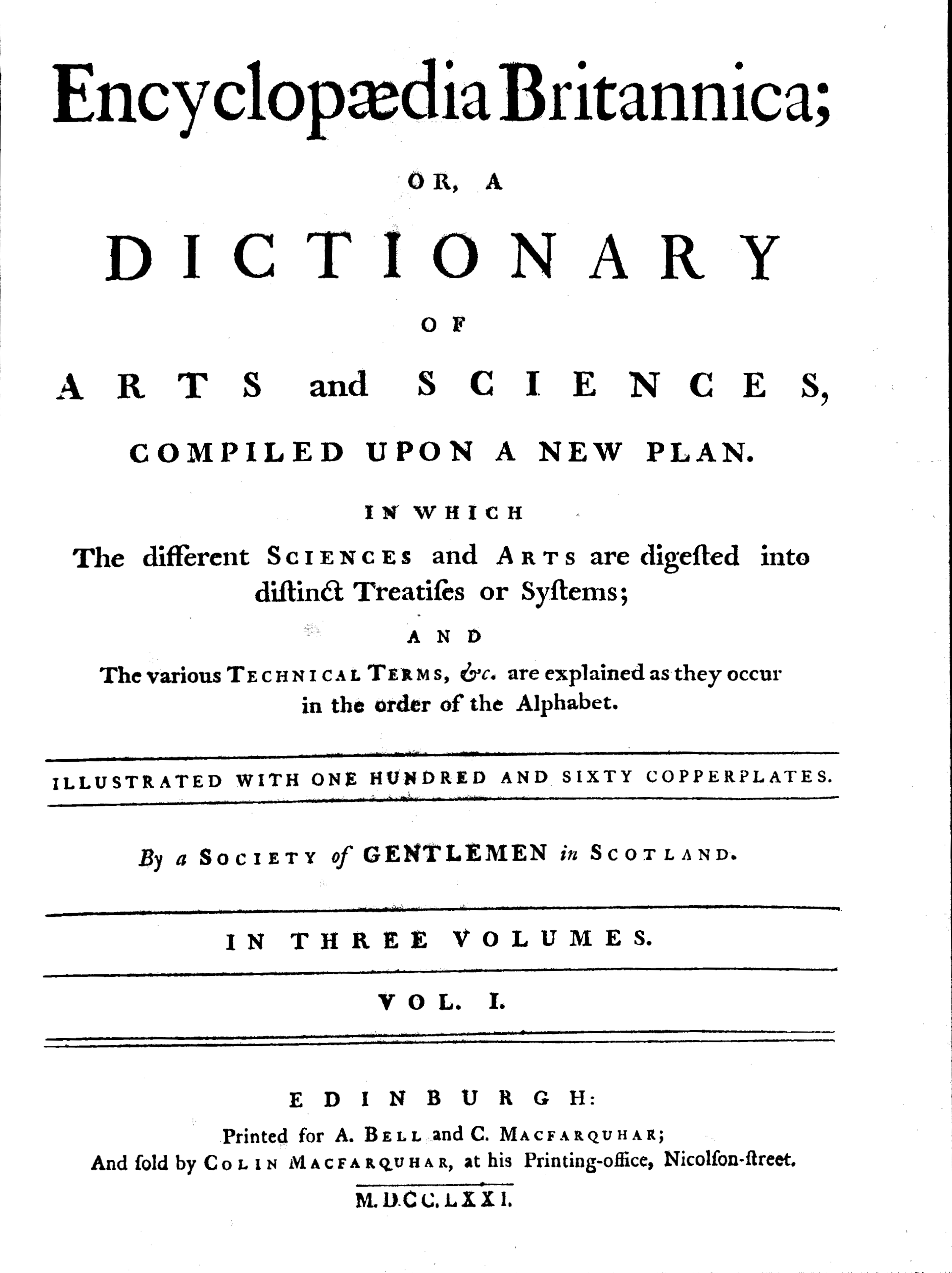
Couverture de la première édition de la Britannica (1771).

Entre 1768 et 1771, la Britannica paraît à Édimbourg en 100 fascicules hebdomadaires sous le titre Encyclopædia Britannica, or a Dictionary of Arts and Sciences compiled upon a new plan (Encyclopædia Britannica, ou Un Dictionnaire des Arts et des Sciences compilé selon un nouveau plan). Une deuxième édition paraît dès 1778. Cet ouvrage aura une carrière ininterrompue durant les deux siècles suivants.
Entre 1770 et 1780, est publiée à Yverdon une Encyclopédie ou dictionnaire universel raisonné des connaissances humaines, qui s'inspire fortement du modèle de Diderot, mais en en supprimant les aspects antireligieux, ce qui lui vaudra une grande popularité dans les milieux protestants.
La dimension collective du projet encyclopédique devient encore plus manifeste avec la colossale Encyclopédie méthodique, aussi appelée Encyclopédie Panckoucke, dont la publication s'échelonnera de 1782 à 1832 et qui comptera 210 volumes, mobilisant plus d'un millier de contributeurs. Au lieu de traiter les sujets par articles, cette encyclopédie est organisée en volumes entiers consacrés à des domaines du savoir. À titre d’exemple, l’article sur l'histoire naturelle s'étend sur 12 volumes.
À Berlin, Johann Georg Krünitz (1728-1796) entreprend de rédiger une encyclopédie couvrant l'économie et la technologie, la Oekonomische Encyklopädie. En cours de rédaction, le projet s'élargit et devient une encyclopédie générale. Relayé par divers collaborateurs, le projet s'achèvera en 1858 avec 242 volumes in-octavo.
La Deutsche Encyclopädie est la première encyclopédie allemande à prendre l'Encyclopédie de Diderot comme modèle. Publiée à Francfort à partir de 1788, cette encyclopédie ne sera pas terminée et la publication s'arrêtera avec le volume 23 (lettre K) en 1804.

### Époque contemporaine (XIXeetXXesiècles)
À partir de 1800 et durant tout le siècle suivant, la production d'encyclopédies devient un phénomène d'imprimerie dans le monde, avec plus d'une nouvelle encyclopédie publiée par an, sans compter les rééditions d'ouvrages existants. Dès 1809, un périodique anglais faisait remarquer qu'on était entré dans « l'âge des encyclopédies ». Toutes les grandes nations veulent alors disposer d'une encyclopédie dans leur propre langue. Ce n'est pas seulement une question de fierté mais aussi d'intérêt national, car la vulgarisation des connaissances et leur mise à la disposition du public sont essentielles au développement économique et intellectuel d'un pays. Ce mouvement est appuyé par des changements significatifs quant au niveau d'alphabétisation du public et par les progrès réalisés dans la mécanisation des techniques d'imprimerie, qui rendent les gros tirages commercialement rentables. Cela a pour effet de créer une tension entre la vulgarisation à bas prix visant un public populaire et la spécialisation destinée à un public savant, les éditeurs étant contraints de favoriser une option au détriment de l'autre.

#### Encyclopédies générales
Cet article n'a pas pour objectif de fournir une liste des milliers d'encyclopédies générales et spécialisées qui ont été publiés au cours de ces deux siècles, mais de donner une vue d'ensemble du phénomène, en signalant les ouvrages les plus significatifs dans les principaux pays qui en ont produit.
Allemagne

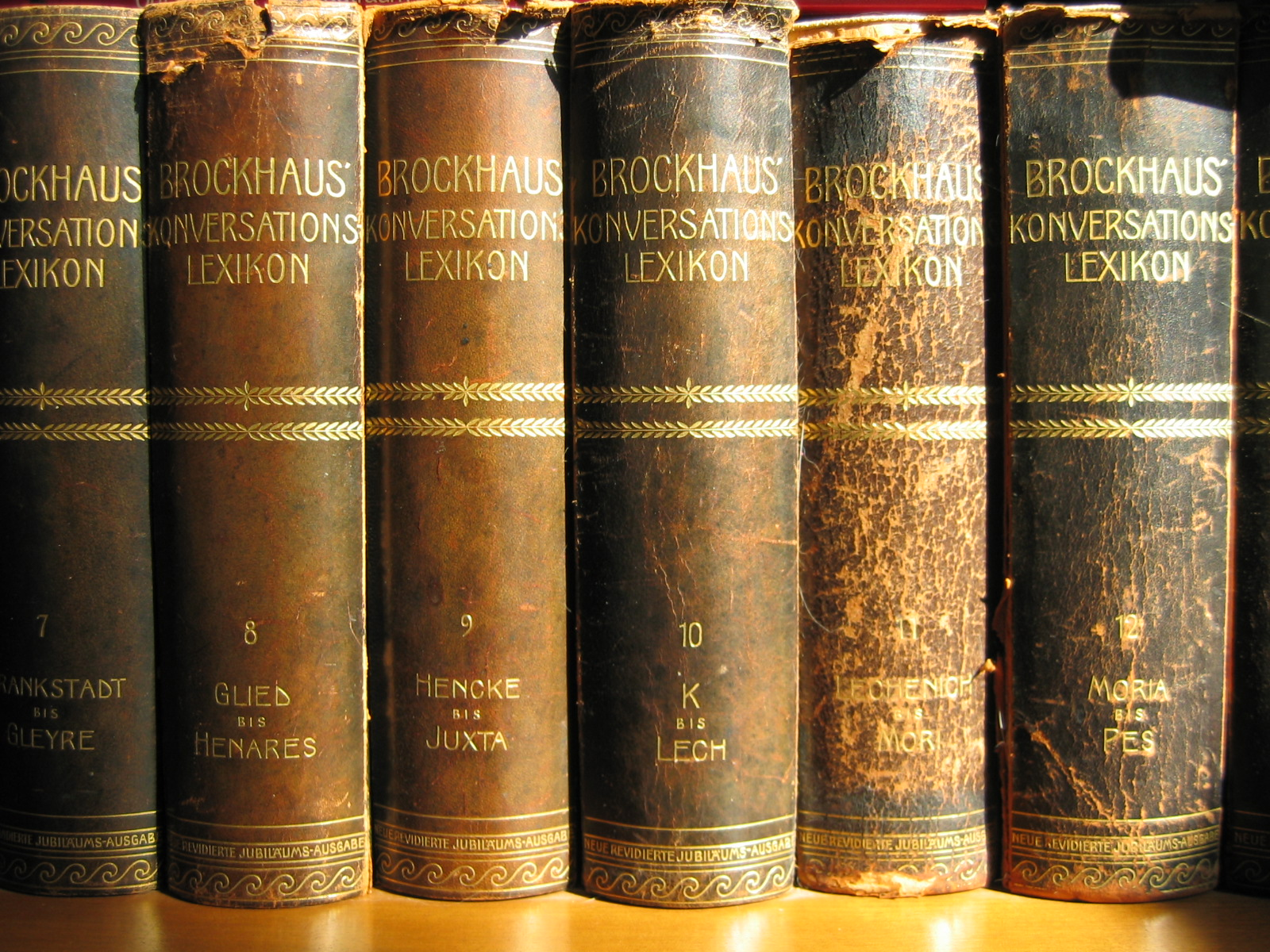
La Brockhaus Enzyklopädie, 14e édition, vers 1910.

- La Brockhaus Enzyklopädie publie sa 1re édition en 1808 et connaîtra un énorme succès. Devenue l'encyclopédie de référence en langue allemande, elle sera régulièrement rééditée jusqu'à sa dernière édition en 2005 (30 vol.).
- Der grosse Conversation-Lexikon für die gebildeten Stände (« Le grand dictionnaire de conversation pour les gens éduqués ») publié par Josef Meyer (46 vol. in-8°, 1840-55) deviendra le Meyers Konversations-Lexikon ; très populaire, cette encyclopédie de bon niveau scientifique et technique connaîtra une septième édition (12 vol., 1924-30), mais la maison sera liquidée en 1945 pour collusion avec le nazisme[116].
- Le très ambitieux projet Allgemeine Enzyklopädie der Wissenschaften und Künste, de Ersch et Gruber, restera inachevé, avec 167 volumes parus entre 1818 et 1879.
- Herder publie à Fribourg-en-Brisgau le Konversations-Lexikon (5 vol., 1853-57), qui connaîtra plusieurs éditions.

Angleterre

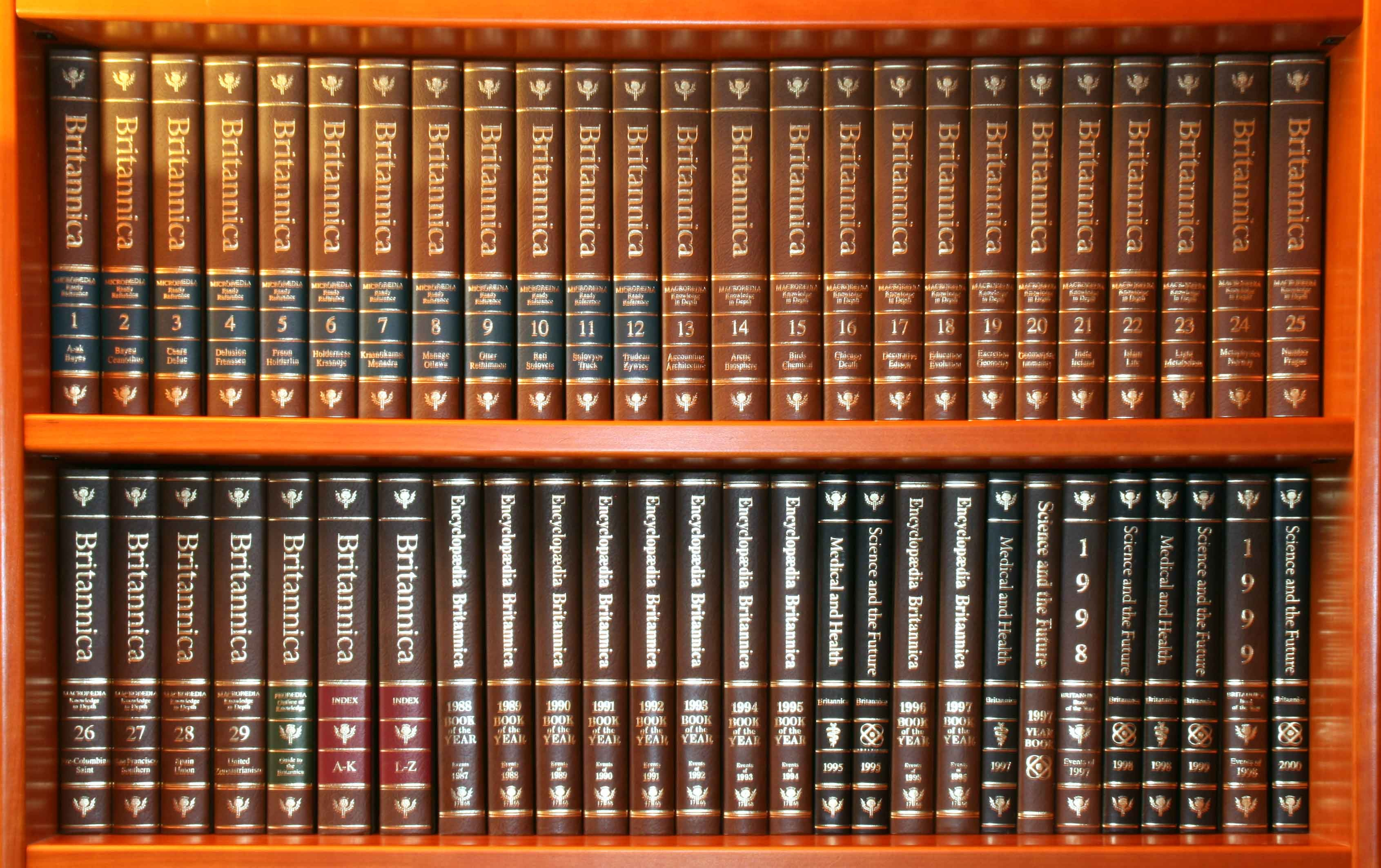
L'Encyclopædia Britannica (2001).

- L'Encyclopædia Britannica publie sa 4e édition en 1801 et consolide sa position comme ouvrage de référence majeur. Ce titre deviendra incontesté à partir de sa onzième édition (29 vol., 1911), maintenant disponible en ligne[n 20].
- The Edinburgh encyclopædia (18 vol., 1808-30) a été reconnue pour ses qualités scientifiques.
- L'Encyclopædia Metropolitana (28 vol., 1817-45), qui incluait dans son comité de rédaction d'éminents savants, n'a cependant pas réussi à s’imposer, notamment parce que, sur le conseil de Coleridge, elle avait renoncé au classement des articles en ordre alphabétique[117].
- La Chambers's Encyclopædia (10 vol., 1860-68), publiée à Édimbourg par les frères William et Robert Chambers (sans rapport avec Ephraïm Chambers), a été régulièrement rééditée durant plus d'un siècle.
- D’autres ouvrages visent moins à servir de référence pour la recherche qu’à élever le niveau d’éducation du public, telles la London encyclopædia (22 vol. in-8°, 1829) ou la Penny cyclopaedia of the Society for the Diffusion of Useful Knowledge (27 vol. in-8°, 1833-43).

Brésil
- Grande Enciclopédia Portuguesa e Brasileira (40 vol., 1936-1960).

Chine
- Wei Song publie en 1834 le Yishi jishi, compilation encyclopédique assez concise divisée en 22 chapitres et couvrant quelque 2 000 sujets ; cet ouvrage sera réimprimé en 1888 et en 1891[n 21].
- La Zhongguo da baike quanshu (Grande encyclopédie chinoise) (74 vol., 1980-1993) est la première grande encyclopédie chinoise moderne. Elle compte plus de 80 000 entrées, réparties de façon thématique en 66 sections.

Espagne
- Diccionario enciclopedico hispano-americano de literatura, ciencias y artes (25 vol., 1887-1899).
- L'Enciclopedia Espasa aussi appelée Enciclopedia universal ilustrada europeo-americana (70 vol., 1908-1930) est une des encyclopédies majeures de ce siècle.

Égypte
- Mohammed Farid Wajdi publie une nouvelle édition de la Da'irat al-Maarif-al-Qarn al-Rabi 'ashar-al-'ishrin (Le Caire, 10 vol., 1923-25)[118].

États-Unis
- Noah Webster publie le American dictionary of the English language (2 vol., 1828), un dictionnaire encyclopédique qui sera régulièrement augmenté par divers éditeurs et deviendra le Webster's New International Dictionary of the English language (1909).
- L'importante Encyclopedia Americana (13 vol., 1829-33), dont la première édition était basée sur la 7e édition de la Brockhaus, connaît un succès immédiat. Une entente de collaboration avec les éditeurs du Scientific American débouche sur un ouvrage de haut niveau scientifique et technique (20 vol., 1911). Elle sera encore augmentée dans des éditions subséquentes et intégrera des articles sur des œuvres littéraires et musicales, comme le fait le Larousse.
- Charles Anderson Dana dirige avec George Ripley The new American cyclopædia (16 vol., 1853-63), dont le comité de rédaction comptait plus de 300 personnalités.

Finlande
- La première encyclopédie en finnois est la Tietosanakirja (11 vol., 1909-1922).

France

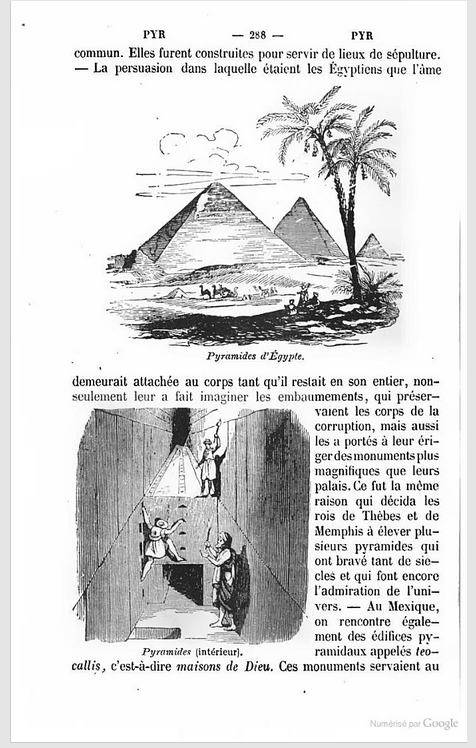
Page du Dictionnaire de conversation à l'usage des dames et des jeunes personnes, Volume 9.

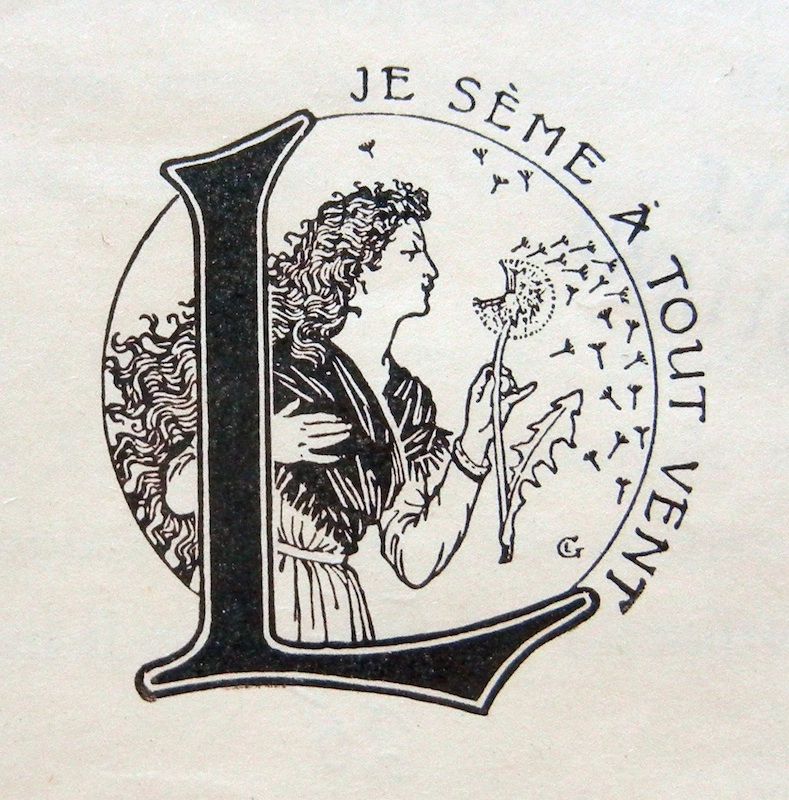
Logotype de la Semeuse soufflant sur une fleur de pissenlit, dessiné par Eugène Grasset en 1890 pour les dictionnaires Larousse.

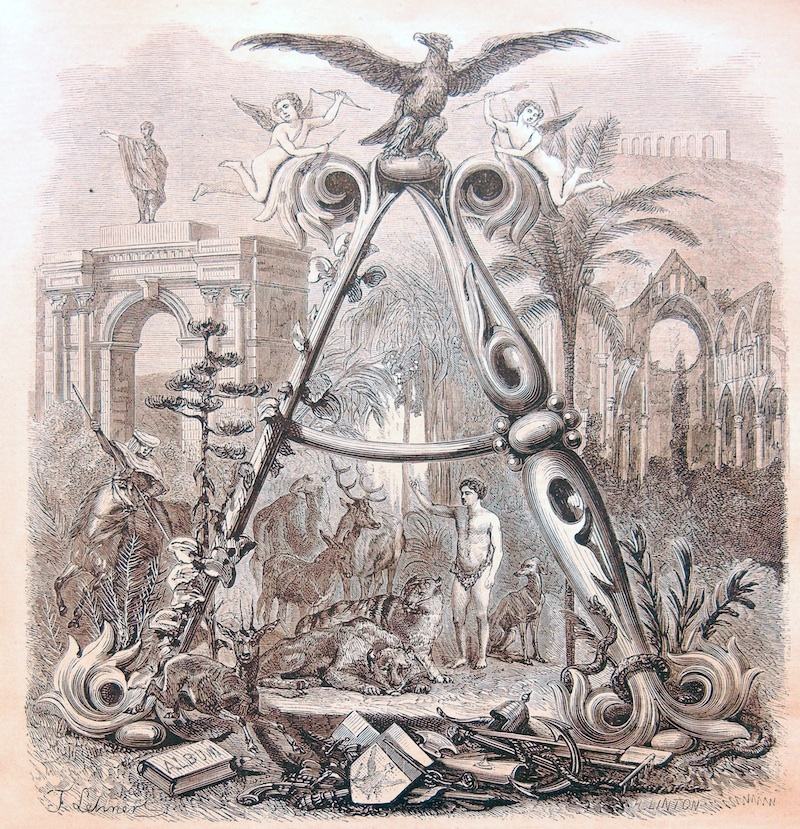
Grand Dictionnaire universel du XIXe siècle de Pierre Larousse. Cette illustration en tête de la lettre A sollicite le lecteur à la façon d'un acrostiche visuel.

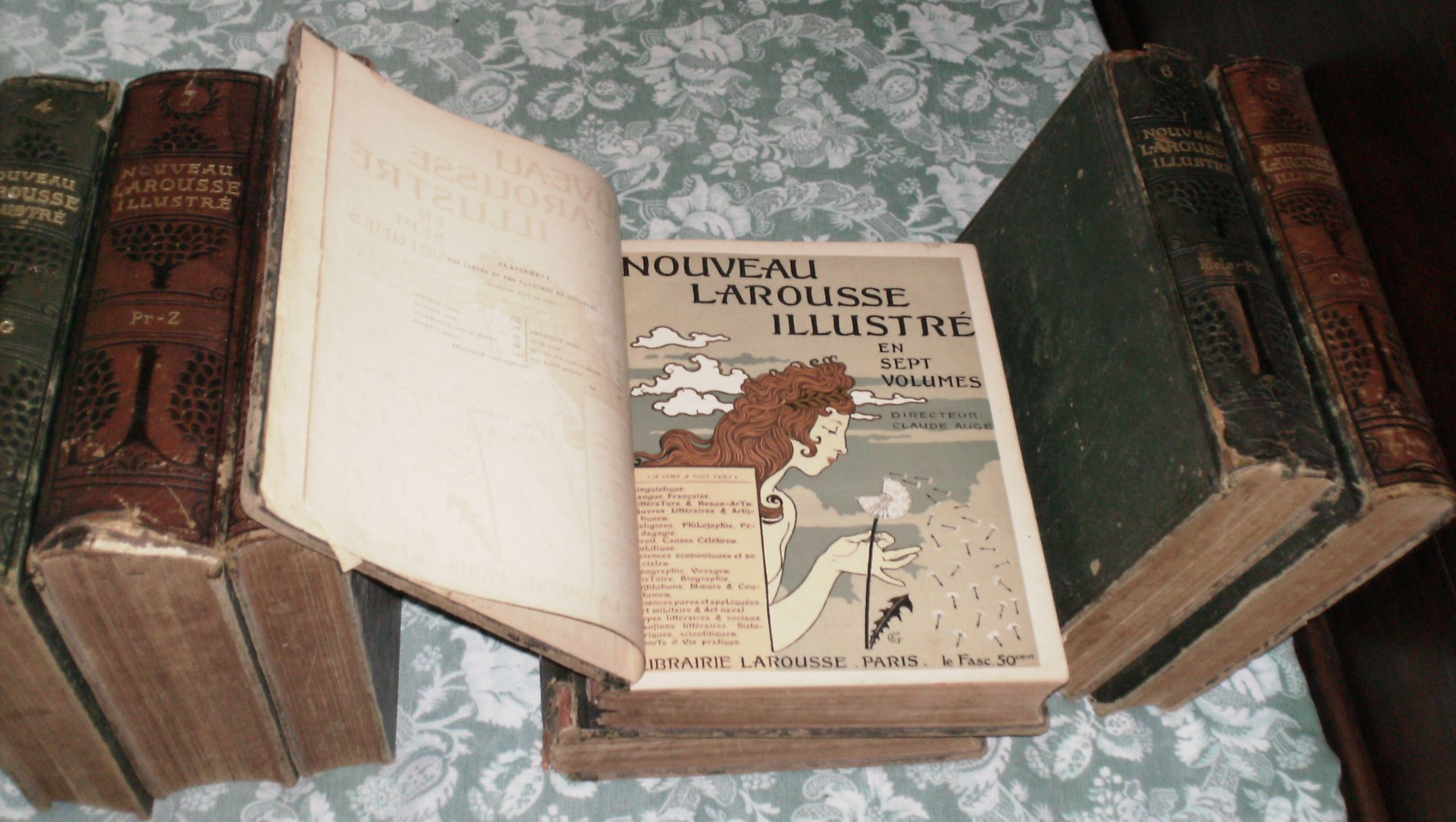
Le Nouveau Larousse illustré, Paris, Larousse, 1897-1904, 7 vol.

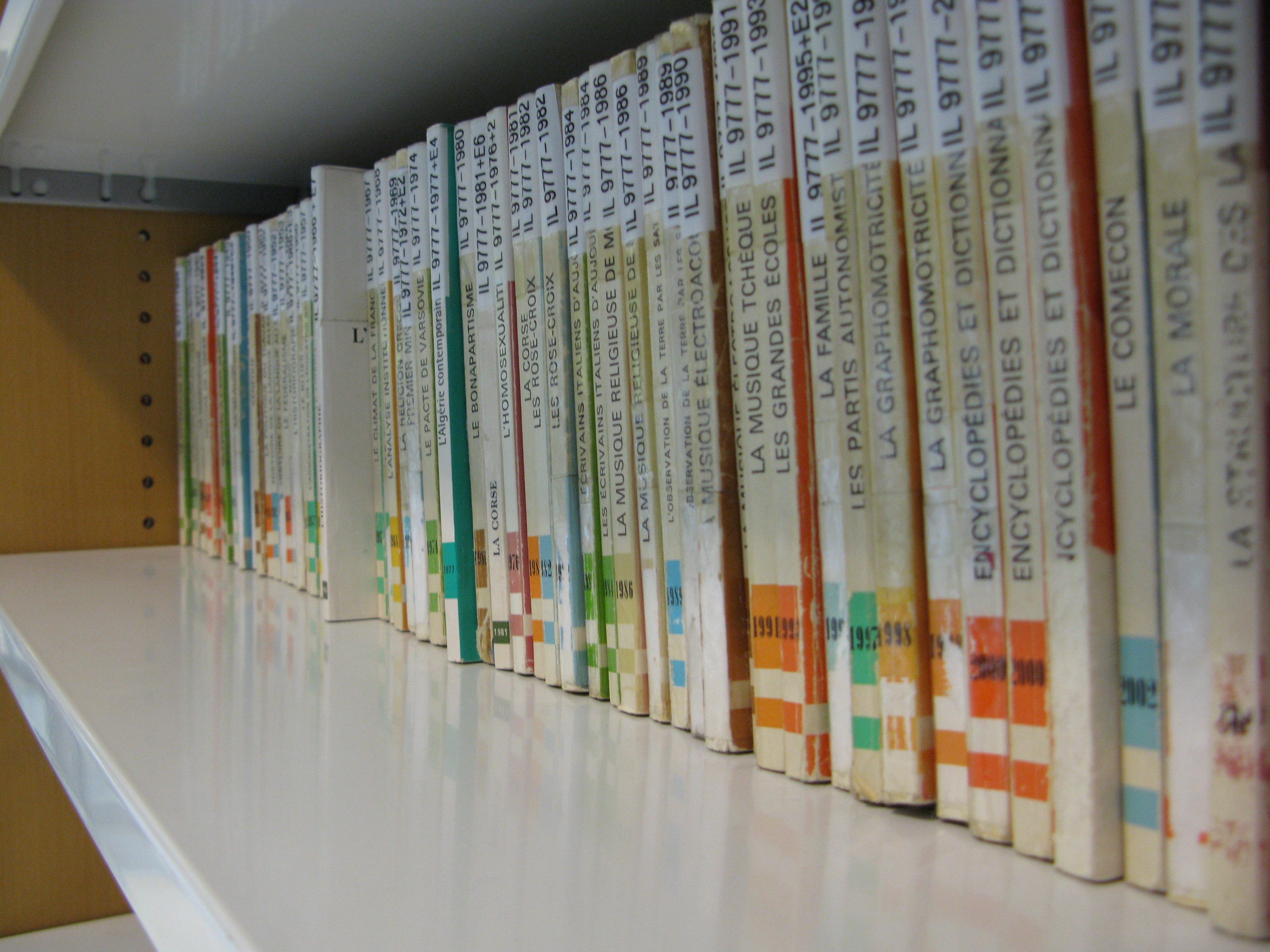
Une petite portion des 3000 volumes de l'encyclopédie « Que sais-je ? ».

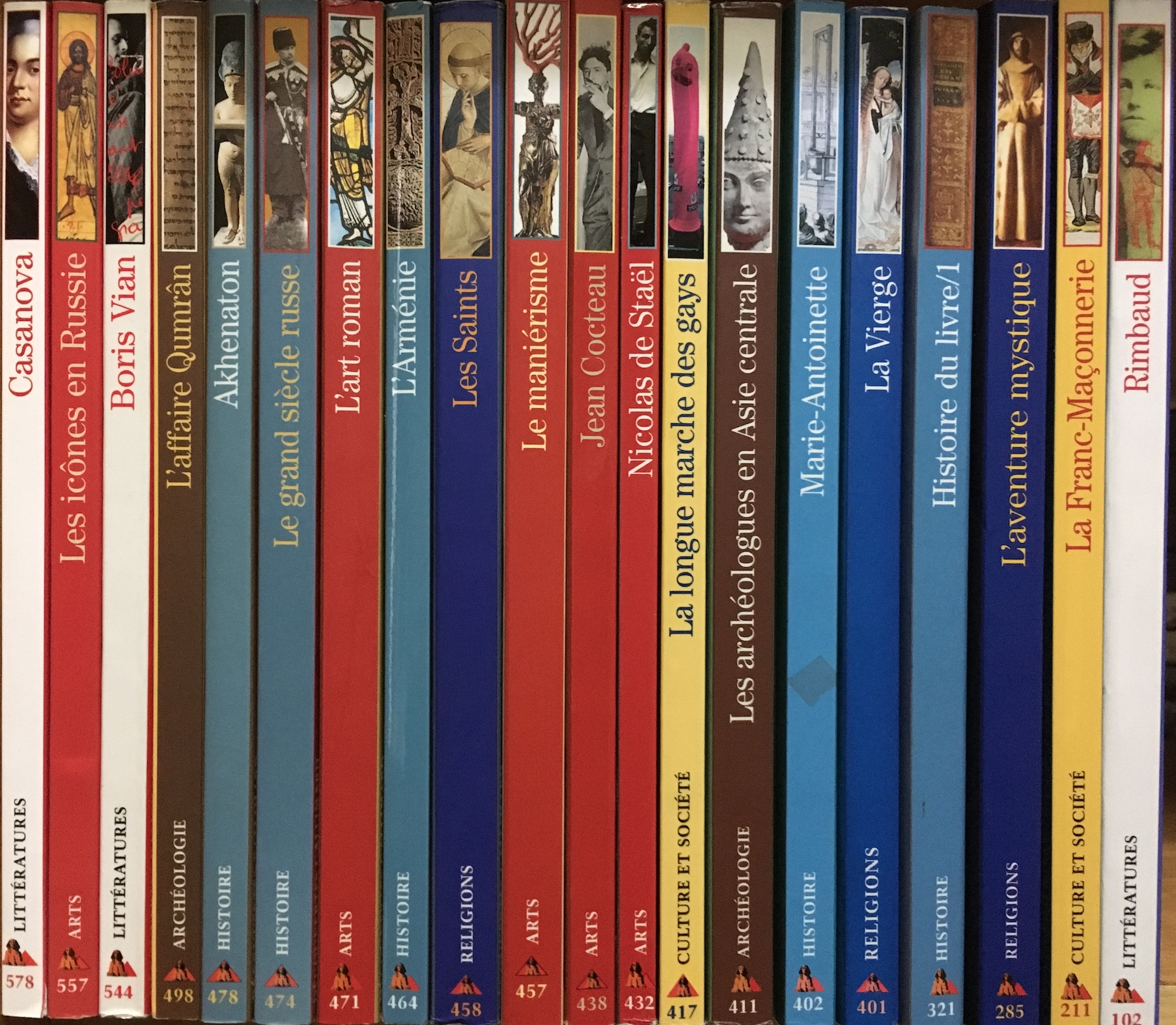
« Découvertes Gallimard », une collection encyclopédique avec une « décoration visuelle » spécifique.

- En 1823, l'avocat Eustache-Marie Courtin lance la publication de l'Encyclopédie moderne, en 24 volumes in-octavo (1823-32). Une 2e édition a lieu simultanément à Bruxelles, augmentée d'articles biographiques, dont l'édition parisienne était totalement dépourvue. L'ouvrage est réédité avec un supplément en 1841-42. Léon Renier dirige une nouvelle édition de cette encyclopédie entre 1861 et 1865[119].
- En 1832, l'éditeur Ambroise Firmin Didot lance un Dictionnaire de la conversation et de la lecture: répertoire des connaissances usuelles, dont le titre, le format et l'ordonnancement des matières sont empruntés au Conversations-Lexikon publié par l'éditeur Brockhaus et très populaire en Allemagne. Rédigé sous la direction de William Duckett, cet ouvrage compte 52 volumes in-octavo (Paris, Belin-Mandar, 1832-1839)[n 22]. L'auteur ne fait pas mystère de ses sources : dans la liste des collaborateurs, on trouve notamment les noms de Diderot, Jaucourt et Montesquieu. Cet ouvrage sera ensuite augmenté de 16 volumes (1853-1860), auxquels s'ajoutera un supplément de 5 volumes consacré aux événements récents (1864-1882). Une édition abrégée du Dictionnaire est également rédigée « à l'usage des dames et des jeunes personnes », en 10 volumes (1841)[n 23].
- Nicolas Roret lance en 1821 une collection de manuels techniques très complets, connue comme l'Encyclopédie Roret. La publication se poursuivra jusqu'en 1939 avec plus de 300 titres, mais certains ne sont que des reprises de titres publiés ailleurs[120].
- Pierre Leroux et Jean Reynaud publient une Encyclopédie nouvelle (1833-1847) qui véhicule une idéologie progressiste et saint-simonienne[121], mais qui restera inachevée.
- Pierre Larousse lance en 1863, sous forme de fascicules, le Grand Dictionnaire géographique, mythologique, bibliographique, littéraire, artistique, scientifique du XIXe siècle, qui se transformera en Grand dictionnaire universel du XIXe siècle (1866-1877). Cet ouvrage, qui compte 17 volumes et plus de 20 000 pages, mobilise 89 collaborateurs — mais les articles ne sont pas signés — et « demeure une incontournable référence sur son époque »[120]. Il aura un énorme impact social. Ses positions anticléricales avouées lui vaudront d'être mis à l'Index par l'Église. Le Grand Dictionnaire de Pierre Larousse, révisé par Claude Augé, est publié sous le titre Nouveau Larousse illustré (7 vol., 1897-1904 + un supplément en 1907). En 1906 paraît le Petit Larousse illustré, dictionnaire encyclopédique en un volume comportant une section sur les noms communs, une autre sur les noms propres et une section centrale de pages roses consacrées aux locutions latines et étrangères. Ce dictionnaire fréquemment réédité se répandra dans tout le monde francophone et fera du terme « Larousse » un nom commun pour désigner un dictionnaire[122]. Son tirage oscille entre 400 000 et 600 000 exemplaires par an et peut même atteindre le million dans les « années fastes »[123]. Le Larousse du XXe siècle en 6 volumes, publié entre 1928 et 1933, est suivi par le Grand Larousse encyclopédique (10 vol., 1960-1964), auquel fait bientôt suite la Grande Encyclopédie Larousse en 21 volumes (1971-1976). En 1982 paraitra le GDEL (Grand Dictionnaire Encyclopédique Larousse) en 10 volumes (variantes en 15 volumes aussi) puis son équivalent réactualisé en 1986 sous un nouveau nom à savoir, le GLU (Grand Larousse universel) avec un découpage exclusivement fait en 15 volumes. Ce GLU demeure à ce jour la dernière édition d'un ouvrage de cet envergure par les éditions Larousse (la publication papier s'arrêta vers 1997 environ).
- Ferdinand-Camille Dreyfus et Marcellin Berthelot visent un public de chercheurs et d'érudits avec La Grande Encyclopédie (31 vol., 1886-1902). Les articles sont signés par des experts et accompagnés de bibliographies fouillées, avec une attention particulière aux sujets scientifiques et techniques[124]. Cet ouvrage sera qualifié de « mise au point didactique générale de haute tenue, comparable à la Britannica du temps »[125].
- Alfred Mézières publie une Encyclopédie universelle du XXe siècle (12 vol., 1908-10), qui met l'accent sur des sujets d'actualité et des personnalités[126].
- Paul Guérin publie le Dictionnaire des dictionnaires. Lettres, sciences, arts, encyclopédie universelle (1884-1890) en 6 volumes, qui est particulièrement soigné au plan lexicographique.
- Le Dictionnaire encyclopédique Quillet (1934) sert de base à l'Encyclopédie Grolier en 15 volumes, qui est vendue au Canada à partir des années 1960.
- L'Encyclopédie française de Lucien Febvre et Anatole de Monzie (20 vol., 1935-1966) adopte un ordre thématique plutôt qu'alphabétique et se donne pour mission de « rendre sensible à tous la liaison réciproque de toutes les disciplines[122] » ; afin de pouvoir accueillir de nouveaux développements, cette encyclopédie est livrée en feuillets reliés à l'intérieur d'un classeur.
- La maison Gallimard crée l'Encyclopédie de la Pléiade, prestigieuse collection dirigée par Raymond Queneau, où seront publiés 49 volumes organisés selon de grandes classes thématiques et présentant de solides exposés. Tout comme l'Encyclopédie française, cette entreprise refuse d'« entasser des faits » et veut plutôt offrir « une synthèse véritable »[127]. Imprimés sur papier bible, ces volumes paraîtront de 1956 à 1991. Ce sera un échec commercial[52].
- Optant pour de courtes monographies, les Presses universitaires de France (PUF) lancent en 1941 la collection « Que sais-je ? », dont tous les ouvrages sont au format unique de 128 pages. Cette collection compte en 2022 plus de 1 568 titres disponibles dans le commerce.
- Quid, dont la première édition paraît en 1963, est un ouvrage encyclopédique condensé du genre annuaire, offrant un maximum d'informations en un seul volume, s'attachant surtout à des données chiffrées et de caractère pratique (dernière édition imprimée en 2007).
- En réponse à la place prépondérante qu'occupe la maison Larousse, le Club français du livre s'allie avec l'éditeur américain de la Britannica pour publier l'Encyclopædia Universalis, en 20 volumes (1968-1975). Les articles sont signés par des experts. Cet ouvrage acquiert vite une position majeure dans le domaine francophone. Sont publiés 7 éditions en tout, la dernière imprimée datant de 2012 (30 volumes au total).
- L'Encyclopédie Bordas en 23 volumes est éditée par les éditions Bordas (encyclopédie très majoritairement rédigée par Roger Caratini à partir de 1968 ; achevée en 1975). La seule encyclopédie thématique de cette époque (non alphabétique) qui était en vente ; elle résultait d'un travail journalier effectué par Roger Caratini durant quinze heures par jour pendant sept ans avec l'aide de sa femme et d'un secrétaire. Selon le journal Le Monde, les éditions Bordas en vendront plus de 3 millions d'exemplaires. En 1988, Roger Caratini gagna un procès contre les éditions Bordas pour avoir, dans les années 1980, changé en totalité le contenu de "son" encyclopédie en n'en modifiant que légèrement son titre.
- Un consortium d'éditeurs franco-belgo-suisse publie l'Encyclopédie Alpha sous forme de fascicules qui peuvent être reliés en volumes (15 volumes sont publiés dans les années 1970).
- « Découvertes Gallimard », dont la première édition paraît en 1986, est une collection encyclopédique illustrée au format poche, avec une « décoration visuelle » spécifique. Sans plan systématique, elle rassemble plusieurs centaines de monographies dues à des spécialistes reconnus dans leur discipline, qui sont associés étroitement à la mise en scène graphique de leur texte.
- L'Université de tous les savoirs, 6 volumes, Éditions Odile Jacob, Paris, 2000-2001.

Grèce
- Enkuklopaideia de Politis (6 vol., 1890-1902).

Iran
- Encyclopédie persane, basée en partie sur l'américaine Columbia Viking Desk Encyclopedia (2 vol., 1955-1996).

Israël
- Encyclopédie hébraïque (32 vol., 1944-1980).

Italie
- Antonio Bazzarini publie le Diccionario emciclopedico delle scienze, lettre ed arti (16 vol., Venise, 1824-1837).
- L'Enciclopedia Italiana di scienze, lettere ed arti appelée couramment "la Treccani" (36 vol., 1925-1936) est un ouvrage majeur, dirigé par Giovanni Gentile, et superbement illustré grâce à un important appui financier de l'État italien.
- L'Enciclopedia del Novecento (7 vol., 1975-1984) est reconnue pour ses articles thématiques très fouillés, signés par des sommités internationales.

Japon
- Le philosophe Nishi Amane (1829–1897) compile la première encyclopédie japonaise moderne, la Hyakugaku renwa, qui fait une large place à l'histoire et à la philosophie, et dont l'esprit s'inspire des théories d'Auguste Comte et John Stuart Mill.
- L'éditeur Sanseido publie la Nihon Hyakka Daijiten (Grande encyclopédie japonaise) en 10 volumes (1908-1919).
- La maison Heibonsha publie le Dai-Hyakka Jiten (Grande encyclopédie) (28 vol., 1931-1934), qui deviendra la Sekai Dai-Hyakka Jiten ou Grande encyclopédie mondiale (32 vol., 1955-1959.

Liban
- Boutros al-Boustani publie la première encyclopédie moderne en arabe, Al-Muhit al Muhit (« l'océan des océans »), qui paraît d'abord à Beyrouth (1876-87) puis au Caire (1898-1900), et qui sera rééditée en 1956 à Beyrouth[128].

Pays-Bas
- La Geïllustreerde encyclopaedie (16 vol., Amsterdam 1868-1881 et 1884-1888) deviendra la Winkler Prins' Geïllustreerde encyclopaedie (16 vol., Amsterdam 1905-1913 et 1914-1924), puis la Winkler Prins Algemeene encyclopaedie (16 vol., Amsterdam: 1932-1935), la Winkler Prins Encyclopaedie (18 vol., Amsterdam: 1947-1954), la Grote Winkler Prins encyclopedie (26 vol., Elsevier: Amsterdam 1990-1999). Suppléments en 1888, 1955, 1960, 1969, 1976, 1984, 1994 et 2002; annuaires (jaarboeken) 1951-2013.
- La Eerste Nederlandse Systematisch Ingerichte Encyclopaedie (Première encyclopédie néerlandaise organisée systématiquement) (10 vol., Amsterdam: 1946-1952)
- De Katholieke Encyclopaedie (25 vol., Amsterdam: 1933-1939 et 1949-1955).
- Grote Nederlandse Larousse Encyclopedie (25 vol., ’s-Gravenhage: 1972-1979).

Pologne
- La maison Orgelbrand fait paraître la Encyklopedja powszechna (28 vol., 1858-1868), qui sera rééditée en 18 volumes en 1898-1912.

Russie
- Le journaliste A. Starchevskii publie à Saint-Pétersbourg la Spravochnii entsiklopedeskii slovar (12 vol., 1847-55), qui doit beaucoup à la Brockhaus.
- La Nastol'nyo slovar' dlya spravok po vem otraslyam znaniya (3 vol., 1863-66), également publiée à Saint-Pétersbourg, soigne particulièrement les biographies.
- Un consortium d'éditeurs germano-russe publie l'imposante Brockhaus et Efron (86 vol., 1890-1906).
- L'initialement modeste Entsiklopedicheskii slovar (8 vol., 1895) se révèle tellement populaire qu'elle sera considérablement développée au cours de ses rééditions successives (59 vol., 1910-1948)[129].
- La Bol'shaia sovetskaia entsiklopedia (Grande Encyclopédie soviétique) (65 vol., 1926-1947), décrite comme « ouvertement marxiste-léniniste et fondamentalement nationaliste »[130], publie une seconde édition considérée comme moins biaisée politiquement (53 vol., 1950-1958)[118].

Turquie
- La grande bibliographie encyclopédique Kashf al-zunun, rédigée par Hadjdji Khalifa (mort en 1657) est éditée et imprimée dans le texte arabe original (1835-1858).

#### Encyclopédies nationales
Certaines encyclopédies portent sur les réalités propres à une entité politico-culturelle spécifique insuffisamment couverte par les encyclopédies générales. Ce peut être :
- un pays : Australian Encyclopedia (2 vol., 1925) ; Encyclopédie belge (1934) ; Encyclopædia Iranica (1985-) ; Canada. An encyclopaedia of the country (5 vol., 1898-1899) et L'Encyclopédie canadienne (3 vol., 1985) ; Nihon Dai-Hyakka Zensho aussi appelée Encyclopedia Nipponica (25 vol., 1984-1989) ; Kullana Kulturali (« Collier culturel »), encyclopédie en maltais sur Malte (1999-2005) comptant 72 fascicules[131] ;
- un empire colonial : Encyclopaedie van Nederlandsch-Indië (4 vol., 1917-1940) ; Grande encyclopédie de la Belgique et du Congo (1938) ; Encyclopédie coloniale et maritime (1941-) ;
- une entité culturelle disséminée dans plusieurs pays : Jewish Encyclopedia (12 vol., New York, 1901-1906) ; The universal Jewish encyclopedia (11 vol., New York, 1939-1944) ; Encyclopaedia Judaica (26 vol., Jérusalem, 1971-1994) ; Encyclopédie berbère (24 vol., 1984-).

#### Encyclopédies spécialisées

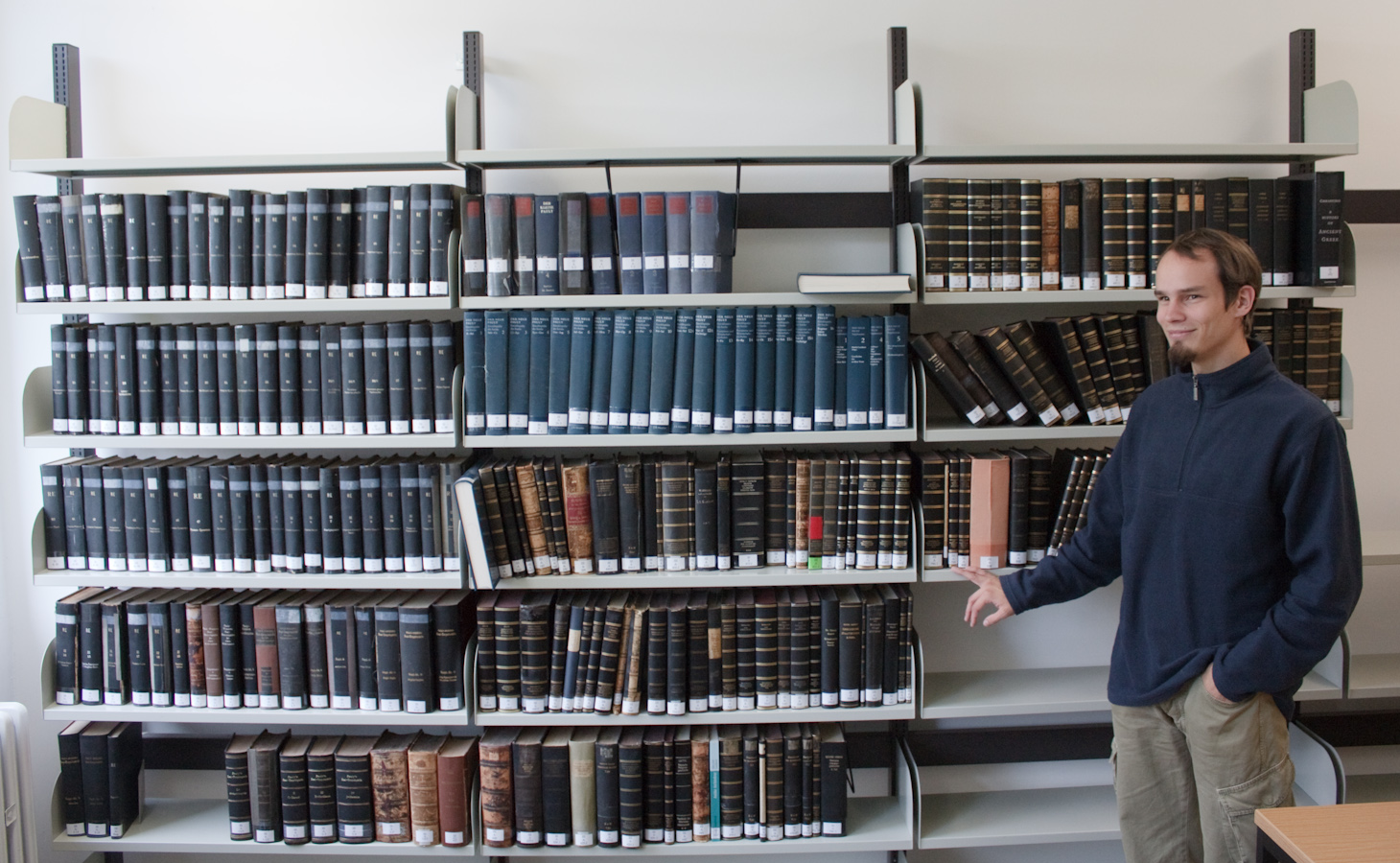
Realencyclopädie der classischen Altertumswissenschaft : une colossale encyclopédie spécialisée sur le monde gréco-romain.

Alors que les éditeurs d'encyclopédies générales se trouvent confrontés au double défi du numérique et de l'apparition d'encyclopédies en accès libre (voir ci-dessous), les encyclopédies spécialisées constituent un secteur toujours très dynamique. Celles-ci se multiplient dans tous les domaines :
- Enzyklopädie der philosophischen Wissenschaften (Encyclopédie des sciences philosophiques), publiée en 1817 à Heidelberg par le philosophe allemand Hegel ;
- Encyclopédie Catholique (18 vol., 1839) ;
- Encyclopédie théologique (171 vol., 1844-1866), par l'abbé Migne, considérée comme « un des grands monuments du siècle[120] » ;
- Encyclopédie du jeune âge (1853), par Pierre Larousse, qui préfigure les nombreuses encyclopédies destinées à la jeunesse ;
- Dictionnaire encyclopédique et biographique de l'industrie et des arts industriels (8 vol., 1881-1891), sous la direction de O.E. Lami ;
- Realencyclopädie der classischen Altertumswissenschaft, encyclopédie allemande consacrée à l'Antiquité classique et dont la 3e édition (1890-1978) compte 83 volumes (plus un volume d’index).
- Encyclopédie anarchiste (4 vol., 1925-1934) ; Géographie universelle (10 vol., 1990-1996) ; Encyclopédie Cousteau (20 vol., 1976) ; Encyclopédie des ouvertures d'échecs, Encyclopédie des planètes extrasolaires, etc.

En décembre 2013, le catalogue de la Bibliothèque nationale de France répertoriait quelque 25 808 titres de type encyclopédique.

### Ère numérique
L’ordinateur se révèle dès les débuts de l'informatique extrêmement utile pour le travail sur les textes. En 1946, Roberto Busa en perçoit l’intérêt pour l’établissement d’un index des œuvres de Thomas d’Aquin, frayant ainsi la voie aux humanités numériques. 
Grâce à ses possibilités de calcul, l'ordinateur devient en effet un outil incomparable pour le projet encyclopédique : il permet de trouver en une fraction de seconde toutes les occurrences d'un mot parmi des millions d'autres ; l'efficacité de l'accès alphabétique est maximisée par le jeu des hyperliens, qui permettent au lecteur de sauter rapidement d'un élément à un autre, ce qui facilite beaucoup l'accès aux données ; les capacités multimédia inhérentes au numérique permettent d'ajouter à tout article des documents sonores, des images, des vidéos et des animations, ce qui augmente l'attrait de ces ouvrages et facilite la compréhension de données complexes. Enfin, la facilité des opérations de mise à jour est un atout considérable par rapport à la version imprimée.
Les encyclopédies se sont multipliées pour suivre le rythme d'accroissement des connaissances. La révolution numérique a facilité la mise à jour, la consultation et la dissémination des encyclopédies mais, s'est révélée fatale pour la plupart des encyclopédies classiques imprimées ou pour les encyclopédies vendues en formats DVD-ROM, à partir du moment où des encyclopédies en ligne gratuites comme Wikipédia imposaient leurs modèles. 

#### Encyclopédies sur CD-ROM et DVD
Le CD-ROM est commercialisé à partir de 1984. En moins de dix ans, les encyclopédies commencent à adopter ce support. Le succès sera tel que, dès 1993, les ventes d'encyclopédies sur CD-ROM dépassent celles des encyclopédies sur papier. 
Les principales encyclopédies sur ce support ont été :
- l'Academic American Encyclopedia publiée par Grolier en 1985 est la première encyclopédie sur CD-ROM, mais elle ne comprend pas de multimédia ;
- la Compton's Encyclopedia (1989) est la première encyclopédie multimédia sur ce support; il s'agit en fait d'une version allégée de la prestigieuse Britannica[n 25] ;
- en 1993, Microsoft entre dans la course en livrant une version de son encyclopédie Encarta avec le système d'exploitation Windows. Cette encyclopédie multilingue est basée sur la populaire Funk & Wagnalls, Collier's et New Merit Scholar; elle cesse d'être publiée en 2009 ;
- en 1994, la Britannica est vendue sur CD-ROM, mais la consultation exige l'installation de Netscape sous Windows 95, ce qui rend ce produit obsolète sur les machines ultérieures ;
- à partir de 1995, l'Encyclopædia Universalis sur CD-ROM est fournie en complément de l'édition imprimée ; le découplage des deux versions se fait à partir de 2004 ; une nouvelle version paraît chaque année jusqu'en 2012 (version 17 sur CD-ROM) et jusqu'en 2016 en DVD (version 21) ;
- l'Encyclopédie Hachette Multimédia tente également, mais un peu tard, du fait d'un retard d'adaptation vis-à-vis de la concurrence et du public, une édition en support numérique (1999-2007).

#### Encyclopédies en ligne

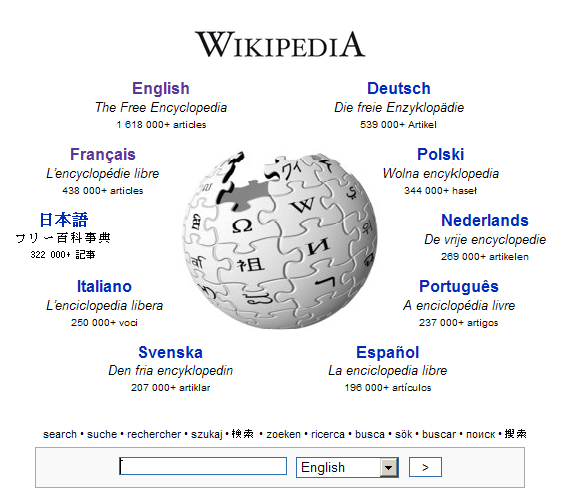
En février 2007, le projet Wikipédia était déjà solidement implanté.

Le Web, qui commence à se répandre en 1993, se révèle un support bien supérieur au CD-ROM grâce à son ubiquité d'accès : cette caractéristique est d'autant plus valorisée que va se répandre le téléphone mobile intelligent à la fin des années 2000 qui sera suivi, dès 2010, par la tablette tactile. Si l'on ajoute à l'instantanéité de l'accès l'extrême facilité des opérations de mise à jour et de copier-coller que permet le Web, on comprend l'intérêt de ce support pour un éditeur d'encyclopédie et son attrait pour les usagers.
L'Academic American Encyclopedia, qui était accessible par Internet depuis 1983 via CompuServe, rejoint la plateforme Web en 1995 en même temps que la Britannica. Ces deux encyclopédies sont disponibles moyennant un abonnement annuel. Au Japon, l'éditeur Heibonsha rend accessible via Internet sa grande encyclopédie sous le titre Netto de Hyakka dès 1999. En France, l'éditeur de l'Encyclopædia Universalis commence à explorer ce nouveau support dès 1999, pour les abonnés institutionnels.
En janvier 2001, Jimmy Wales et Larry Sanger lancent Wikipédia. Mettant en pratique les idées du théoricien du logiciel libre Richard Stallman, cette encyclopédie se définit comme libre d'accès, multilingue, universelle et librement réutilisable. Elle est fondée sur la technologie du wiki inventée en 1995, qui permet de créer de nouvelles « pages » très facilement et de conserver en archives tous les états d'un texte. La réussite de Wikipédia est due à la fois à son fonctionnement collaboratif déterritorialisé, ainsi qu'à quelques principes fondamentaux : la neutralité de point de vue exige que le rédacteur se situe dans le domaine du savoir et non de la croyance ; les articles sont rédigés de façon collaborative et peuvent être modifiés en tout temps ; les interactions entre les collaborateurs sont régies par des règles de savoir-vivre et de convivialité ; le contenu en est librement réutilisable, selon le principe de la licence libre ; le projet étant par définition encyclopédique, il exclut toute information non référencée par des sources crédibles et vérifiables. Un autre atout important est la barre multilingue, qui permet à un usager de passer instantanément, pour un même article, à son traitement dans une aire linguistique et culturelle différente. Wikipédia compte 7 009 586 articles dans sa version anglaise et 2 691 010 articles en français, offrant ainsi une couverture encyclopédique bien plus vaste que n'importe quel autre projet, ce qui attire en moyenne plus de 20 millions de visiteurs par jour sur la seule version française. À titre de comparaison, Encarta avait 62 000 articles en 2008, tandis que Universalis en propose 34 400 en ligne. Quant à l'Encyclopædia Britannica, elle en offre 120 000 en ligne, accompagnés d'un riche appareil multimédia.[Passage à actualiser]
Comme Wikipédia se décline en 341 langues et dialectes, elle permet à des communautés, même réduites, d'inventorier les ressources de leur culture et de les faire connaître, aidant à sauvegarder et à développer la mémoire culturelle qui leur est propre, qu'il s'agisse du haoussa, du kikuyu, du lingala ou du papiamento.
En Chine, où Wikipédia a d'abord été bannie de façon sélective avant d'être totalement bloquée en 2019, deux grandes encyclopédies construites sur le même modèle, Hudong (2005) et Baidu Baike (2006), ont dépassé les cinq millions d'articles. Dans le monde arabe, Marefa (2007) offre un accès gratuit à des ressources encyclopédiques en ligne ainsi qu'à une vaste collection de livres et de manuscrits.
Les encyclopédies imprimées classiques ont beaucoup de mal à soutenir la concurrence du numérique. En 2007, Quid publie sa dernière édition. La Brockhaus Enzyklopädie, encyclopédie allemande de référence, abandonne l'édition papier en 2009. La Britannica, dont la dernière édition imprimée date de 2010, annonce le 15 mars 2012 qu'elle ne publiera plus de version sur papier. L'abonnement à sa version en ligne, qui compte 120 000 articles, coûte 70 $ par an. L'Encyclopædia Universalis, qui avait publié une 6e édition entièrement refondue en 30 volumes en 2008 et une 7e en 2012, annonce fin 2012 qu'elle abandonne à son tour la version imprimée. En revanche, avec son projet Print Wikipedia, l'artiste américain Michael Mandiberg a imprimé 106 des 7 473 volumes de la Wikipédia en anglais telle qu'elle existait le 7 avril 2015. De même, en France, le CNRS a lancé en 2020 une nouvelle encyclopédie, Sciences, qui devrait avoisiner quelque 800 ouvrages imprimés couvrant un large panel de connaissances humaines.
De nombreuses bases de données et encyclopédies spécialisées font leur apparition et la liste d'encyclopédies sur Internet s'allonge constamment.

### Développements connexes

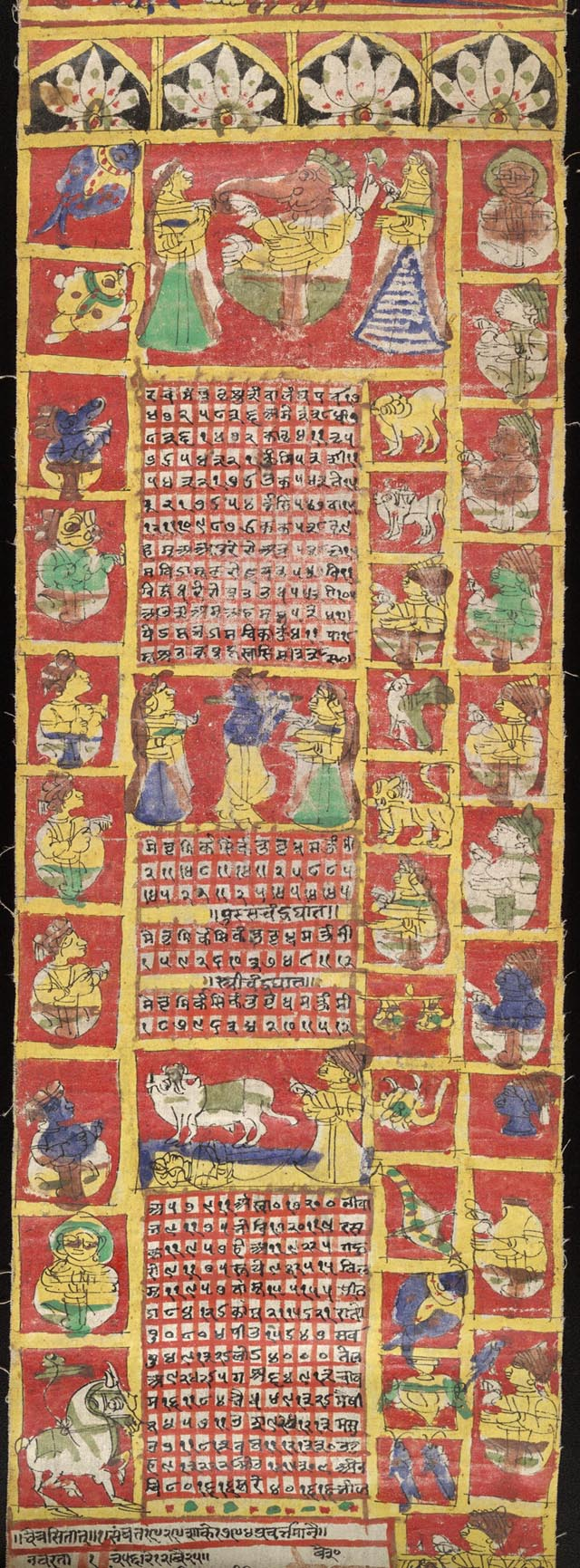
Almanach hindou pour les années 1871-1872.

La volonté de totalisation du savoir, qui est à la base du projet encyclopédique, peut prendre d’autres formes, en fonction de l’objet à représenter et des objectifs poursuivis.
Les premières tentatives encyclopédiques apparaissent sous la forme d'une liste, tel le « Catalogue des vaisseaux » dans l'Iliade (IXe siècle av. J.-C.), qui répertorie les forces en présence lors de la guerre de Troie. Une autre forme de liste, les annales, enregistre les événements historiques de façon chronologique. Il se produit encore aujourd'hui de nombreux ouvrages de ce genre, tels Chronologie universelle d'histoire, Famous first facts ou le populaire Livre Guinness des records.
L'almanach répertorie sous forme de calendrier des informations diverses relatives à la vie quotidienne : phases de la lune, lever et coucher du soleil, alternance des saisons, etc. Il a longtemps été pour des couches importantes de la population le répertoire des connaissances de base et il s'en est même publié sous forme de pictogrammes à l'usage des analphabètes.
La représentation de type plan que fournit la carte est parfaitement adéquate pour représenter les positions respectives de divers objets dans un ensemble fini. Dès l’Antiquité, la carte géographique était essentielle aux commerçants et aux navigateurs ainsi qu’aux souverains désireux de baliser leur empire. La métaphore de la carte s’est maintenant étendue à la cartographie génétique qui détermine les positions relatives d’une séquence d’ADN sur un chromosome.
La métaphore de l’arbre, qui a inspiré les premiers procédés de classement avec l'Arbre de Porphyre, est particulièrement adéquate pour représenter l’évolution du vivant. Elle sert de structure au Tree of life web project, qui a pour but de rassembler une collection d’informations au sujet de la biodiversité et de recenser tous les organismes, qu’ils soient encore vivants ou qu’ils aient disparu.
L'avènement des bases de données a ouvert de nouvelles possibilités à la volonté de savoir. Certains considèrent le monde comme un « énorme problème de données » qu'il importe de rassembler, catégoriser et offrir à des clients éventuels. Les méthodes d'exploration de données (data mining) permettent d'extraire des configurations inattendues et sémiotiquement valides à partir d'énormes amas de données factuelles considérées jusque-là comme étant sans valeur. Grâce à leur présentation sous forme visuelle, les résultats ainsi obtenus peuvent être globalement appréhendés d'un coup d'œil ou explorés à loisir en fonction des besoins de l'usager. Le développement du web sémantique permet aussi d'envisager un modèle d'organisation de certains champs du savoir qui soit véritablement transnational et translinguistique, comme dans Wikidata, qui assure la mise à jour immédiate des données factuelles dans toutes les versions de Wikipédia.

## Caractéristiques

### Organisation

#### Ordre thématique
Jusqu’au XVIIe siècle, le projet encyclopédique avait vocation à présenter une synthèse globale du savoir dans un ouvrage que le lecteur était censé lire du début à la fin afin de se l’assimiler en profondeur. L'organisation en était donc nécessairement thématique, afin de faciliter dans l'esprit du lecteur l'établissement de liens entre les divers éléments. Comme cette ambition devient irréaliste avec l'expansion du champ des connaissances, le projet encyclopédique cèdera finalement à la commodité offerte par un classement alphabétique, mais non sans que cela suscite de nombreuses critiques et controverses.

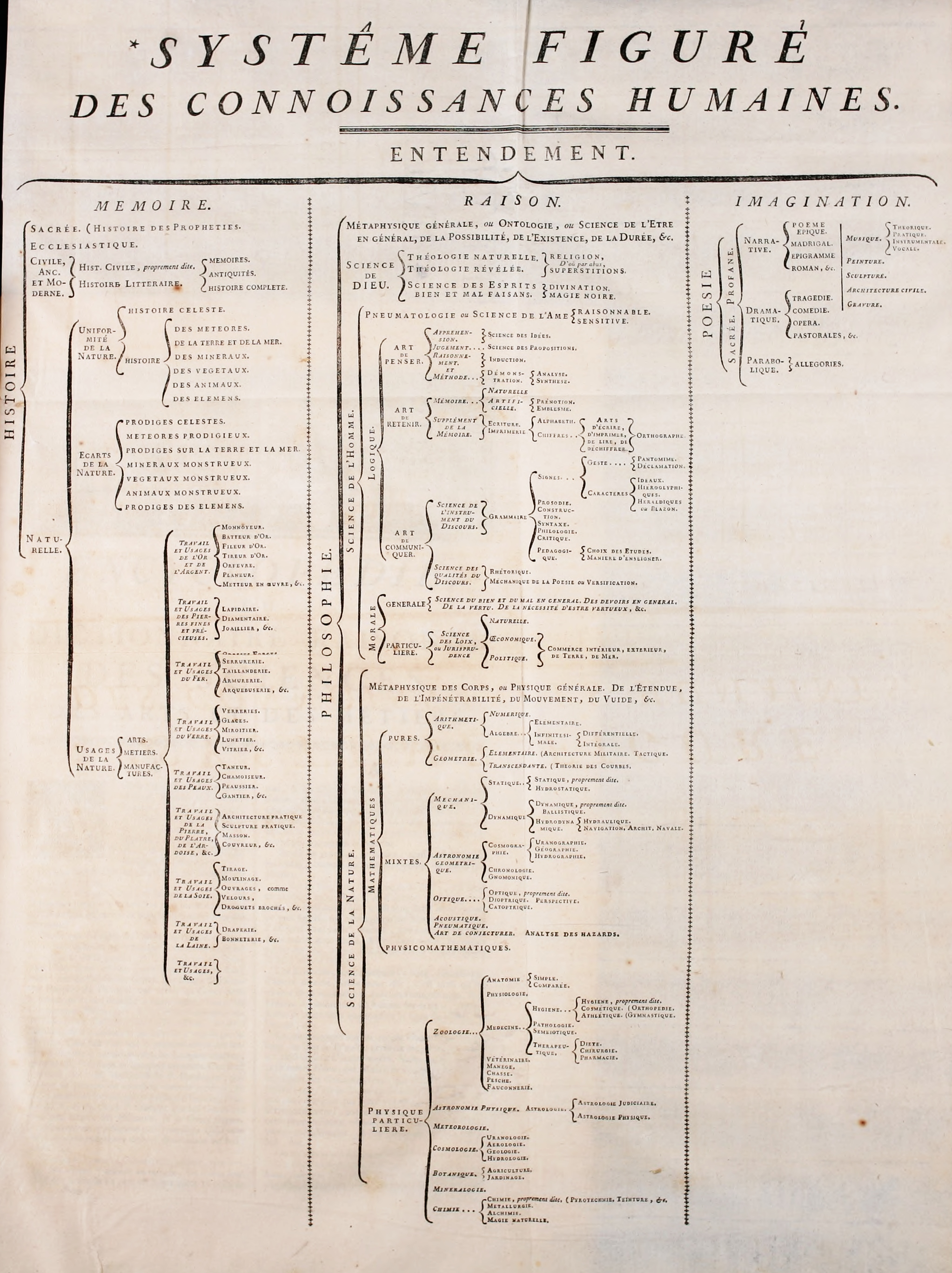
Système figuré des connaissances humaines dans l’Encyclopédie.

Dans le Consilium de Encyclopædia nova conscribenda methodo inventoria (1679), Leibniz, qui s’est intéressé aux règles combinatoires de Raymond Lulle, renonce à la possibilité d’appliquer celles-ci à la rédaction d’une encyclopédie. Au lieu d’une organisation thématique rigoureuse qui enchaînerait l’ensemble des connaissances en affectant à chaque élément de contenu une place unique, Leibniz « compare une encyclopédie à une Bibliothèque comme inventaire général de toutes les connaissances […] Il rappelle que l’encyclopédie devrait avoir beaucoup de renvois d’un lieu à un autre, étant donné que la plupart des choses peuvent être vues sous différentes perspectives […] Et ceux qui rangent une Bibliothèque ne savent pas bien souvent où placer quelques livres, étant suspendus entre deux ou trois endroits également convenables ».
La pensée de Leibniz était connue du philosophe et mathématicien d’Alembert qui a conçu avec Diderot l’organisation de l'Encyclopédie. Dans le Prospectus de l’Encyclopédie, Diderot annonce vouloir « former un arbre généalogique de toutes les sciences et de tous les arts, qui marquât l’origine de chaque branche de nos connaissances, les liaisons qu’elles ont entre elles et avec la tige commune, et qui nous servît à rappeler les différents articles à leurs chefs ». On considérait encore comme nécessaire de proposer une vue synthétique du savoir et il était certes utile que le maître d’œuvre d’un projet aussi colossal dispose de repères pour distribuer le travail de rédaction entre les divers collaborateurs en fonction de leur expertise respective. Toutefois, l'Encyclopédie se contente de présenter un tel tableau (voir image ci-contre) sans l'adopter dans l'exposé des articles, qui suivent un ordre alphabétique. Par la suite, le projet ancien de hiérarchisation des connaissances est abandonné, sauf à des fins de classification. Il n'est déjà plus présent dans la première édition de la Britannica en 1771 :
Quand la première édition de la Britannica omit d'inclure une carte des sciences, cela passa pour de la paresse ; mais dès le début du XIXe siècle, elle produisit dans une édition subséquente une justification philosophique de cette omission, liquidant par le fait même un aspect non négligeable de la vision encyclopédique qui guidait la Cyclopaedia et l'Encyclopédie.
Même si l’ordre alphabétique est largement plébiscité par les lecteurs de l'Encyclopédie, des encyclopédies thématiques continueront à paraître au XXe siècle, notamment l'Encyclopédie de la Pléiade et l'Encyclopédie française.

#### Ordre alphabétique
L'ordre alphabétique, dont l'adoption commence à se répandre vers la fin du XVIIe siècle, est mieux adapté aux attitudes de lecture qui se développent et s'épanouissent au siècle des Lumières. Alors que l'accent était traditionnellement mis sur un modèle intensif de lecture, impliquant la nécessité pour le lecteur de s'assimiler en profondeur le contenu de ses lectures, on voit alors se répandre un modèle « extensif » où le lecteur préfère étendre l'éventail de ses lectures plutôt que de relire toujours les mêmes textes.
Soucieux de faciliter le travail du lecteur, Diderot précise : « on a traité des sciences et des arts de manière qu’on n’en suppose aucune connaissance préliminaire ; qu’on y expose ce qu’il importe de savoir sur chaque matière ; que les articles s’expliquent les uns par les autres. » C’est cette même préoccupation qui lui fait adopter un ordre alphabétique. En outre, celui-ci donne aux éditeurs une flexibilité nouvelle, leur permettant d’ajouter de nouvelles rubriques en fonction des avancées scientifiques sans avoir à en vérifier la cohérence avec une organisation préalable de l’ensemble. L’idée que le classement alphabétique offre une plus grande facilité d’accès à un large groupe de lecteurs est essentiellement une idée propre au XVIIIe siècle.

#### Critique de l'ordre alphabétique
Dans The Pickwick Papers (1866), Charles Dickens évoque une personne qui aurait tout appris sur la métaphysique chinoise à partir de l'Encyclopædia Britannica. Comme Mr Pickwick s'en étonne, son interlocuteur précise : « Il a lu sur la métaphysique sous la lettre M, et sur la Chine sous la lettre C, puis il a combiné ces informations ! »
L'adoption de l'ordre alphabétique est ainsi souvent dénigrée comme étant à la source d'un savoir hétéroclite, vain et superficiel. Nombreux sont les critiques qui répugnent à ce que le savoir soit débité en milliers d’articles classés en ordre alphabétique et qui s’inquiètent des effets que pourrait avoir cette fragmentation du savoir sur la formation des esprits. Comme le souligne un historien, « le passage d'un système thématique à un système alphabétique peut refléter un changement dans la vision du monde, une perte de la foi dans la correspondance entre le monde et le mot. Cela correspond évidemment aussi à un changement dans le mode de lecture ».
Dès 1771, la préface de l'Encyclopædia Britannica critique Diderot et d'Alembert pour avoir adopté un classement alphabétique et considère que c'était une « folie ». Mais cet ouvrage finira par l'adopter lui aussi dans une édition ultérieure, ce qui déclenchera une charge féroce de la part du poète et critique Samuel Taylor Coleridge, qui faisait partie de l’équipe de rédaction de l'Encyclopædia Metropolitana. Celle-ci s'en tient à l'ancien ordre thématique, ce qui causera son échec commercial vers 1840, car ce type d'organisation était déjà alors considéré comme un anachronisme vu qu'il était impossible à un individu d'embrasser l'ensemble du savoir.
La critique de l’ordre alphabétique n'est pas seulement motivée par des considérations d'ordre théorique, mais vient aussi du fait que, par sa facilité d’accès, ce genre d'organisation met le savoir à la portée des masses, court-circuitant de ce fait les institutions traditionnelles de transmission du savoir. Aux yeux de certains, les connaissances ainsi obtenues seraient en quelque sorte frappées d’illégitimité. Flaubert s’est fait l’écho de ces critiques dans son Dictionnaire des idées reçues, publié après sa mort, où l'on trouve ces entrées : « DICTIONNAIRE : En dire : N'est fait que pour les ignorants. » « ENCYCLOPÉDIE : En rire de pitié, comme étant un ouvrage rococo, et même tonner contre. » Cette critique sera explicitée sous forme romanesque dans Bouvard et Pécuchet (voir ci-dessous « Encyclopédie et fiction »).
Peu après la publication de ces critiques, des voix contraires s'élèvent pour souligner les avantages du « désordre alphabétique » non plus comme simple commodité mais comme facteur d'enrichissement intellectuel et de découvertes inattendues :

« Vous cherchez le sens d'un terme appartenant à la langue courante, vos regards tombent sur un article de philosophie ou s'égarent, au passage, sur une démonstration mathématique. Une question d'histoire vous préoccupe, et vous pensez à la résoudre ; mais une explication technique, soudain, vous barre la route, sollicitant votre attention. Résultante forcée d'une nomenclature sans bornes. L'esprit y trouve sa double satisfaction, puisqu'il pourra d'une fois contenter le premier objet de sa curiosité et recueillir des notions supplémentaires qu'il n'avait pas prévues. »

#### Organisation mixte

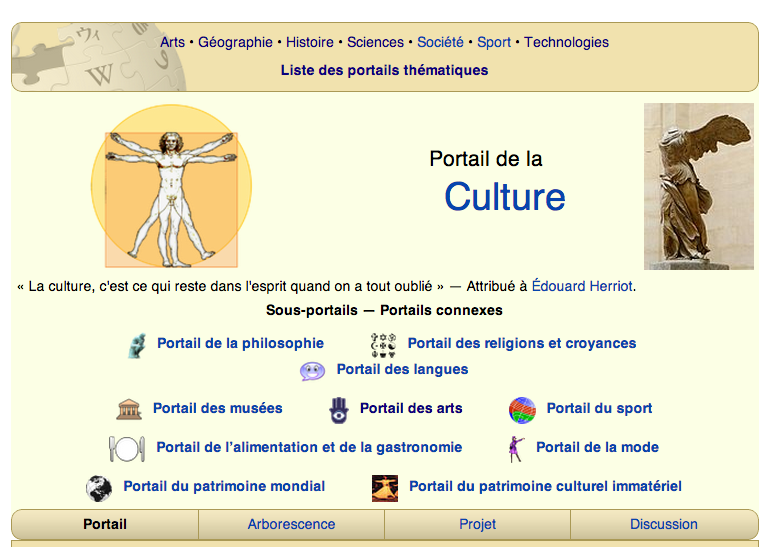
Portail de la Culture dans Wikipédia en français en 2012 (détail).

Cherchant un moyen terme entre les approches alphabétique et thématique, l'Encyclopædia Britannica adopte pour sa 15e édition (1974) un modèle hybride comportant trois ensembles : la Macropædia (17 volumes) qui développe en profondeur quelques centaines d’articles fondamentaux, la Micropædia (une encyclopédie ordinaire en 12 volumes contenant 65 000 articles classés en ordre alphabétique) et la Propædia (un vol.) qui organise et relie de façon thématique les contenus des deux autres.
L'arbitraire de l'ordre alphabétique est compensé dans l'Encyclopédie de Diderot par quatre types de renvois internes, qui peuvent être comparés à des hyperliens avant la lettre, grâce auxquels « chaque lecteur [...] peut, de connaissance en connaissance, de point en point, élaborer son propre chemin à travers l’infinité des parcours et des points de vue possibles. » Dans l'article Encyclopédie, Diderot présente une conception du savoir très éloignée du modèle rationnel et unifié de Bacon. Après avoir mentionné en début d'article que « le mot encyclopédie signifie enchaînement de connaissances », il expose une conception du savoir étonnamment moderne : « L’univers soit réel soit intelligible a une infinité de points de vue sous lesquels il peut être représenté, et le nombre des systèmes possibles de la connaissance humaine est aussi grand que celui de ces points de vue. » Une telle conception entraînera une réduction notable de la taille des articles au profit de leur multiplication (71 818), et de l'établissement de relations entre eux. Répondant manifestement aux attentes du public, ce découpage du savoir en petites unités prendra de la force au XXe siècle avec les propositions de Wells et Neurath (voir-ci-dessous). Elle débouchera sur les hypothèses prémonitoires de Vannevar Bush, la mise au point de l'hypertexte et la création du World Wide Web par Tim Berners-Lee.
Dans les encyclopédies en ligne, la question de l'ordre alphabétique est devenue non pertinente car le visiteur navigue le plus souvent à l'aide d'hyperliens qui lui permettent de suivre ses propres réseaux associatifs et de se construire un savoir répondant à ses intérêts et à ses capacités, selon les vœux de Diderot. Encore faut-il mettre en place divers moyens pour compenser la fragmentation inhérente à ce modèle et permettre à qui le souhaite de se donner une vue d'ensemble d'un domaine. La solution la plus simple est celle de l'encyclopédie Universalis, qui offre des cascades de menus déroulants dans lesquels les sujets sont regroupés de façon thématique, ce qui permet, par exemple, de faire défiler la liste de tous les écrivains d'un pays donné. La Britannica propose pour sa part un très sophistiqué « curseur temporel » (en anglais : timeline) qui permet d'explorer de grandes classes de sujets (architecture, art, écologie, vie quotidienne, littérature, etc.) à travers le temps en faisant défiler le curseur. À chaque sujet correspondent des dates importantes auxquelles sont attachées des fiches synthétiques sur lesquelles il est possible de cliquer pour se rendre à l'article détaillé.
Dans Wikipédia, chaque article est associé à une ou plusieurs catégories, de sorte que le lecteur peut facilement trouver tous les articles de la même catégorie ainsi que ceux des catégories connexes. Les articles sont également associés à la modalité de regroupement plus lâche que sont les portails. Ceux-ci, au nombre de 1 818 dans Wikipédia en français, sont des classes thématiques. Le lecteur intéressé peut ainsi explorer un domaine du savoir et en percevoir d'emblée toutes les ramifications.

### Types de contenu
Le contenu des encyclopédies est soumis à l'esprit du temps et aux limites du savoir en vigueur dans les sociétés où elles apparaissent. Ainsi les encyclopédies médiévales avaient le souci de localiser le Paradis sur une carte du monde, comme le fait Isidore de Séville. Le même auteur présente comme avérée l'existence de multiples variétés de monstres : cyclopes, cynocéphales, satyres, antipodes, lemnies (hommes sans tête, avec des yeux sur la poitrine ou les épaules), etc. Ces données seront reprises inlassablement durant des siècles. Encore en 1771, la première édition de la Britannica affirme que l'usage du tabac a pour effet de dessécher le cerveau et de le réduire à une petite masse noirâtre ; le même ouvrage contient aussi un article détaillé sur la nature et le contenu de l'Arche de Noé, sans doute copié/collé à partir d'un ouvrage ancien.
Rédigées par les intellectuels de leur temps, les encyclopédies ont longtemps privilégié le savoir abstrait au détriment des métiers et des techniques. La situation change radicalement en 1751 avec l'Encyclopédie de Diderot. De même, les encyclopédies ont longtemps banni les biographies de personnes vivantes. Celles-ci ne furent introduites qu'avec le Universal Lexicon publié en Allemagne à partir de 1731.

### Rédaction et mise en forme
La rédaction d'un article encyclopédique exige de respecter un style adapté à un discours scientifique de vulgarisation. Dès 1666, la Royal Society de Londres avait reconnu l'importance d'un style neutre pour les textes destinés à sa revue Philosophical Transactions et bannissait les figures de style afin d'éviter que des textes visant à susciter la réflexion soient envahis par l’émotivité de leur auteur, si facilement enclenchée par le jeu de la comparaison, de la métaphore, de l’ironie ou de l’hyperbole.
Le principe d'un discours neutre ne s'est toutefois imposé que progressivement dans la rédaction d'une encyclopédie et n'était pas encore une règle pour les collaborateurs de l'Encyclopédie ni même pour Pierre Larousse. Mais à cette exception près, il était admis à la fin du XIXe siècle que le texte encyclopédique devait être aussi rigoureux que possible, comme le note l'introduction du Dictionnaire des dictionnaires :

« On sait combien l’affectation du bel-esprit, à tout propos et hors de propos, nuisit au caractère de la première Encyclopédie. Encore est-il que chaque subdivision des travaux de l’esprit a ses formes propres et que le choix judicieux des mots, la condensation soutenue, la brièveté sans sécheresse, le sens technique de la valeur des termes, sont des qualités de rigueur dans ces matières. L’élégance mesurée de l’expression n’est pas incompatible avec les données de l’érudition pure. La clarté, la parfaite adaptation au sujet, le complet oubli de soi-même, vont excellemment à l’exposition scientifique. »

Le discours encyclopédique se caractérise aujourd'hui par l'effacement de l'énonciateur au profit du référent ou de tournures impersonnelles, l'absence de modalités appréciatives et un style simple, sobre, clair, précis et compréhensible du grand public. Dans les grandes maisons d'édition, ce travail d'homogénéisation stylistique est assuré par une équipe de réviseurs.
Les procédés typographiques se sont également raffinés au fil des siècles afin de permettre au lecteur de distinguer rapidement entre les types d'information donnés dans un article. Ainsi, la pratique de mettre en italique les titres de livre se développe à partir de 1701. Par la suite, dictionnaires et encyclopédies mettront au point des signes typographiques servant à distinguer les citations, les sections d'un article, les renvois, etc.

### Signature

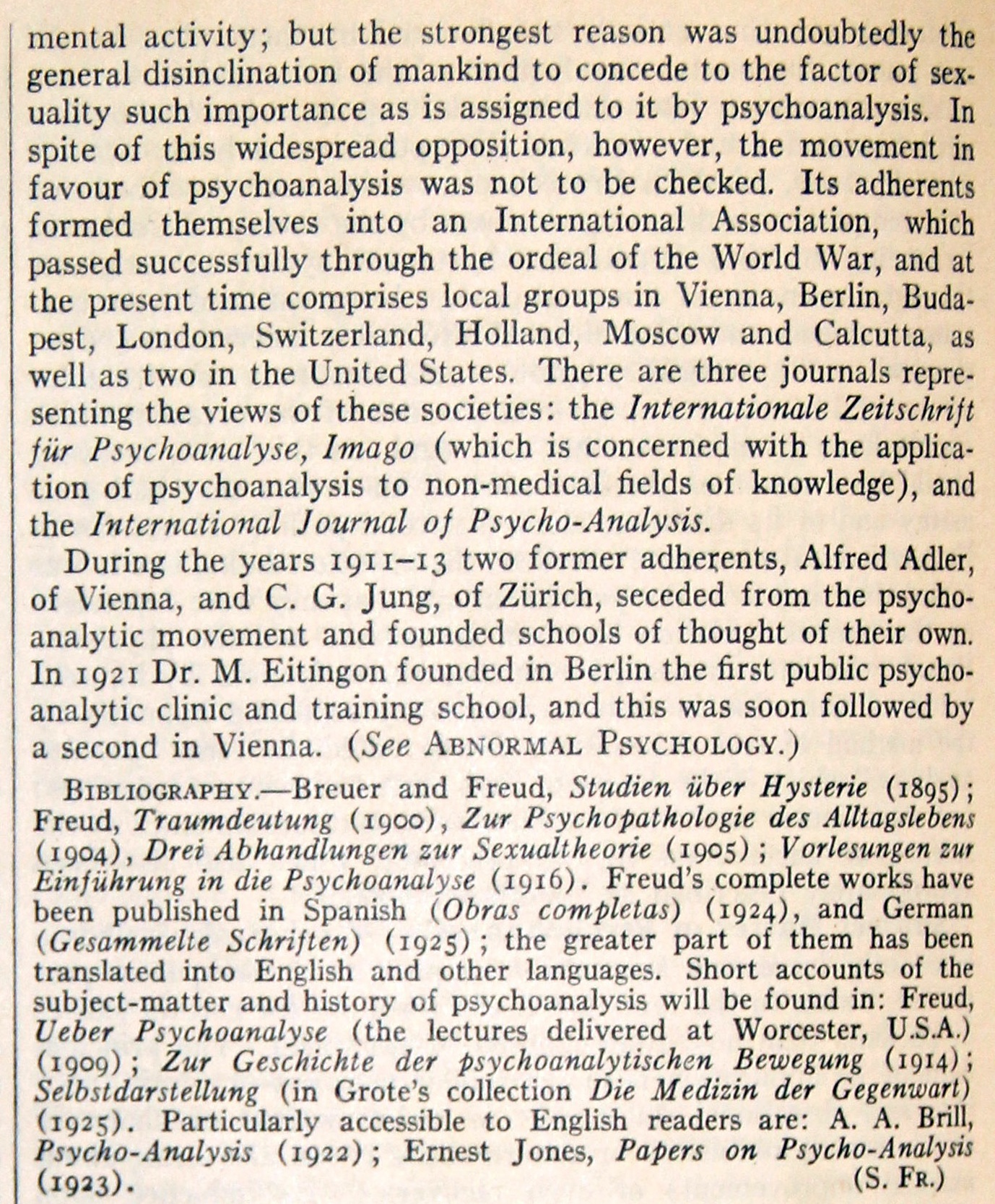
Signature de Freud et bibliographie en fin de l'article « Psychoanalysis », dans la Britannica, 14e édition, 1929.

Pour contribuer à l'Encyclopédie, Diderot a fait appel à des personnages célèbres de son époque, dont les plus connus sont Voltaire, Rousseau, Condorcet, Montesquieu, etc. Ces auteurs se contentent toutefois le plus souvent de signer leurs articles par des initiales. Par la suite, la pratique de la signature varie. Les articles d'encyclopédies thématiques sont généralement signés. Charles Babbage signe ses contributions à la Metropolitana. Dans son édition de 1926, la Britannica fait appel à des personnalités de réputation internationale, tels Albert Einstein pour l'article « Space-time », Freud (« Psychoanalysis »), Marie Curie, Léon Trotski (« Lenin ») ou Henri Pirenne (« Belgium »). De même, l'Encyclopædia Universalis fait appel à des sommités, notamment Roland Barthes (« Texte »). L'Enciclopedia italiana a elle aussi fait appel à des centaines d'experts dont les initiales données en début de volume permettent d'identifier l'auteur de chacun des articles.
La signature ajoute incontestablement au prestige d'un ouvrage et garantit que les informations proviennent de personnes considérées comme des experts dans le domaine. Comme le signale Collison au terme de son étude historique, une encyclopédie qui veut être respectée doit faire appel à des spécialistes pour ses articles et ceux-ci doivent être révisés par des spécialistes à temps complet ou partiel. En 1960, la Britannica employait ainsi 170 chefs de section choisis pour leur expertise dans leurs domaines respectifs et chargés de superviser chacun environ 250 000 mots dans leur section. Toutefois, la contribution de spécialistes a d'abord pour fonction d'associer à un ouvrage le capital culturel de personnalités célèbres —ce qui n'est pas nécessairement une garantie de qualité, car le spécialiste de haut niveau risque d'aborder un article de vulgarisation sans enthousiasme ou de s'en servir comme d'une plateforme pour régler des débats dans le domaine.
Le fait que Wikipédia accepte des contributions de n'importe quel usager a suscité de nombreuses critiques. En réponse à celles-ci, on a fait valoir qu'il est toujours possible de retracer dans l'historique d'un article les différentes strates de sa rédaction et d'identifier les points litigieux, ce qui permet aussi de prendre conscience du fait que le savoir n'est pas seulement d'ordre politique, mais aussi toujours provisoire. Surtout, l'exigence de référencer les affirmations par des sources vérifiables, comme cela se fait dans les publications scientifiques, aide à éliminer les informations subjectives, fantaisistes ou erronées. Malgré cela, devant le scandale provoqué par des articles biaisés ou défigurés par des actes de vandalisme adolescent —lesquels sont d'ailleurs parfois encouragés par des personnes ayant des liens avec des projets éditoriaux concurrents— divers projets concurrents ont choisi pour leur part de mettre en valeur soit des articles individuels signés par leur auteur, comme Knol (créé en 2008, fermé en 2012), soit un système de validation des articles par des experts, tel Citizendium : créé en 2006, ce dernier projet comptait 159 articles validés en 2015.

### Sources

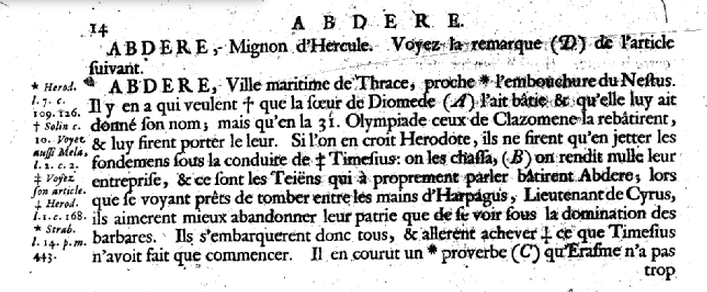
Mention des sources de l'article « Abdère », Dictionnaire historique et critique, 1697. Source : Gallica.

La fonction du genre encyclopédique n'étant pas de créer des connaissances nouvelles, son contenu s'appuie nécessairement sur des sources. Celles-ci étaient déjà mentionnées chez Pline l'Ancien qui, dans son Histoire naturelle, mentionne 500 auteurs. Les références y sont toutefois imprécises, en raison du manque de repères standardisés dans la plupart des éditions de l'époque. Il en ira encore de même au Moyen Âge, où un auteur comme Vincent de Beauvais mentionne simplement l'auteur d'une information sans donner d'autre précision. La situation se modifie à mesure que l'on avance dans le temps. Pierre Bayle, dans son Dictionnaire historique et critique (1697) signale les notes par un astérisque qui renvoie à des références précises dans la marge (auteur, titre, chapitre ou page) Vers la même époque, l'identification des sources acquiert un statut typographique spécial avec Coronelli, qui généralise l'emploi de l'italique dans les titres de livres. Les encyclopédies modernes accompagnent généralement leurs articles d'une bibliographie en fin d'article, comme on peut le voir dans l'extrait de la Britannica ci-dessus.

### Format
Le format d'un ouvrage a longtemps été en corrélation directe avec son statut dans l'ordre du savoir. Jusqu'à la fin du XVIIIe siècle, les livres importants, comme ceux de philosophie et de théologie, étaient publiés en format in-folio ou in-quarto tandis que les ouvrages plus « légers », dont relevaient les œuvres littéraires, étaient en in-octavo, in-12, ou in-18.
Relevant de la catégorie des livres sérieux, les encyclopédies étaient naturellement éditées en format in-folio ou in-quarto. Cette règle devient flexible avec l'expansion du public lecteur, certains éditeurs optant pour un plus petit format afin d'attirer un public plus large. L'Encyclopédie de Diderot et d'Alembert a ainsi été publiée en divers formats : in-folio pour les éditions faites à Paris, Lucques, Livourne et Genève ; in-quarto pour celle de Neuchâtel (1778) ; in-octavo pour celles de Berne et Lausanne (1781). Ce dernier format étant plus économique à produire et à distribuer, il sera retenu par Brockhaus pour le Conversations-Lexikon, dont la première édition paraît en 1812. Ce format très maniable sera par la suite repris par d'autres éditeurs, notamment l'encyclopédie Espasa (1908). Il y a aussi eu quelques encyclopédies en format in-12 au XIXe siècle. Toutefois, le format in-quarto restera de loin le plus courant, parce qu'il facilite le travail de mise en page et permet d'insérer des illustrations de bonne qualité.

## Écueils

### Biais idéologiques et culturels
Alors qu’elle aspire à dire le vrai sur toute chose, une encyclopédie n’est jamais à l’abri des biais culturels ou idéologiques de ses rédacteurs. Parfois, ces biais sont clairement affichés, comme dans l'Encyclopédie, mais cela faisait partie de ce projet que Diderot avait conçu comme une machine de guerre contre l'obscurantisme — avec pour résultat que cet ouvrage sera condamné par l'Église et que le pape Clément XIII enjoindra aux catholiques de brûler les exemplaires en leur possession. Dans cet ouvrage, l'article « Humaine espèce » offre un condensé des stéréotypes de l'époque sur les peuples des divers continents, tout en attribuant les différences ethniques à des caractéristiques géographiques et culturelles et en affirmant l'origine unique de la race humaine. À partir du siècle suivant, une plus grande neutralité de ton commence à s'imposer. En dépit de la notable exception de Pierre Larousse, il est désormais admis qu'une encyclopédie « doit être une œuvre d'exposition » et non de combat, comme l'écrivent dans leur préface les auteurs de La Grande Encyclopédie. Au XIXe siècle, « le temps n'est plus aux réflexions critiques de Bayle ou de Diderot : l'encyclopédisme s'inscrit dans les besoins didactiques de la révolution industrielle ».
Même dans des ouvrages qui font l'objet d'un processus éditorial rigoureux, telle la Britannica, des biais prononcés peuvent cependant apparaître dans la rédaction des articles. On a ainsi dénoncé comme lacunaires ou superficiels les articles de l'édition de 1958 consacrés à Freud, Durkheim et Keynes. Cette même édition reprenait dans l'article sur la Malaisie les pires préjugés de l'époque coloniale, au point de susciter des réactions indignées de la part d'un journal de Singapour ; l'article sur les Maasaï présentait les hommes de cette peuplade africaine comme s'extrayant les incisives inférieures et se nourrissant principalement de lait, de viande et de sang — affirmations qui avaient suscité un article extrêmement critique de la part du New Yorker. Cette même édition n'avait pas d'entrée sur le marxisme — cela, en pleine guerre froide ! Il n'y en avait pas non plus sur Charles de Gaulle, alors que celui-ci revenait au pouvoir en France cette même année. Quant à l'article sur la mer des Caraïbes, il présentait le canal de Panama comme « une extension de la frontière méridionale des États-Unis ». Ces biais culturels plus ou moins inconscients ne sont pas uniques. De même, l'Encyclopædia Universalis (1990) ne consacrait pas d’entrée à Maurice Duplessis, qui fut pourtant Premier ministre du Québec de 1944 à 1959, alors qu'elle consacrait de longs articles à des parlementaires français de second ordre. Dans cette même encyclopédie, le mot Mapuches renvoie à Araucans, article qui commence par « Araucan est un mot forgé au XVIe siècle par Ercilla, poète espagnol, à partir d'un nom de lieu indigène » — comme si les Mapuches n'avaient pas le privilège de pouvoir se nommer eux-mêmes.
De tels biais sont attribuables à une équipe éditoriale centralisée dans une métropole, où le regard porté sur la périphérie est facilement entaché de préjugés. Ceux-ci sont devenus plus faciles à détecter dans une organisation décentralisée et collaborative où des communautés de lecteurs venant de divers horizons intellectuels et géographiques peuvent intervenir dans la mise au point des articles.

### Contenu périmé
Les connaissances évoluant constamment, une encyclopédie doit impérativement être mise à jour régulièrement. Comme cette opération est coûteuse en recherche, en typographie et en impression, bien des maisons d’édition se contentaient, lors d'une nouvelle édition, de ne faire que des changements limités.
Cette critique a été notamment adressée à l’encyclopédie espagnole Espasa qui a continué à rééditer tels quels des articles souvent rédigés plusieurs dizaines d’années auparavant. La prestigieuse Britannica n’est pas non plus à l’abri de cette critique. En 1958, les notices sur Gustav Mahler, Béla Bartók et Alban Berg étaient en retard d'une ou deux générations au plan critique. L'article sur Baudelaire reflétait encore les préjugés de l'ère victorienne (« une sélection perverse de sujets morbides »), de même que ceux consacrés à Oscar Wilde et Paul Verlaine, qui faisaient silence sur leur homosexualité.
Par ailleurs, afin de faire de la place aux données nouvelles, les encyclopédies imprimées étaient souvent contraintes de réduire les articles consacrés à des personnages historiques. À titre d'exemple, l'article consacré au pape Alexandre VI s'étendait sur deux pages et demie dans l'édition de 1910, une page en 1958 et un quart de page en 1963.

### Idéologie d’État
Dans la Grande Encyclopédie soviétique, les personnalités tombées en disgrâce étaient expurgées de l’édition subséquente de l’ouvrage. Afin d'assurer une expurgation immédiate et complète, les responsables envoyaient un article de remplacement aux souscripteurs, en les priant de le coller à la place de l’article original.
L’encyclopédie polonaise Wielka PWN a dû être entièrement refondue et réimprimée (2001-2005) afin d’éliminer les distorsions contenues dans l’édition en vigueur avant la chute du mur de Berlin en 1989.
Ces manipulations de l'information ne sont pas une exclusivité des régimes communistes. Durant la guerre froide, la CIA a réussi à « placer » des articles dans l'Encyclopædia Britannica.

### Dogmatisme religieux
Le projet encyclopédique peut facilement entrer en conflit avec une religion établie, l'un et l'autre aspirant à dire le vrai sur l'ensemble du réel. Dans le monde islamique, qui avait, tout comme le monde chrétien, hérité du savoir disponible dans la culture hellénistique et donné naissance à des travaux scientifiques de grande qualité entre le VIIe et le XIVe siècle, les disciplines profanes n'ont jamais été admises dans les écoles coraniques, tant les gardiens de l'orthodoxie se méfiaient de tout ce qui n'émanait pas du Coran ou ne s'harmonisait pas précisément avec son enseignement. Dans la chrétienté, la situation fut différente, car c'est l'institution religieuse elle-même qui s'est chargée de faire la synthèse entre le dogme et le savoir légué par le monde païen, en se basant pour cela sur l'autorité d'Augustin, qui incita les chrétiens à tirer parti des sciences que leur avait transmises l'antiquité profane pour les mettre au service d'une culture chrétienne et mieux interpréter l'Écriture sainte. Ce Père de l'Église acceptait la division des savoirs établie par Varron, mais en les plaçant, dans la hiérarchie, après les matières divines et théologiques, un plan que suivra fidèlement Raban Maur.
L'Église se dota toutefois d'un puissant moyen de contrôle avec l'Index. Elle s'en est servie d'abord pour empêcher la diffusion d'encyclopédies réalisées dans le monde protestant, notamment celle de Zwinger, ainsi que des florilèges, telle la Polyanthea. Elle a aussi sanctionné l'Encyclopédie de Diderot et le Grand Dictionnaire de Pierre Larousse.
Encore aujourd'hui, la simple présentation objective de données scientifiques est insupportable pour les intégristes religieux. Aux États-Unis, un groupe a ainsi lancé Conservapedia, une pseudo-encyclopédie sur le modèle de Wikipédia dans la forme, mais médiévale dans son esprit, qui s'oppose au contrôle des armes à feu et se fait la championne du créationnisme en maintenant la nécessité d’une lecture littérale de la Bible. En 1932, le prospectus de la Katholieke Encyclopedie aux Pays-Bas rejetait explicitement la tradition d'impartialité en vigueur depuis le siècle des Lumières, en excluant la possibilité d'un traitement neutre des questions spirituelles et religieuses.

### Plagiat
En tant que compilation de connaissances établies, une encyclopédie s'appuie nécessairement sur des travaux antérieurs. Cette démarche est parfaitement légitime à condition que les sources soient signalées. Or, ce n'est pas toujours le cas et il arrive qu'une encyclopédie se laisse aller à reprendre des compilations antérieures en les maquillant. Selon Charles Nodier, « les dictionnaires sont en général des plagiats en ordre alphabétique ».
Une telle pratique, qui était répandue dans le passé, est toujours active aujourd'hui. Ainsi, l'encyclopédie chinoise en ligne Baidu Baike a été accusée en 2007 d'emprunts massifs à Wikipédia sans aucune attribution, comme l'exige la licence, alors même que les articles publiés dans l'encyclopédie chinoise sont sous copyright.

## Impacts sociopolitiques

### Un nouveau rapport au savoir
Avec la généralisation de l'accès en ligne, l'encyclopédie a changé de nature, reflétant un nouveau rapport au savoir. Certains ne cachent pas leur inquiétude à l'égard de ces bouleversements : 

« Dans l'approximation et la confusion, ce type de néo-encyclopédie [Wikipédia], par sa gratuité et la fascination qu'exercent l'écran et le clavier, peut éloigner des encyclopédies professionnelles et contrôlées […] l'informatique et l'Internet sont destructeurs de l'esprit encyclopédique incarné par Aristote, saint Augustin, Bacon, Locke, Leibniz […], ce qui est au moins préoccupant. Dans encyclopédie, le « cycle », le cercle est devenu sans limite, son centre étant partout et sa circonférence nulle part, et la « pédagogie » que suscite paideia relève du self-service le plus hâtif. »

Il est vrai que, depuis Diderot, une encyclopédie ne vise plus à offrir une vision ordonnée du monde, arrimée à des certitudes philosophiques ou religieuses comme au Moyen Âge. Cette conception animait certes Raymond Lulle qui proposait dans L'Arbre de la science une « Grande Chaîne de l'Être à travers une représentation de la chaîne des savoirs ». Une telle vision du savoir relève d'une époque révolue. Depuis déjà plusieurs siècles, la croissance exponentielle des connaissances exclut la possibilité qu'un individu puisse en faire le tour et se les assimiler.
Les domaines « nobles » des sept arts libéraux qui étaient traditionnellement couverts par l'encyclopédie ont dû s'élargir à des nouveaux venus. Au XVIIIe siècle, Diderot avait révolutionné la pensée encyclopédique en faisant une large place aux métiers et aux techniques, avec de nombreux volumes de planches. Avec l'arrivée du numérique, la métaphore organique de l'arbre jadis utilisée pour représenter l'unicité du savoir a fait place à celle du labyrinthe. Dans tous les domaines, les savoirs se sont multipliés, élargissant le champ de l'encyclopédie non seulement aux disciplines scientifiques, mais aussi aux productions culturelles, aux savoirs nécessaires à la vie sociale, ainsi qu'à une multitude d'informations d'ordre technique et procédural. Chaque jour apparaissent de nouvelles normes qu'il faut pouvoir appliquer, des sigles qu'il faut savoir décoder, des événements qu'il faut comprendre et dont on veut pouvoir retrouver la chronologie exacte. Comme l'affirmait déjà, au milieu des années 1970, une publicité pour l''Encyclopædia Universalis, « l'encyclopédie, c'est le mode d'emploi de la vie »,. Plus que jamais, le public a besoin d'informations actualisées, appuyées sur des sources faisant autorité, facilement accessibles, et dont l'impartialité soit confirmée par l'arbitrage d'une diversité de contributeurs ainsi que, le cas échéant, par la possibilité de comparer une version nationale avec des versions en d'autres langues.
Par ailleurs, la possibilité de retrouver instantanément des informations sur toute sorte de questions et à tout moment modifie notre rapport à la mémoire. Les arts de la mémoire, qui jouaient un rôle majeur avant l'invention de l'imprimerie, se sont érodés davantage au profit des connaissances procédurales. Google et Wikipédia sont devenus des substituts de la mémoire.

### Une éthique du partage
La décision de réaliser une encyclopédie est un projet de longue haleine qui exige que son auteur se consacre à la synthèse de connaissances établies plutôt qu’à en créer de nouvelles. Pour Denis Diderot, une telle entreprise doit être motivée par le désir d’élever dans le public le niveau de savoir. Il voit les encyclopédistes comme étant « liés seulement par l'intérêt général du genre humain » et l'Encyclopédie comme « un livre [pour] guider ceux qui se sentiraient le courage de travailler à l’instruction des autres ».
On retrouve la même motivation essentiellement altruiste chez Pierre Larousse, dont l’ambition était de faire un livre « où l'on trouvera, chacune à son ordre alphabétique, toutes les connaissances qui enrichissent aujourd'hui l'esprit humain », et qui s'adressera non pas à une élite, mais à tous, de façon à « instruire tout le monde sur toutes choses ». La devise de sa collection est « Je sème à tout vent ».

La même dynamique est évidemment aussi au cœur du projet collaboratif de Wikipédia et de Wikisource, qui suscite l'admiration d'un observateur attentif : 

« Également saisi de la tâche de ces copistes anonymes. Qui n'attendent rien. Qui ne sont pas encyclopédistes mais wikipédiens. Qui n'augmentent pas ès qualités la somme des connaissances disponibles. Qui ne cessent pourtant de l'augmenter, de la stratifier, de l'hyperlier, de la dé-livrer. Nul ne leur a donné mandat. Ils se sont auto-saisis de ce qui n'était hier même pas un besoin et qui devient aujourd'hui, par leur ouvrage, une évidence. »

Tous ces projets sont fondamentalement « des utopies, au sens positif du terme. […] Elles visent un idéal : rassembler le plus grand nombre possible de savoirs, les mettre en relation, les transmettre, les partager, les soumettre à la discussion. »

### Universalisme

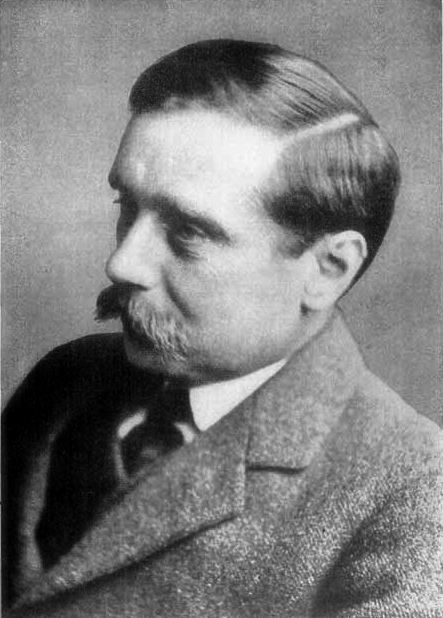
L'écrivain H. G. Wells.

Selon Lucien Febvre, le mouvement encyclopédique est passé du « temps des certitudes divines » représenté par le Speculum maius au « temps des certitudes laïques » avec l'Encyclopédie de Diderot ; aujourd'hui, nous serions au temps de « l'encyclopédie qui sait ne pas tout savoir ». Toutefois, si le projet encyclopédique ne peut plus envisager de fournir une synthèse des savoirs en même temps qu'une réponse au sens de la vie, il a pris une autre dimension avec la montée rapide d'une conscience mondiale. Selon ce même auteur « Une encyclopédie, c'est, ce doit être, le manifeste d'une civilisation. »
Vers la fin de sa vie, l’écrivain britannique H. G. Wells, à travers une série d’essais et de conférences regroupées dans un opuscule intitulé World Brain, se fit le promoteur d'un projet d'encyclopédie universelle qui sous certains aspects préfigure les encyclopédies en ligne : « J'imaginais une organisation encyclopédique internationale qui emmagasinerait et mettrait à jour de façon continue tout élément de savoir vérifiable en le plaçant sur microfilm et en le rendant accessible de façon universelle. » Revenant sur ce sujet en 1938 dans une contribution à l'article « Encyclopédie » de l'Encyclopédie française, intitulée « Rêverie sur un thème encyclopédique », Wells argumente en faveur d'une « encyclopédie permanente mondiale » dont le noyau « serait une synthèse mondiale de bibliographie, de documentation et des archives classées du monde », grâce à laquelle il ne devrait plus rester un seul illettré dans le monde. Mieux encore, la facilité d'accès de cette encyclopédie en ferait une sorte de « cerveau de l'humanité ». Une masse énorme d'information se transforme ainsi en un organisme vivant « qui peut avoir à la fois la concentration d'un animal intelligent et la vitalité diffuse d'un amibe ». Pour l'écrivain d'anticipation, une telle réalisation n'est pas une utopie mais serait essentielle à la survie de l'humanité car elle « n'aura pas tellement pour effet d'aplanir des discordes archaïques, que de les vider, à fond mais imperceptiblement, de leur substance. » Ces idées rejoignent en tout point une position défendue par le philosophe et sociologue Otto Neurath, qui plaidait pour l'unité de la science et pour qui l'encyclopédie, par son caractère nécessairement inachevé, est le véritable modèle du savoir, par opposition à l'idée de système.

### Démocratisation du savoir

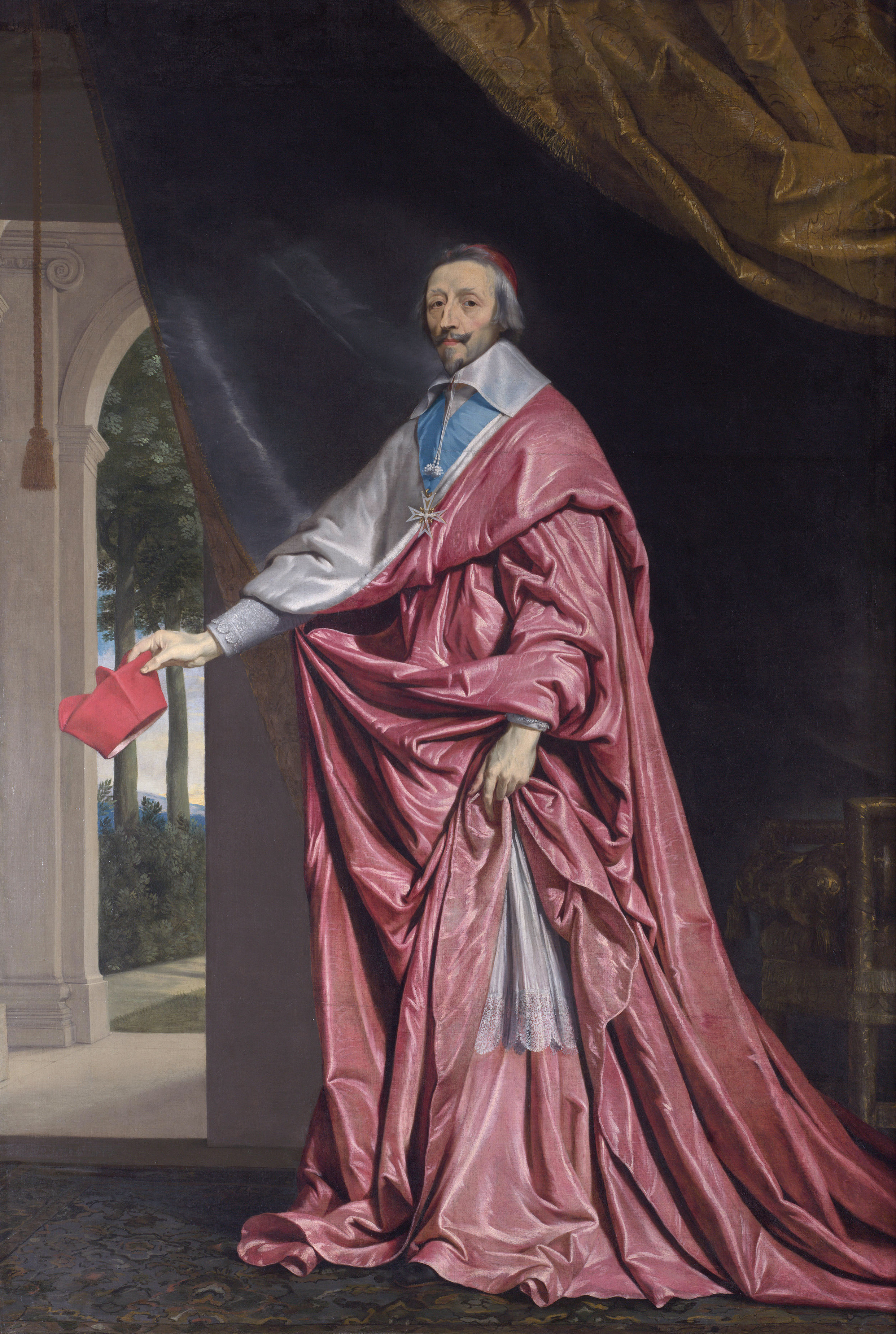
Le Cardinal de Richelieu n’était pas favorable à la diffusion du savoir.

Dans son énoncé de mission, la fondation Wikimédia déclare travailler en vue d' « un monde dans lequel chaque être humain peut librement obtenir et partager des connaissances ». Une telle volonté de mettre le savoir à portée de tous est loin d’avoir toujours été la norme. Selon une certaine interprétation du récit biblique de la Chute, l'Église a longtemps considéré la curiosité intellectuelle comme dangereuse et susceptible de péché mortel. La Réforme a beaucoup contribué à faire accepter l’idée que toutes les couches de la société devraient avoir accès au savoir. En revanche, dans les pays qui n’ont pas été touchés par la Réforme, la méfiance envers la diffusion du savoir est restée très forte jusqu'à la Révolution française. Ainsi, Richelieu (1585-1642) écrit dans son Testament politique : 

« Comme la Connoissance des Lettres, est tout à fait nécessaire en une République, il est certain qu'elles ne doivent pas être indifféremment enseignées à tout le Monde. 
Ainsi qu'un Corps qui auroit des Yeux en toutes ses Parties, seroit Monstrueux ; de même un État le seroit-il, si tous ses Sujets étoient Sçavans ; On y verroit aussï peu d'Obéïssance, que l'Orgueil et la Présomption y seroient ordinaires. »

 Cette méfiance à l'égard du savoir était partagée par les jésuites, dont l'important réseau d'enseignement ne couvrait que les études secondaires. La constitution de cette congrégation est très explicite sur la question : « Nul d’entre ceux qui sont employés à des services domestiques pour le compte de la société ne devra savoir lire et écrire, ou, s’il le sait, en apprendre davantage ; on ne l’instruira pas sans l’assentiment du général, car il lui suffit de servir en toute simplicité et humilité Jésus-Christ, notre maître. »
En Chine, le pouvoir a toujours été attentif à contrôler la diffusion du savoir et cette méfiance persiste aujourd’hui comme le prouve le blocage de Wikipédia : d'abord occasionnel et sélectif, ce blocage est devenu complet depuis que la plateforme a adopté le protocole https, qui rend la censure plus difficile. Wikipédia a également été censurée en tout ou en partie dans divers pays musulmans : Arabie saoudite, Iran, Pakistan, Syrie, Ouzbékistan. En avril 2017, la Turquie bloque l'accès à toutes les versions de Wikipédia.

## Aspects économiques

### Moyen Âge
Au Moyen Âge, les livres n'existaient que sous forme de manuscrits que l'on copiait dans des scriptoria, ateliers spécialisés qui se trouvaient le plus souvent dans des monastères. En raison de leur ampleur, les ouvrages de nature encyclopédique étaient particulièrement coûteux à réaliser, surtout s'ils étaient enluminés. Ces ouvrages ne pouvaient donc pas devenir des biens de consommation courante, une bible de grand format coûtant le revenu annuel d'une seigneurie moyenne. Malgré cela, certains ouvrages majeurs ont été recopiés à maintes reprises: il y eut ainsi plus de 1 000 manuscrits des Etymologiae d'Isidore de Séville, mais c'est un cas exceptionnel et nombre de manuscrits originaux n'ont fait l'objet que de quelques copies. Ainsi, il n'y eut que neuf copies du Liber floridus (1120).

### De Gutenberg à 1800
L'apparition de l'imprimerie modifie radicalement la situation, en permettant la reproduction d'un livre à l'identique en autant d'exemplaires qu'on le veut. Toutefois, le commerce du livre encyclopédique reste aléatoire car il faut des capitaux considérables pour assurer la composition, l'impression et la distribution d'un gros in-quarto, format normal de ce genre d'ouvrage, et qui fait souvent intervenir des caractères grecs et hébreux. La moyenne des tirages oscille entre 1 000 et 1 500 exemplaires et souvent beaucoup moins. Pour assurer l'écoulement des ouvrages, l'éditeur fait appel à des « facteurs », qui parcourent les villes, cherchant à repérer les clients.
Répondant à un besoin de savoir de plus en plus répandu, certains ouvrages encyclopédiques connaissent toutefois de nombreuses éditions, signe d'une rentabilité très forte. Ainsi, la Polyanthea, imposant florilège où abondent les citations en grec et en hébreu, connaît au moins 26 éditions entre 1503 et 1686 et se retrouvait dans les bibliothèques des princes et des prélats. Avec la multiplication des découvertes scientifiques au XVIIIe siècle, la demande s'accroît pour des livres d'information, ce qui fera de la Cyclopaedia de Chambers (1728) un véritable succès financier, qui inspirera rapidement un projet de traduction française.
Pour les très grosses entreprises, telle l'Encyclopédie de Diderot et d'Alembert, l'éditeur lance un appel à souscription, ce qui procure un capital de départ et garantit l'écoulement des volumes. Cet ouvrage sera tiré à 4 250 exemplaires, chiffre considérable pour l'époque. L'édition originale in-folio coûtait l'équivalent de 2 450 pains de sept kilos, tandis que l'édition ultérieure in-quarto en valait 960 et l'in-octavo 563 — soit le budget nourriture d'une famille durant un an ou le salaire de 17 semaines de travail pour un artisan, ce qui met l'édition la plus économique encore hors de portée de la classe ouvrière.
À l'époque moderne, la réalisation d'une encyclopédie exige d'une part une équipe éditoriale de très haut niveau et d'autre part une maison d'édition possédant des capitaux élevés ainsi qu'un réseau international de distribution.

### XIXeetXXesiècles

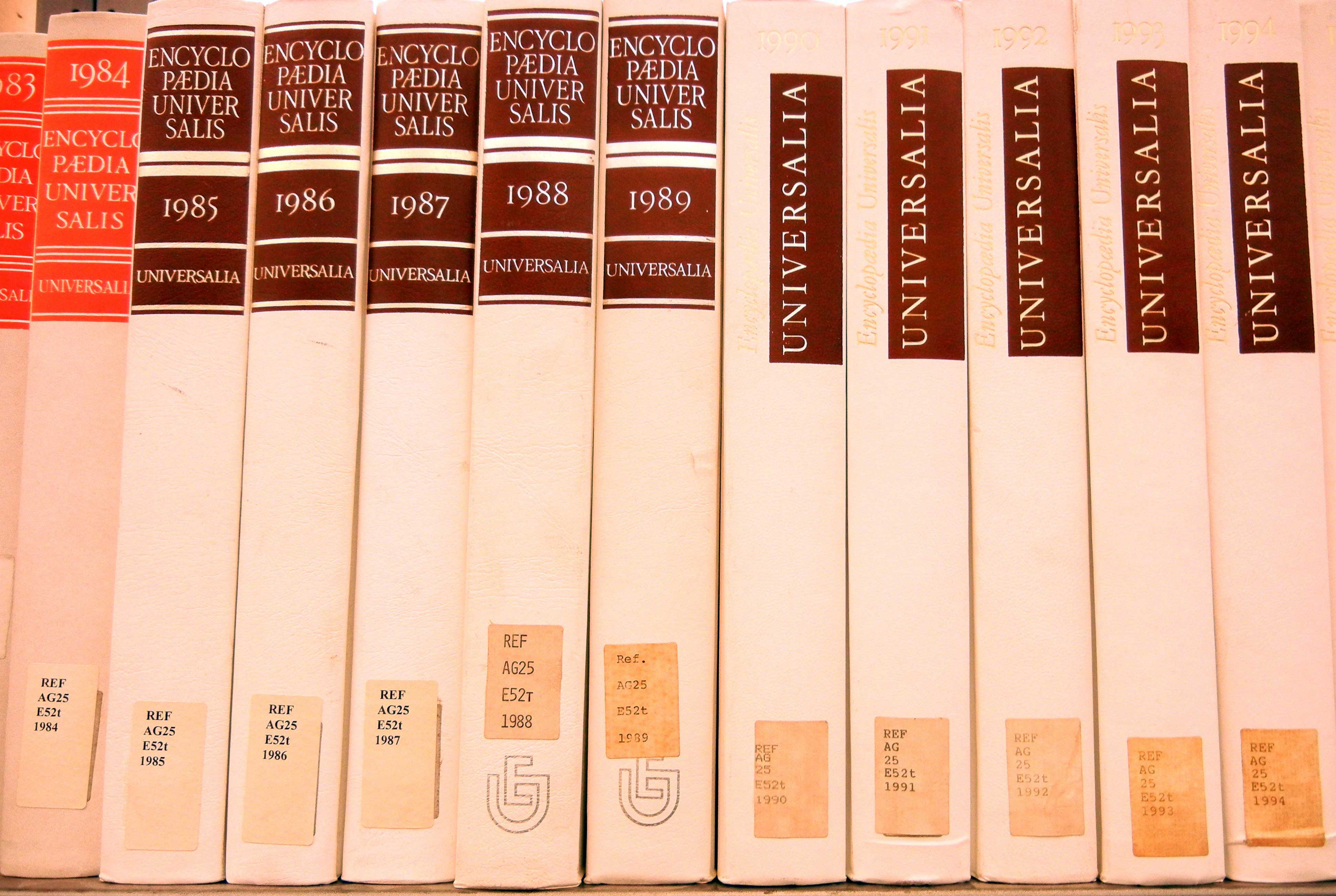
Une série de suppléments annuels de l'Encyclopaedia Universalis.

La mécanisation des techniques d'impression, qui entraînera « une extraordinaire hégémonie de l'imprimé », permet d'abaisser notablement le coût d'une encyclopédie, ouvrant de nouvelles perspectives à sa diffusion. En Angleterre, une société philanthropique dont le programme est de diffuser le savoir aux classes populaires lance la Penny Cyclopædia, qui paraît entre 1833 et 1843 sous forme de fascicules. S'adressant pour sa part à l'élite de la société, l'Encyclopædia Britannica, dont la septième édition (1828) est tirée à 30 000 exemplaires, est devenue une entreprise financière extrêmement rentable.
Ce succès commercial du livre de référence s'accentue encore au siècle suivant. En 1960, les revenus provenant de la vente d'ouvrages de référence aux États-Unis représentaient le triple des ventes de livres pour adultes en librairie. À elle seule, la Britannica vendait chaque année dans ce pays 150 000 séries complètes au prix de 398 $. Au cours de ses 46 années d'existence, l'Encyclopædia Universalis a vendu plus de 700 000 collections. Le succès commercial des encyclopédies n'est pas moindre dans un pays comme la Norvège où, pour une population de quatre millions d'habitants, il s'est vendu, entre 1977 et 2009, 250 000 exemplaires de la Store norske leksikon en 15 volumes.
Pour éviter les coûteuses mises à jour, les grandes encyclopédies ont tenté la distribution en fascicules (Encyclopédie Alpha) ou sous forme de feuillets à insérer dans une reliure (Encyclopédie française), mais ce système a eu peu de succès. La méthode utilisée par Universalis est de publier un supplément annuel, mais cela ne permet pas de corriger les articles, qui peuvent être rendus plus ou moins obsolètes. Pour éviter ces écueils, la Britannica a eu recours à un système de « révision continue », qui consiste à réimprimer l'ensemble de l'encyclopédie chaque année en révisant environ 10 % des articles, ce qui permet de maintenir une équipe de rédaction stable et d'étaler les ventes.
L'accès au marché, toutefois, est difficile, l'image de marque et le réseau de distribution étant des facteurs clés. Les entreprises éditoriales peuvent encore parfois recourir à la souscription ou à la vente de fascicules par correspondance comme l'a fait l'Encyclopédie Alpha. Mais le modèle principal est la vente directe, par démarchage au porte à porte. Pour cela, les éditeurs engagent le plus souvent une armée de jeunes diplômés sans emploi qu'ils entraînent aux techniques de vente répondant à « un besoin implicite ». Le phénomène est tellement répandu que le vendeur d'encyclopédie est devenu un topique qui alimente encore des émissions de radio ou des films. Nombre d'écrivains ont ainsi commencé par être vendeurs itinérants d'encyclopédies, tels Jean Rouaud ou David Liss. La vente sous pression entraînant facilement des abus, la plupart des pays ont introduit des mesures permettant au consommateur de résilier une vente forcée, mesures que les journaux rappellent régulièrement à leurs lecteurs.

## Encyclopédie et fiction

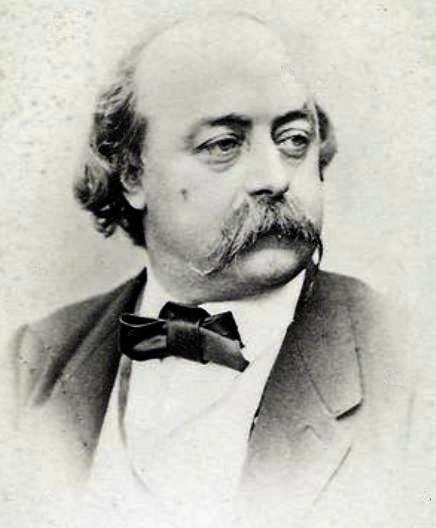
Gustave Flaubert a fait dans Bouvard et Pécuchet une satire du savoir glané dans une encyclopédie.

Le concept d’encyclopédie a inspiré plusieurs écrivains, qui en ont parfois fait un élément central de leur récit. Dans Bouvard et Pécuchet (1881), Flaubert met en scène deux rentiers qui, ayant quitté Paris pour se retirer à la campagne, se lancent dans diverses entreprises (agriculture, chimie, médecine, histoire, philosophie, musique, etc.). Ne connaissant rien à ces domaines, ils ont recours à des livres de référence et notamment à l'Encyclopédie Roret ainsi qu’au Dictionnaire de sciences médicales. Ils échouent lamentablement dans toutes leurs entreprises, ce qui montre la vanité d’un savoir mal assimilé. Flaubert a lui-même donné comme sous-titre à cet ouvrage : « encyclopédie de la bêtise humaine » après lui avoir d'abord donné comme titre « espèce d'encyclopédie critique en farce ».
Dans « La Bibliothèque de Babel », l'écrivain argentin Jorge Luis Borges imagine un univers constitué par une gigantesque bibliothèque dont les rayonnages de livres s’étendent à l’infini. L’humanité qui la peuple cherche fébrilement à déchiffrer les millions de livres, mais en vain. Certains gardent cependant l’espoir que, au gré des variations aléatoires de caractères, il se trouve quelque part « un livre qui est la clé et le résumé parfait de tous les autres : il y a un bibliothécaire qui a pris connaissance de ce livre et qui est semblable à un dieu ».
La classification du savoir a longtemps été un défi majeur pour le projet encyclopédique, et des efforts considérables ont été consacrés à la recherche de principes organisateurs, ainsi que le montre la section historique de cet article. Dans une nouvelle intitulée « La langue analytique de John Wilkins » (1942), Borges offre une divertissante réflexion sur le caractère parfois arbitraire des classifications : « Ces catégories ambiguës, superfétatoires, déficientes rappellent celles que le docteur Franz Kuhn attribue à certaine encyclopédie chinoise intitulée Le marché céleste des connaissances bénévoles. Dans les pages lointaines de ce livre, il est écrit que les animaux se divisent en (a) appartenant à l'empereur, (b) embaumés, (c) apprivoisés, (d) cochons de lait, (e) sirènes, (f) fabuleux, (g) chiens en liberté, (h) inclus dans la présente classification, (i) qui s'agitent comme des fous, (j) innombrables, (k) dessinés avec un très fin pinceau de poils de chameau, (l) et cætera, (m) qui viennent de casser la cruche, (n) qui de loin semblent des mouches ». Cette description, que Michel Foucault reprend à l'ouverture de son livre Les Mots et les Choses, n’est pas très éloignée de celle que l’on trouve dans la propre Encyclopédie de Diderot, à l’article « Livre », dont la rédaction est due au chevalier de Jaucourt : « Par rapport à leurs qualités, les livres peuvent être distingués en (a) livres clairs et détaillés, qui sont ceux du genre dogmatique […], (b) livres obscurs, c'est-à-dire dont tous les mots sont trop génériques et qui ne sont point définis […], (c) livres prolixes […], (d) livres utiles […], (e) livres complets, qui contiennent tout ce qui regarde le sujet traité. Relativement complets […] ». Nul encyclopédiste n'est à l'abri du piège des catégorisations arbitraires.
Dans « Tlön, Uqbar, Orbis Tertius », autre nouvelle de Borges publiée en 1940, le narrateur dit avoir découvert un pays inconnu nommé Uqbar grâce à une notice du volume XLVI de l'Anglo-American Cyclopaedia publiée à New York en 1917 et que cet ouvrage serait un fac-similé de l'Encyclopædia Britannica de 1902. Or, on cherchera en vain cet ouvrage, car même s’il y eut de nombreuses éditions pirates de la célèbre Britannica aux États-Unis à cette époque, aucune ne porte ce titre. Au surplus, la Britannica ne comptait alors que 35 volumes. La nouvelle enchaîne sur la mystérieuse Encyclopédie de Tlön, qui serait rédigée par une société secrète s'attachant à décrire méthodiquement et minutieusement « une planète illusoire ». Le narrateur ajoute : « les quarante volumes qu’elle comporte (l’œuvre la plus vaste que les hommes aient jamais entreprise) seraient la base d’une autre plus minutieuse, rédigée non plus en anglais, mais dans l’une des langues de Tlön. Cette compilation d'un monde illusoire s'appelle provisoirement Orbis Tertius » et pourrait compter, d'ici un siècle, une centaine de volumes.
La veine borgésienne d’une encyclopédie fictive a connu diverses réalisations :
- l'Encyclopedia Galactica dans le Cycle de Fondation, d'Isaac Asimov (1951-1953) ;
- le Cycle de Dune de Frank Herbert, qui comporte de nombreuses citations pseudo-encyclopédiques qui inspireront des travaux subséquents ;
- Le Guide du voyageur galactique de Douglas Adams (1978), dont le fonctionnement présage celui de Wikipédia, les contributeurs étant à même de mettre à jour en quelques clics et de façon instantanée l'article consacré à la planète Terre[237] ;
- Le Dictionnaire khazar (1988) de Milorad Pavić, qui retrace la naissance et la disparition des Khazars à travers une série d’articles agencés en ordre alphabétique et regroupés en trois « livres » (rouge, vert et jaune) présentant respectivement le point de vue chrétien, musulman, et juif ;
- L'Encyclopédie du savoir relatif et absolu de Bernard Werber (1993), qui mêle passages encyclopédiques réels et fictifs ;
- Encyclopédie capricieuse du tout et du rien de Charles Dantzig (2009), qui est composé de listes ;
- Ward. Ier-IIe siècle (2011) de Frédéric Werst[238] et sa suite Ward. IIIe siècle (2014), qui présentent une civilisation disparue à travers une anthologie de textes que celle-ci aurait laissés et qui sont regroupés en chapitres couvrant divers domaines : mythologie, science, histoire, littérature. Ces textes sont écrits en « wardwesan », langue construite fictive qui possède une syntaxe et un lexique propres. Une traduction française en regard facilite la lecture.